# Équipe de France de football
Pour les articles homonymes, voir Équipe de France.
Cet article traite de l'équipe masculine. Pour l'équipe féminine, voir Équipe de France féminine de football.
Maillots
Actualités
L'équipe de France de football, créée en 1904, est l'équipe nationale qui représente la France dans les compétitions internationales masculines de football, sous l'égide de la Fédération française de football (FFF). Elle sélectionne les meilleurs joueurs français. Ces derniers, composant cette équipe, sont traditionnellement appelés Les Tricolores ou encore Les Bleus. De nos jours, c'est cette dernière appellation qui est la plus usitée.
Le coq gaulois est le symbole de l'équipe, et ses couleurs sont celles du drapeau national, à savoir le bleu, le blanc et le rouge. Le maillot de l'équipe de France arbore deux étoiles au-dessus du coq qui représentent ses victoires lors des éditions 1998 et 2018 de la Coupe du monde.
Jusque dans les années 1980, le palmarès de l'équipe de France reste vierge, avec comme meilleurs résultats une troisième place obtenue à la Coupe du monde 1958 ainsi qu'une quatrième place à la Coupe d'Europe 1960. Après une demi-finale mémorable à la Coupe du monde 1982, perdue contre l'Allemagne fédérale aux tirs au but, elle remporte le Championnat d'Europe 1984 à domicile contre l'Espagne (2-0), ainsi que la Coupe intercontinentale des nations en 1985 contre l'Uruguay, vainqueur de la Copa América. La sélection embellit son palmarès à la fin du XXe siècle. Pays hôte de la Coupe du monde 1998, la France gagne la compétition pour la première fois en battant le Brésil en finale (3-0) le 12 juillet 1998 au stade de France. Avec une formation à l'ossature identique, elle remporte dans la foulée l'Euro 2000 grâce à sa victoire sur l'Italie en finale (2-1, sur un but en or de David Trezeguet), le 2 juillet 2000 au Kuip de Rotterdam (premier doublé Mondial-Euro réalisé dans ce sens). Les Bleus s'adjugent encore deux coupes des Confédérations en 2001 et 2003. Ils occupent la première place du classement mondial de la FIFA de mai 2001 à juin 2002. Ils atteignent la finale de la Coupe du monde 2006 en Allemagne, qu'ils perdent aux tirs au but face à l'Italie. Lors de l'Euro 2016 en France, ils battent l'Allemagne pour la première fois en compétition internationale et disputent la finale lors de laquelle ils sont battus 1-0 a. p. par le Portugal.
Les Bleus remportent leur deuxième titre mondial en s'imposant en finale de la Coupe du monde 2018 devant la Croatie (4-2), le 15 juillet 2018 au stade Loujniki de Moscou. Quatre ans plus tard, le  18 décembre 2022 au stade de Lusail, la France est la première équipe depuis le Brésil en 1998 à revenir en finale du Mondial en tant que tenante du titre. Elle affronte l'Argentine et s'incline aux tirs au but (3-3 a.p.). La France est alors la seule équipe à avoir disputé quatre finales de Coupe du monde et à en avoir gagné deux sur les sept dernières éditions, mais également six finales majeures (Mondial, Euro) en un quart de siècle pour trois victoires.
La France est la première sélection à avoir remporté toutes les compétitions internationales : Coupe du monde (1998 et 2018), Coupe des Confédérations (2001, 2003), Jeux olympiques (1984), son championnat continental (1984, 2000). Cette performance est égalée par l'Argentine en 2004 et le Brésil, à l'issue des Jeux de Rio 2016. En 2021, elle ajoute la Ligue des nations à son palmarès, devenant ainsi la première formation européenne, et la seule à ce jour, à avoir gagné l'ensemble de ces trophées. La France est avec le Brésil l'une des seules équipes à avoir remporté toutes les compétitions, toutes équipes et toutes tranches d'âge confondues.
Depuis 1904, l'équipe de France a été marquée par plusieurs générations de footballeurs talentueux. Celles-ci ont obtenu leurs meilleurs résultats tout d'abord emmenées par les joueurs emblématiques qu'ont été Raymond Kopa de 1952 à 1962, Michel Platini de 1976 à 1987 et Zinédine Zidane entre 1994 et 2006. À partir de 2014, sous la houlette de Didier Deschamps, autour d'un noyau de joueurs constitué notamment de Hugo Lloris, Raphaël Varane, Antoine Griezmann, Paul Pogba, Olivier Giroud, la France monte en puissance jusqu'à la victoire à la Coupe du monde 2018 avec une équipe comptant dans ses rangs Kylian Mbappé, né en 1998, le plus jeune buteur français en Coupe du monde et le deuxième plus jeune joueur après Pelé à marquer en finale.
Le capitaine est alors le gardien Hugo Lloris, recordman de capitanats et de sélections en bleu. Par ailleurs, Didier Deschamps, capitaine des Bleus lors des victoires à la Coupe du monde 1998 et à l'Euro 2000, occupe depuis 2012 le poste de sélectionneur, devenant après Mário Zagallo et Franz Beckenbauer le troisième homme à remporter la Coupe du monde comme joueur puis comme entraîneur. Quatre ans plus tard au Qatar, Kylian Mbappé marque de son empreinte le parcours des Bleus jusqu'à la finale, où il inscrit un exceptionnel triplé qui ne permet toutefois pas à l'équipe de France de l'emporter face à l'Argentine.

## Histoire

### Premières décennies dans l'anonymat (1904-1930)

#### Genèse

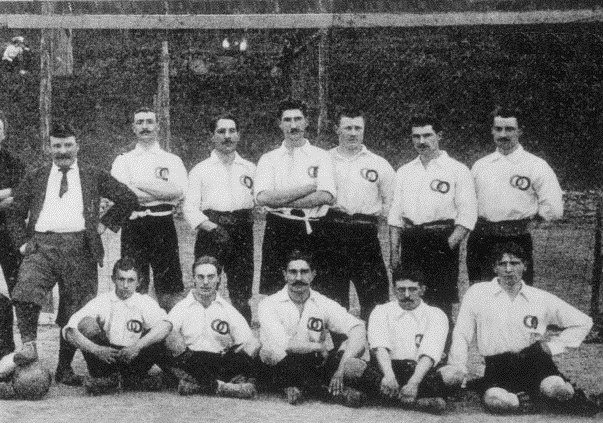
L'équipe de France de football, le 1 mai 1904, lors du premier match de son histoire, face à la Belgique (de gauche à droite, debout : M. Guichard, F. Canelle, J. Davy, J. Verlet, G. Bilot, C. Bilot ; accroupis : L. Mesnier, M. Royet, G. Garnier, G. Cyprès, A. Filez).

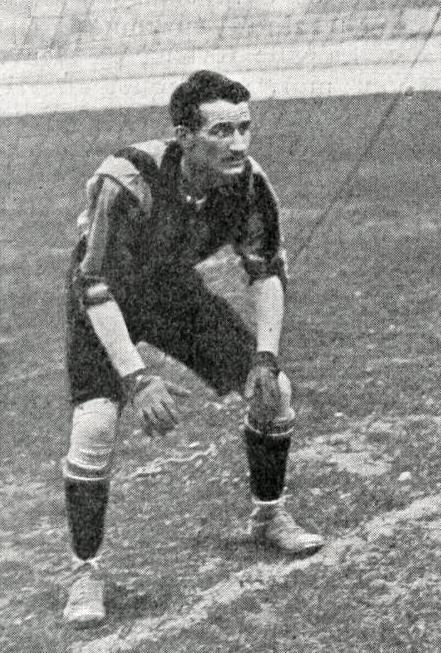
Henri Beau, gardien de but français lors de France-Corinthians FC du 16 avril 1904, au Parc des Princes.

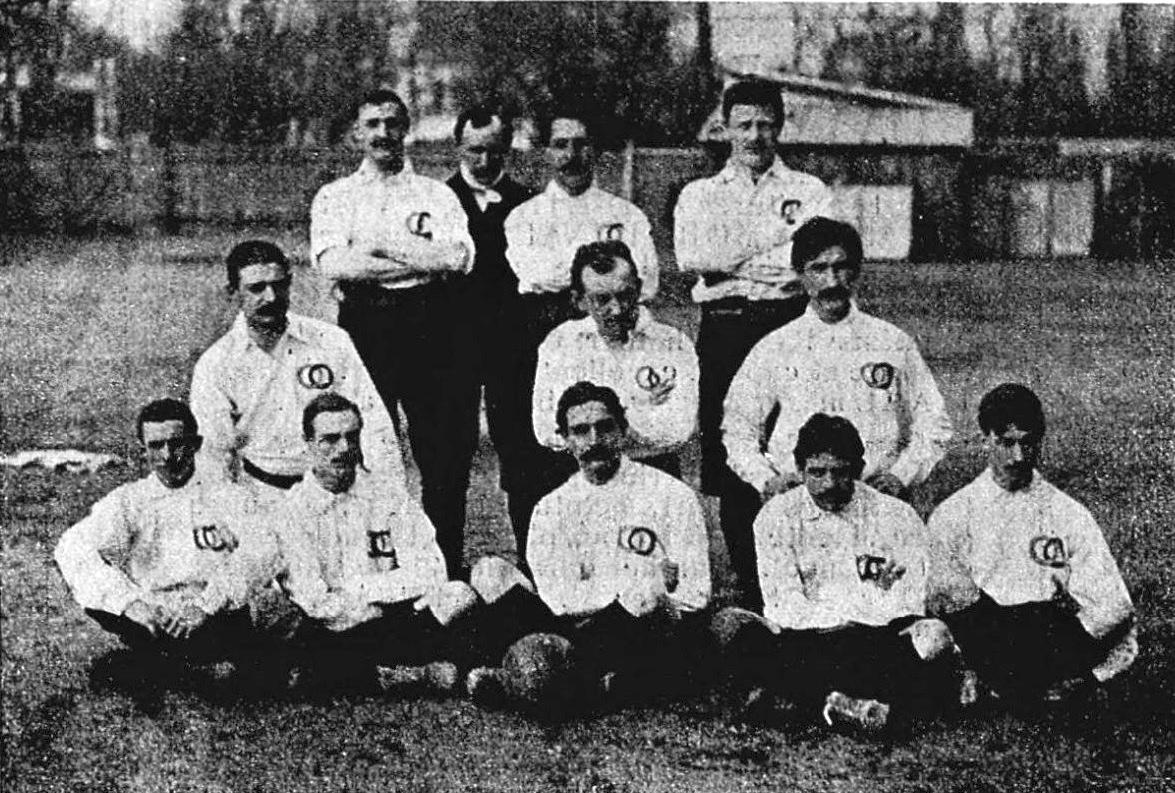
L'équipe de France USFSA de football (amateurs), en mars 1904 au Parc des Princes.

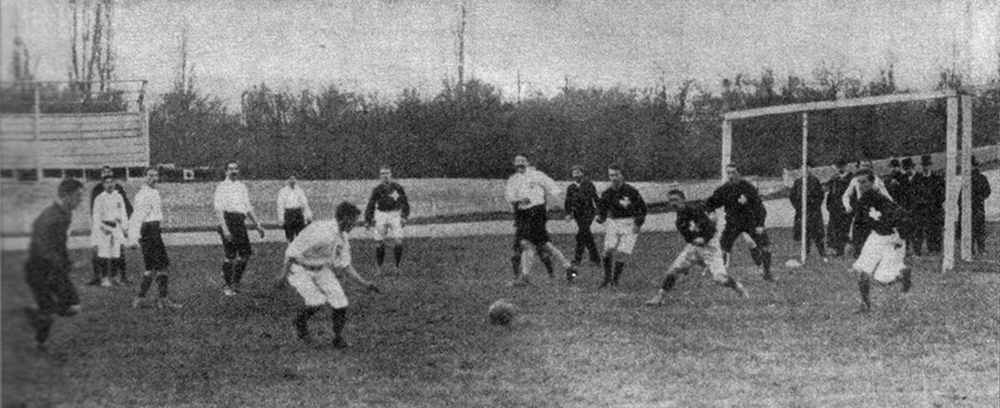
Le match France-Suisse en 1905 au Parc des Princes, deuxième match de l'histoire de l'équipe de France.

Dès la fin du XIXe siècle, des rencontres impliquant des sélections françaises sont organisées, notamment sous l'égide de l'union des sociétés françaises de sports athlétiques (USFSA). En 1895, une « sélection de Paris », composée principalement de joueurs britanniques résidant à Paris, affronte notamment une sélection de clubs anglais. La sélection française USFSA dispute entre 1900 et 1904 cinq matches internationaux face à la Belgique, battue 6-2, et l'Angleterre amateurs, qui domine les Français à quatre reprises. Lors du tournoi de football des Jeux olympiques de 1900, la sélection USFSA, constituée des joueurs du Club français, obtient la médaille d'argent. Ces matches ne sont cependant pas pris en compte dans les statistiques officielles.
La création de l'équipe de France de football est liée à la fondation de la Fédération internationale de football association (FIFA) en 1904. L'équipe de France de football démarre son histoire officielle le 1er mai 1904 à Bruxelles, par un match nul face à la Belgique 3-3. Le premier buteur français se nomme Louis Mesnier et le premier capitaine Fernand Canelle. En 1905, la France dispute son premier match à domicile face à la Suisse, et remporte à cette occasion la première victoire de son histoire. L'équipe de France dispute plusieurs matchs contre l'équipe amateure anglaise, dont notamment une cuisante défaite 15-0 en 1906. Zacharie Baton garde alors les cages françaises.

#### Confusion dans les sélections

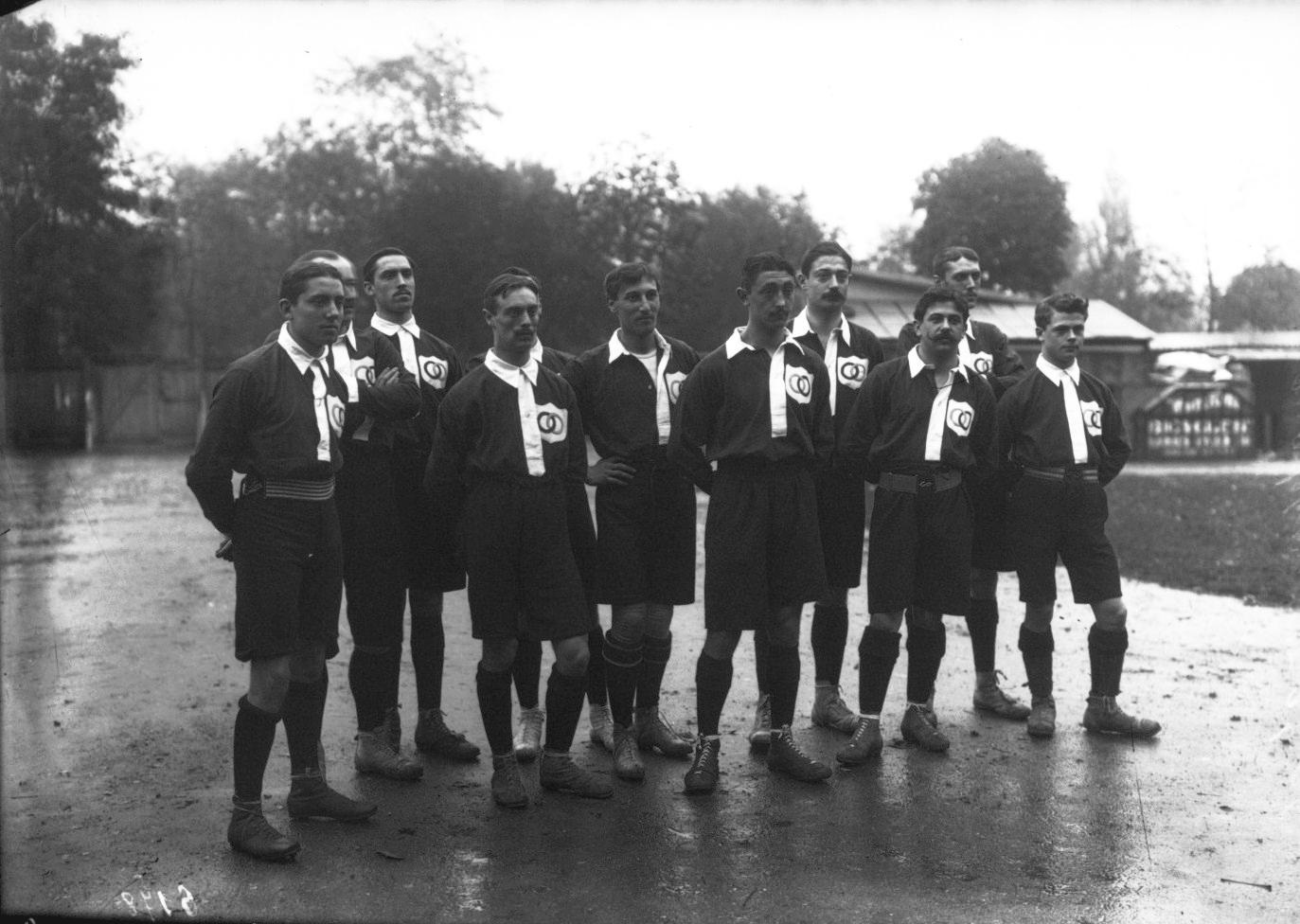
L'équipe qui affronte l'Angleterre amateur le 1er novembre 1906.

À partir du match contre la Belgique du 9 mai 1908, c'est le Comité français interfédéral (CFI) qui procède aux sélections en tant que seule fédération reconnue par la FIFA. L'USFSA, exclue de la FIFA, mais membre fondateur du Comité international olympique, est encore responsable des sélections olympiques de l'été 1908. Les forfaits sont nombreux dans les rangs des joueurs et beaucoup arrivent le matin même du match sur le lieu de compétition après un long voyage en train et bateau. C'est une véritable pantalonnade : l'équipe française subit deux cinglants revers contre le Danemark à trois jours d’intervalle (0-9 puis 1-17) lors des Jeux olympiques de Londres.
En 1912, le CFI ne parvient pas à se mettre d'accord avec l'USFSA pour présenter une équipe de France aux Jeux olympiques de Stockholm. La France est contrainte de déclarer forfait. Malgré ces conflits entre les différentes fédérations qui coexistent dans l'hexagone, qui rendent impossible la sélection des onze meilleurs joueurs du pays, quelques belles performances sont à signaler comme la victoire face à l'Italie à Turin en 1912, grâce à un triplé d'Eugène Maës (3-4). La Première Guerre mondiale interrompt les activités de l'équipe de France et cause la mort de 17 de ses internationaux.

#### Création de la FFF et structuration

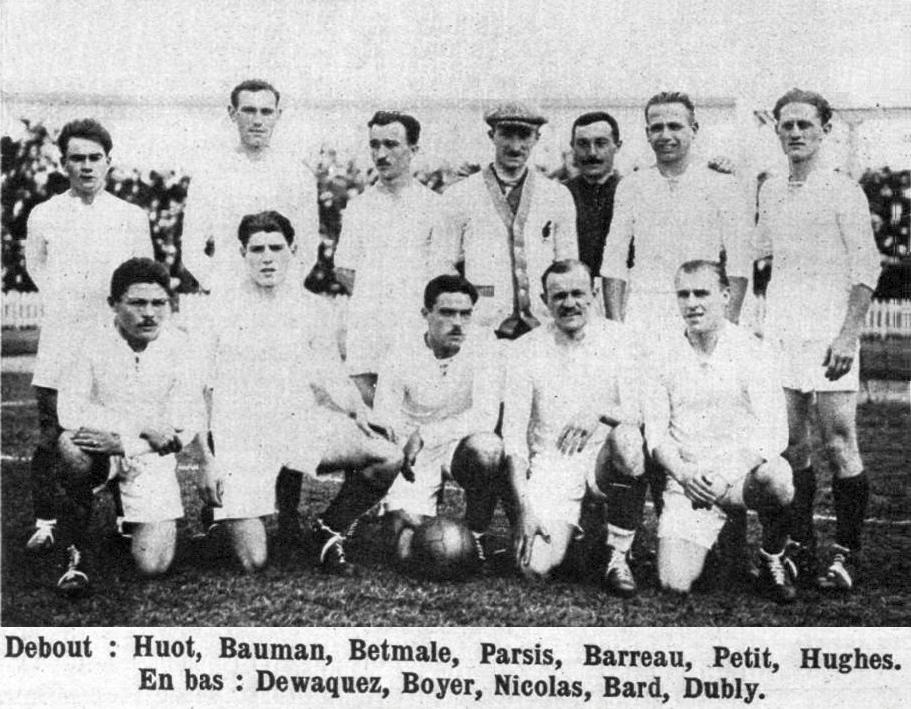
L'équipe de France demi-finaliste des JO de 1920.

La création de la fédération française de football (FFF) en 1919 permet à l'équipe de France de se structurer. La première victoire face aux Anglais (2-1) le 5 mai 1921 marque les débuts réels d'une équipe de France sélectionnant désormais les meilleurs joueurs du pays. En 1923, l'équipe de France connaît pourtant une année noire avec six défaites en six matchs. Afin de stopper l'hémorragie en vue des Jeux olympiques d'été de 1924 que la France organise, l'entraîneur britannique Charles Griffiths est engagé.
Malgré des débuts prometteurs avec une victoire face à la Belgique le 13 janvier 1924, la France s'incline ensuite face à la Suisse au mois de mars. Griffiths est vivement critiqué pour sélectionner des joueurs évoluant en province. Pour préparer le tournoi olympique, la France se mesure à l'Angleterre et au club anglais de West Ham. Après une défaite face au onze anglais, la victoire sur les Hammers redonne de l'allant aux Français. À la suite du tirage au sort du tournoi de football des JO, la France commence la compétition directement en huitièmes de finale. Le 27 mai 1924, les Tricolores battent la Lettonie largement (7-0) et se qualifient pour les quarts de finale. Ils y affrontent l'Uruguay, l'un des favoris du tournoi. Les Français s'inclinent cinq buts à un et sont éliminés.

### Premiers bons résultats (1930-1944)

#### Les premières coupes du monde

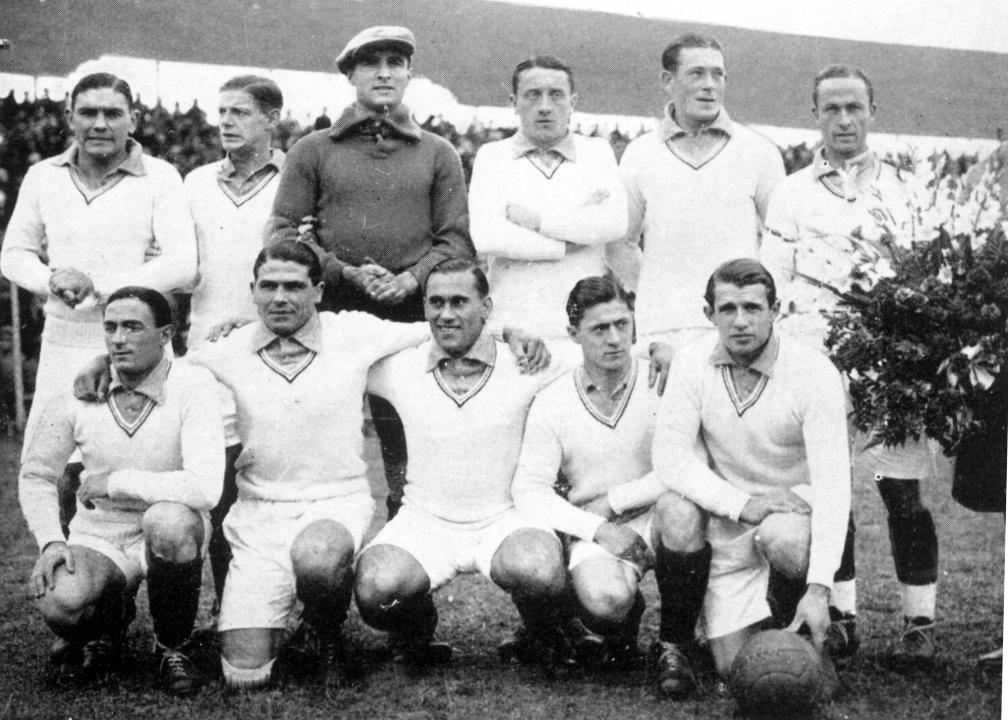
L'équipe titulaire lors du premier match de l'histoire de la Coupe du monde contre le Mexique à Montevideo, le 13 juillet 1930.

En juillet 1930, la France participe à la première Coupe du monde organisée en Uruguay. En phase de poule, Lucien Laurent inscrit le tout premier but de l'histoire de la compétition face au Mexique que les Bleus battent 4 buts à un. Mais les deux défaites (0-1) face à l'Argentine (finaliste des JO de 1928) et au Chili l'empêchent de passer le premier tour. Néanmoins, avec une victoire dans le tournoi, le contrat était rempli pour les Français. En 1931, l'Allemagne s'incline face aux Bleus à Colombes, avant que l'Angleterre ne sombre le 14 mai lors d'une rencontre que les joueurs de l'équipe de France, survoltés, remportent cinq buts à deux. En juin 1932, l'équipe de France effectue une tournée dans les Balkans.
En 1934, l’entraîneur anglais George Kimpton est engagé en vue de la Coupe du monde en Italie. Il sélectionne pour la compétition de nombreux joueurs de Division 2 qu'il aligne lors d'un match épique face aux Pays-Bas en préparation. Les Français remportent cinq buts à quatre, après avoir pourtant été menés trois à zéro. Au premier tour, la France est opposée à la Wunderteam autrichienne, qui fait partie des favoris. Le 27 mai 1934, la France s'incline seulement trois buts à deux après prolongation. À leur retour à Paris, le 30 mai 1934, les joueurs français sont accueillis en héros par une foule de 4 000 personnes venues leur rendre hommage,.

#### Coupe du monde à domicile, puis Seconde Guerre mondiale

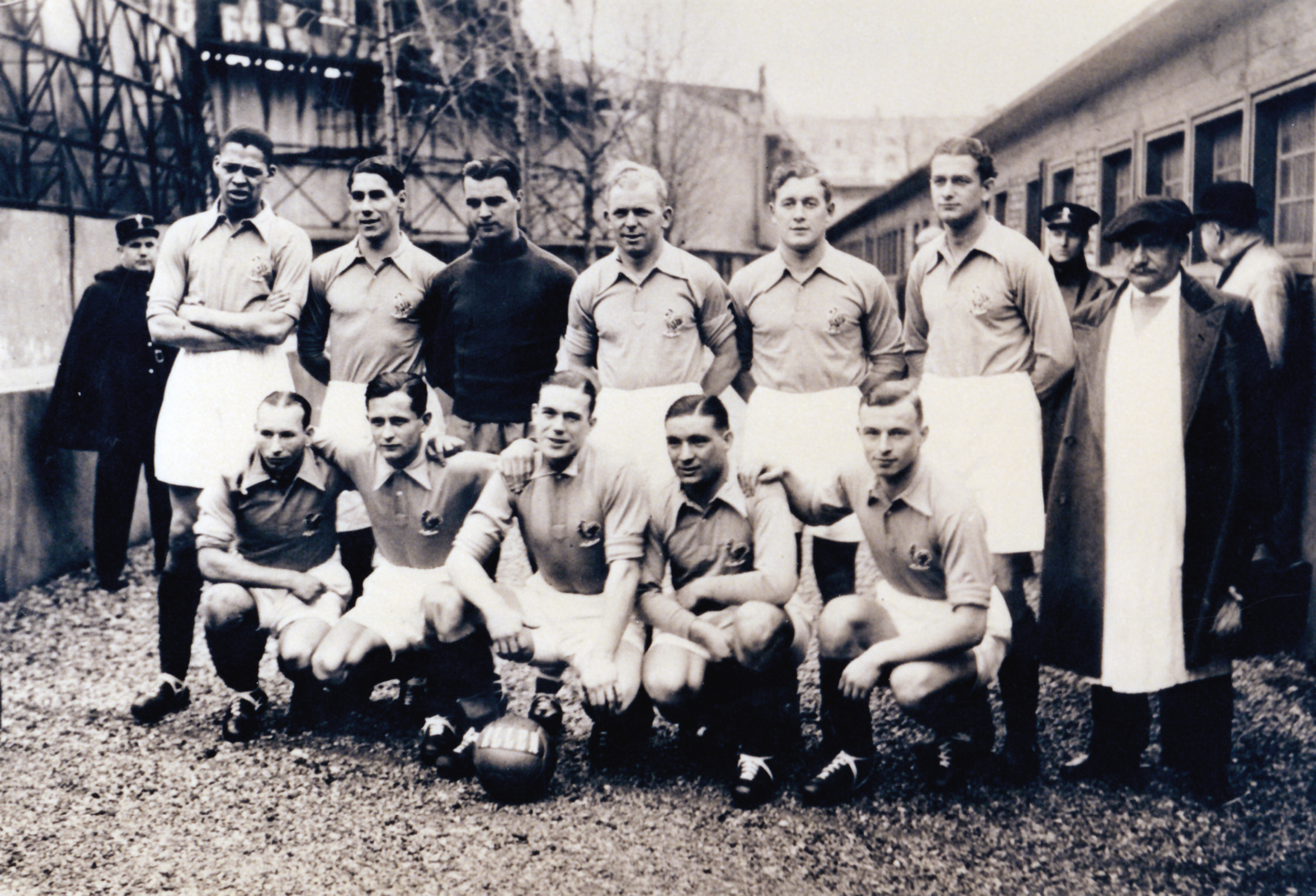
L'équipe de France en 1937.

En 1938, la France organise pour la première fois la Coupe du monde. Les Bleus battent facilement la Belgique 3 à 1 avec un doublé de Jean Nicolas. Lors du quart de finale, 58 455 spectateurs, un record, viennent encourager à Colombes la France qui rencontre l'Italie, mais les Bleus doivent s'incliner trois à un devant les futurs vainqueurs de l'épreuve.
À la veille de la seconde Guerre mondiale, l'équipe de France connait une période faste. Sur les treize matchs disputés de 1938 et 1939, elle gagne huit fois. Les Bleus se découvrent un jeune gardien de talent, Julien Darui, et un attaquant dribbleur et passeur exceptionnel, Larbi Benbarek. Le 28 janvier 1940, la France bat le Portugal trois buts à deux pour le 46e match du capitaine Étienne Mattler qui devient recordman de sélections, c'est le dernier match de la sélection avant l'Occupation par l'Allemagne Nazie. Durant cette période, l'équipe de France ne dispute que deux rencontres.

### Première génération dorée (1944-1960)

#### Reconstruction

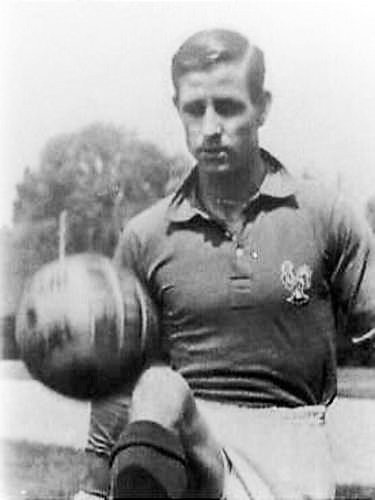
Raymond Kopa sous le maillot bleu.

Alors que la guerre n'est pas encore terminée sur son sol, l'équipe de France se reconstruit autour de joueurs comme Julien Darui et Fred Aston qui font la transition avec une nouvelle génération de joueurs talentueux comme Jean Baratte. Le premier match se solde par une victoire trois buts à un contre la Belgique, puis un match nul deux buts partout contre l'Angleterre au stade de Wembley. Cette équipe rate de peu la qualification au mondial brésilien de 1950, éliminée par la Yougoslavie, au terme d'une défaite dans un match d'appui trois buts à deux après prolongation. Elle est cependant repêchée à la suite des forfaits de l'Écosse et de la Turquie avant de déclarer finalement forfait.
Les Bleus signent cependant quelques brillants résultats comme un match nul 2-2 en 1951 contre l'Angleterre à Highbury. Il s'en faut de très peu que l'équipe de France des Vignal, Jonquet, Baratte et Flamion soit la première équipe du continent à battre les Anglais sur leurs terres, performance que les Hongrois réalisent deux ans plus tard.
La génération dorée des Fontaine, Kopa, Piantoni, Vincent, Penverne, Wisniewski, Jonquet et Cisowski s'inscrit directement dans la suite de cette équipe de 1951. La France devient alors l'une des toutes meilleures équipes nationales, même si elle rate sa Coupe du monde en 1954 en Suisse, : éliminée au 1er tour à la suite d'une défaite contre la Yougoslavie (0-1) et une victoire contre le Mexique (3-2) qui ne suffira pas à qualifier les Bleus.

#### Une troisième place au Mondial 1958

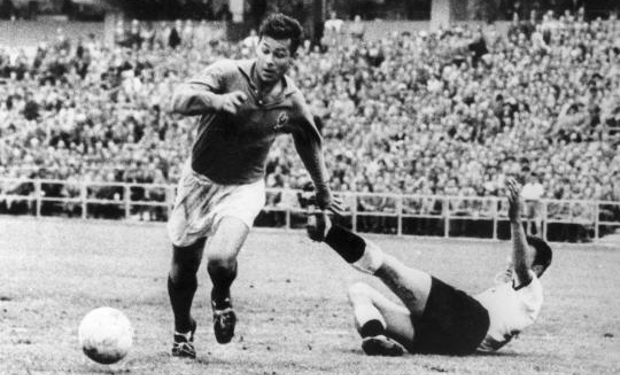
Just Fontaine en action en 1958.

À la coupe du monde 1958 disputée en Suède, l'équipe de France arrive sur place le 20 mai, soit 3 semaines avant son premier match. Elle réalise un beau parcours en atteignant la troisième place du tournoi. Just Fontaine marque 13 des 23 buts de l'équipe française, en laquelle personne ne croit. À la suite des victoires (7-3) contre le Paraguay, défaite (2-3) contre la Yougoslavie et victoire (2-1) contre l'Écosse, la France sort première de son groupe. En quarts de finale, les Bleus ne font qu'une bouchée de l'Irlande du Nord (4-0).

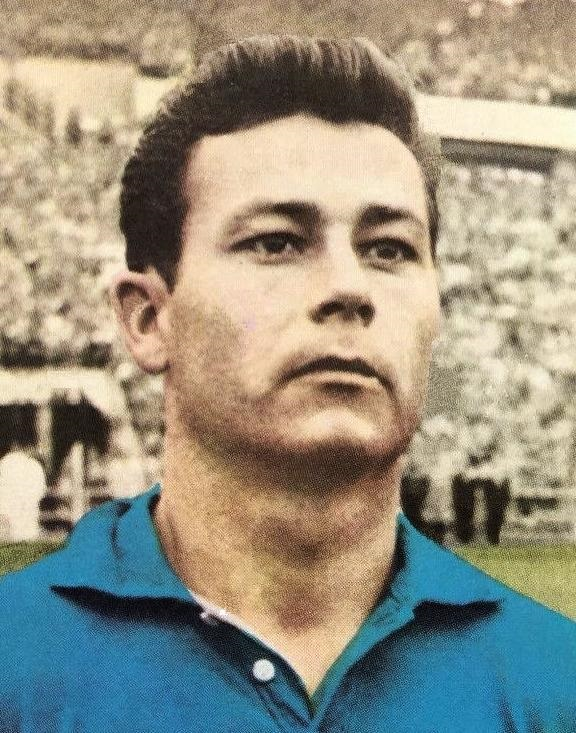
Just Fontaine, star du Mondial 1958.

 En demi-finale, disputée le 24 juin à Stockholm, la France affronte le Brésil du jeune Pelé. Alors qu'elle tient tête aux brésiliens, l'équipe de France perd son capitaine et défenseur central Jonquet, blessé. Les Français s'inclinent finalement (2-5). Ils terminent sur le podium grâce à un dernier succès (6-3) sur l'Allemagne de l'Ouest, marqué notamment par un quadruplé de Fontaine. La France termine meilleure attaque de la compétition. Les treize buts de Just Fontaine restent le record absolu sur une seule édition de la Coupe du monde.
Après la Coupe du monde, la France prend part en octobre 1958 aux huitièmes de finale de la nouvelle « coupe d'Europe des nations ». Elle élimine la Grèce (7-1, 1-1) puis se défait de l'Autriche (5-2, 4-2) en quart de finale. La France est choisie pour organiser la phase finale qui regroupe les quatre dernières équipes encore en lice. La France est privée de plusieurs titulaires de la coupe du monde 1958 : Kopa, Piantoni, Fontaine, Remetter et Raymond Kaelbel. Le 6 juillet 1960, la France affronte la Yougoslavie dans un Parc des Princes dégarni (26 370 spectateurs). Alors qu'elle mène (4-2) à quinze minutes de la fin, elle s'incline (4-5). Le 9 juillet 1960, la France dispute à Marseille la petite finale face à la Tchécoslovaquie. Dans un stade Vélodrome vide (9 438 spectateurs), la France s'incline (0-2).
Après l'Euro, la France bat la Finlande dans le cadre des éliminatoires de la Coupe du monde de 1962 puis concède un match nul en Pologne avant de s'incliner lourdement en Suisse (6-2). À la suite de cette défaite, deux des trois membres du comité de sélection, Alex Thépot et Jean Gautheroux, démissionnent, laissant Georges Verriest seul décideur.

### Désillusions (1960-1976)
La France connaît nombre de désillusions au cours des années 1960 jusqu'à la fin des années 1970. Elle ne parvient pas à se qualifier pour la Coupe du monde de football 1962. Placée dans le groupe 2 des éliminatoires, elle termine à égalité de points avec la Bulgarie à la première place. Un match de barrage est disputé à Milan en Italie. La France s'incline (1-0), sur un but contre son camp d'André Lerond.
Après avoir éliminé successivement l'Angleterre puis la Bulgarie, l'équipe de France échoue au stade des quarts de finale de l'Euro 1964, battue par la Hongrie (1-3 ; 1-2).
Qualifiée pour la Coupe du monde 1966, la France tombe dans un groupe relevé et ne parvient pas à franchir le premier tour. Après un match nul contre le Mexique (1-1), les Français s'inclinent face à l'Uruguay (1-2) et l'Angleterre (0-2), future championne du monde.
L'Euro 1968 s'avère également décevant : la France, pourtant victorieuse de son groupe comprenant la Belgique, la Pologne et le Luxembourg, est arrêtée en quarts de finale par la Yougoslavie avec une défaite (1-1 ; 5-1) à Belgrade.
L'équipe de France touche vraiment le fond quand elle est défaite à domicile (1-0) par les Norvégiens le 6 novembre 1968 en match qualificatif pour la Coupe du monde 1970 et qu'elle sombre 5-0 face à l'Angleterre le 12 mars 1969 à Wembley. La France ne se qualifie ni aux coupes du monde de 1970 et 1974, ni au Championnat d'Europe de 1972. Lors des éliminatoires du Championnat d'Europe de 1976, les Français terminent troisièmes de leur groupe de qualification, derrière la Belgique et la RDA.

### Les «quatre glorieuses» (1976-1986)

#### Mondial 1978: naissance d'une nouvelle génération
Sous la houlette de Georges Boulogne, la France du football se reconstruit en mettant en place une politique centrée sur la formation dont l'équipe de France profite par ricochet. Stefan Kovacs poursuit sur cette voie en donnant leur chance à de très nombreux jeunes joueurs. Les résultats ne sont pas vraiment encore au rendez-vous, mais la mentalité, le physique et l'approche tactique des joueurs français changent.

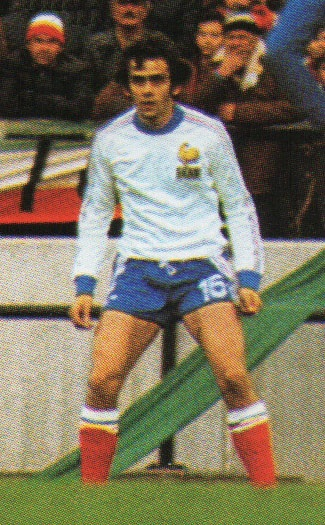
Michel Platini durant un match contre l'Italie à la Coupe du Monde 1978.

Le réveil de l'équipe de France sonne en 1977 avec la qualification pour le Mondial argentin au terme d'une victoire décisive (3-1) contre la Bulgarie, obtenue par la génération montante du football français dont les leaders sont Platini, Rocheteau, Trésor, Bossis, Bathenay ou encore Six. L'équipe de France obtient de bons résultats durant les matchs de préparation.

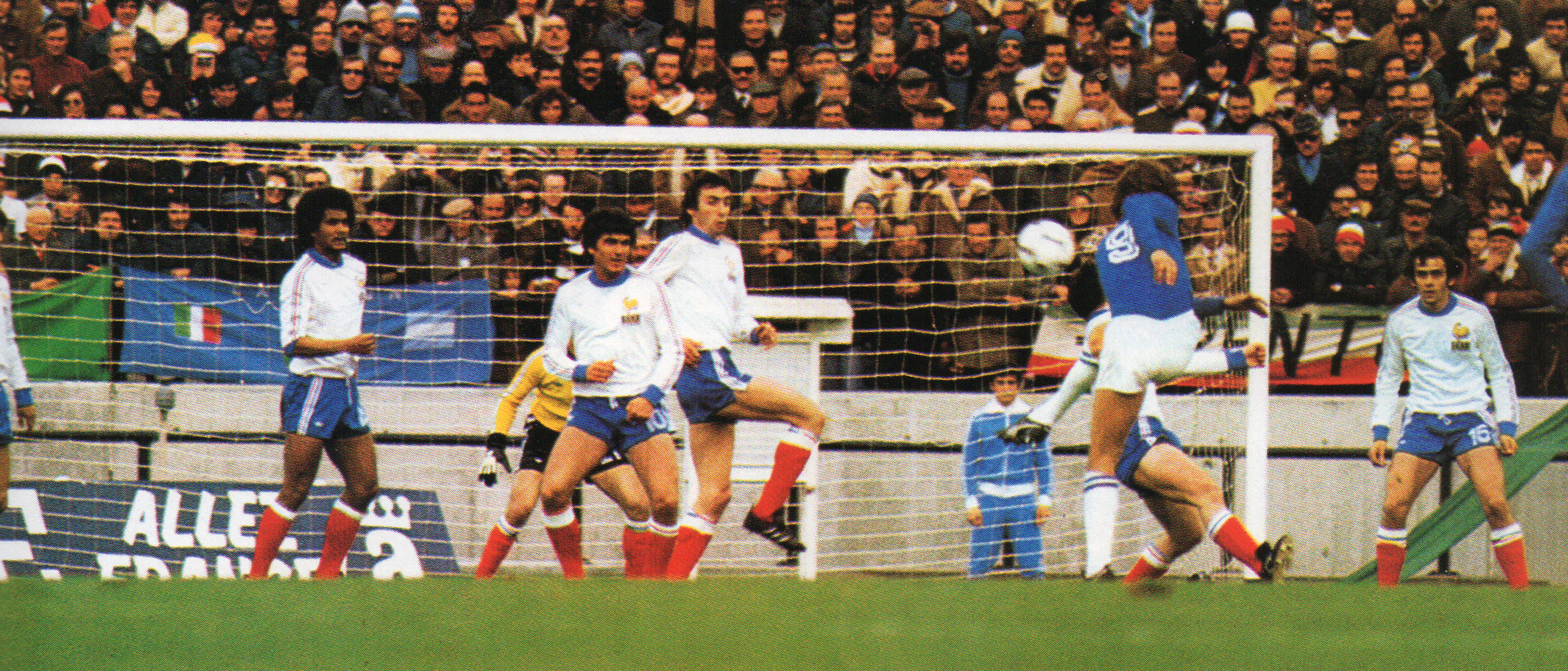
L'équipe de France face à l'Italie lors du mondial 1978.

En Argentine, les Français payent leur manque d'expérience du plus haut niveau par une élimination dès le premier tour. Tombés dans un groupe particulièrement relevé, les Français font pourtant bonne figure en ne concédant que de courtes défaites face à deux des favoris de la compétition, que sont l'Italie (1-2 malgré l'ouverture du score par Bernard Lacombe dès la première minute de jeu) et l'Argentine (1-2 dont un penalty litigieux sifflé à l'encontre de Marius Trésor). Pour l'honneur, les Français viennent facilement à bout de la Hongrie (3-1) grâce à Lopez, Berdoll et Rocheteau, dans leur dernier match. Ce match est resté connu pour le prêt de maillots blancs et verts du Club Kimberley, les deux nations s'étant présentées avec un jeu de maillots de la même couleur.
Malgré ce Mondial marqué par la révélation d'une nouvelle génération, les Bleus ne parviendront pas à confirmer dans un premier temps leur renouveau : ils échouent à se qualifier pour l'Euro 1980. Ils terminent deuxième de leur groupe en éliminatoires, à un point seulement derrière la Tchécoslovaquie.
En s'appuyant sur la génération exceptionnelle des Platini, Rocheteau, Bossis, Giresse ou encore Tigana, les Bleus signent ensuite quatre épopées spectaculaires entre 1982 et 1986, avec une quatrième place à la Coupe du monde 1982, une victoire à l'Euro 1984 et à la Coupe intercontinentale des nations 1985, puis une troisième place à la Coupe du monde 1986.

#### Mondial 1982: une quatrième place inattendue
L'année 1982 démarre sous les meilleurs auspices. En effet, la France bat l'Italie (2-0) le 23 février à Paris. Les Bleus n'avaient plus battu les Italiens depuis 1920. Par la suite, les matchs de préparation sont bien moins probants : défaite contre le Pérou, nul contre la Bulgarie et le Pays de Galles à chaque fois à domicile. Les Français débarquent au Mondial espagnol en plein doute.
La compétition ne peut pas plus mal commencer avec une cuisante défaite face à l'Angleterre (1-3), dont un but de Bryan Robson dès 27 secondes après l'engagement. La France redresse la tête grâce à une victoire (4-1) contre le Koweït puis arrache sa qualification pour le deuxième tour en faisant match nul contre la Tchécoslovaquie (1-1).
Au deuxième tour, les Français se défont sans grande difficulté de l'Autriche (1-0) (Genghini sur coup franc) puis de l'Irlande du Nord (4-1) (grâce à deux doublés de Giresse et Rocheteau) et accèdent aux demi-finales. C'est à l'occasion du match contre l'Irlande du Nord que Michel Hidalgo associe pour la première fois quatre joueurs à vocation offensive (Tigana, Genghini, Giresse et Platini) au milieu de terrain. Le « carré magique » est né.
Disputée à Séville, la demi-finale des Français contre la RFA est rentrée dans la légende du football. Qualité du jeu pratiqué, intensité, émotion, tout a contribué à rendre ce match légendaire. Les deux équipes se quittent sur le score 1-1 à l'issue du temps réglementaire après un dernier tir de Manuel Amoros sur la barre transversale à la 88e minute. Les Français, survoltés par l'agression commise par le gardien allemand Harald Schumacher sur Patrick Battiston, inscrivent deux buts coup sur coup à l'entame de la prolongation par l'intermédiaire de Marius Trésor et Alain Giresse. Continuant à jouer l'offensive et un football spectaculaire, les Français se font rejoindre au score en l'espace de quelques minutes (3-3 a.p.). Ils ne peuvent éviter de jouer la qualification pour la finale sur la première séance de tirs au but de l'histoire de la Coupe du monde dont ils sortent perdants.
En l'absence des principaux titulaires, la France perd également le match pour la troisième place contre la Pologne (2-3).

#### 1984: premier sacre européen et médaille d'or olympique

Onze de départ des Bleus lors de la finale face à l'Espagne lors de l'Euro 84.

Deux ans plus tard, la France aborde avec le statut de favorite le Championnat d’Europe de football 1984 qu'elle dispute à domicile. Avec une génération arrivée au sommet de son art, et le renfort de l'accrocheur Luis Fernandez au sein du « carré magique », la France va répondre aux attentes. Après une entame délicate contre le Danemark bien qu'elle gagne (1-0), la France écrase ensuite la Belgique (5-0) puis vient à bout de la Yougoslavie (3-2) grâce à deux triplés de Michel Platini.
En demi-finale, la France affronte le Portugal à Marseille. Menée d'un but à cinq minutes de la fin de la prolongation, les Bleus égalisent, avant de prendre l'avantage dans les derniers instants du match sur une frappe de Platini, consécutive à un rush héroïque de Jean Tigana (3-2 a.p.).
En finale contre l'Espagne, un coup franc de Platini qui surprend le malheureux portier espagnol Luis Arconada débloque un match jusque-là verrouillé. Grâce à l'estocade portée en fin de match (2-0) par Bruno Bellone, l'équipe de France de football remporte le premier titre majeur de son histoire.
Le 10 août 1984 au Rose Bowl de Pasadena, la sélection olympique dirigée par Henri Michel et emmenée par des joueurs comme Dominique Bijotat, Jean-Claude Lemoult, François Brisson ou Daniel Xuereb remporte la finale des Jeux de Los Angeles en battant le Brésil sur le score de 2-0. La seconde médaille olympique de la France en football est donc en or, après la médaille d'argent obtenue par l'équipe A en 1900.
Les Bleus se portent enfin au sommet du monde en battant l'Uruguay, détentrice de la Copa America, (2-0) à Paris en 1985 pour le compte de la Coupe intercontinentale des nations.

#### Mondial 1986: une place sur le podium
Pour la Coupe du monde 1986, la France fait à nouveau figure de favorite. Mais amoindris par les blessures récurrentes de leurs deux meneurs de jeu Platini et Giresse, les Bleus emmenés par Henri Michel peinent à retrouver l'état de grâce de 1984. La France se sort sans grande difficulté mais sans panache d'un premier tour largement à sa portée contre le Canada (1-0), l'URSS (1-1) et la Hongrie (3-0) avant d'affronter l'Italie en huitième de finale. La France l'emporte (2-0) au terme d'un match remarquablement maîtrisé grâce à des buts de Platini et Stopyra sur deux passes décisives de Rocheteau. La France sort victorieuse de ce duel au sommet entre les champions du monde et les champions d'Europe en titre.
En quart de finale, la France retrouve sur sa route le Brésil. Pour beaucoup, c'est un match entre les deux équipes qui pratiquent le plus beau football. À cette époque, les Français sont d'ailleurs souvent surnommés les « Brésiliens de l'Europe » en hommage à leur jeu spectaculaire et systématiquement tourné vers l'offensive. Le match tient toutes ses promesses, à tel point que Pelé le qualifie de « match du siècle ». Dominateurs, les Brésiliens ouvrent rapidement la marque par Careca, avant que Platini ne ramène les deux équipes à égalité en reprenant un centre de Dominique Rocheteau. La prolongation spectaculaire au cours de laquelle les deux équipes se procurent chacune de franches occasions ne change pas le score (1-1), et les Bleus se qualifient (4 T.A.B. 3) à l'issue de l'épreuve des tirs au but et de la tentative réussie de Luis Fernandez.
En demi-finale, la France retrouve la RFA pour ce qui est considéré comme la « revanche de Séville » quatre ans plus tôt. Mais de revanche, il n'y en aura pas. Comme si elle avait tout donné contre le Brésil, la France, en panne d'imagination, privée de Rocheteau, blessé, qui avait distillé quatre passes décisives dans les trois matches précédents et sans doute diminuée physiquement par sa victoire aux tirs au but sur les Auriverdes, bute sur la rigueur et le réalisme des Allemands, qui s'imposent sans grande difficulté (2-0), ceux-ci ayant joué contre le Maroc et le Mexique, qui sont des adversaires bien moins réputés que l'Italie et le Brésil. Les Français se consolent avec la troisième place, acquise par les « coiffeurs », aux dépens de la Belgique dans la « petite finale » (4-2 a.p.), leur meilleur résultat depuis la Coupe du monde 1958.

### Difficiles années de transition (1986-1994)
L’épopée de la coupe du monde mexicaine marque la fin de ce que les observateurs considèrent comme une génération d’exception. Dès la fin de la compétition les cadres que sont Bossis, Giresse et Rocheteau annoncent leur retraite internationale. Un an plus tard, et alors que les éliminatoires pour l'Euro 1988 sont déjà bien mal engagés pour l'équipe de France, Platini met lui un terme définitif à sa carrière.
Le 11 juin 1988, en présence du président de la République François Mitterrand, la Fédération française de football inaugure le Centre technique national Fernand-Sastre également connu sous le nom d'Institut national du football de Clairefontaine. Ce centre qui a coûté 104 millions de francs forme des jeunes footballeurs et accueille les joueurs de l'équipe de France avant les matchs internationaux.
La transition est trop brusque, et la nouvelle génération échoue successivement à se qualifier pour l'Euro 88 et le Mondial italien de 1990. Le match nul 1-1 contre la sélection chypriote du 22 octobre 1988 propulse Claude Bez, l'influent président des Girondins de Bordeaux, au poste de « superintendant » de l'équipe de France, un poste spécialement créé pour lui. Claude Bez désigne alors Michel Platini à la tête de la sélection en novembre 1988. Si l'arrivée d'un nouveau sélectionneur emblématique comme Michel Platini n'empêche pas l'absence au Mondial italien, elle suscite pourtant de nombreux espoirs.
Une copie parfaite est rendue par l'équipe de France dans les éliminatoires de l'Euro 92 avec huit victoires en huit rencontres, ce qui laisse augurer un retour aux succès des années 1980 à défaut d'un retour au beau jeu. En effet, voyant sa marge de manœuvre limitée par la faiblesse des individualités dont il dispose, le sélectionneur Platini a construit une équipe à vocation très défensive, sans véritable milieu créateur, et qui compte sur les deux grands joueurs français de l'époque Éric Cantona et Jean-Pierre Papin pour faire la différence en attaque. Alors que l'équipe de France a remporté tous ses matchs de qualification et fait donc figure de favorite, elle ne gagne aucun de ses matchs de préparation à l'Euro 1992, préparation que des journalistes jugent trop longue. À Wembley le 19 février, l'Angleterre qu'elle retrouvera à l'Euro met fin à 19 matchs d'invincibilité de l'équipe de France (0-2).
Lors de l'Euro 1992 qui se déroule en Suède, la France n'arrive pas à confirmer son parcours des éliminatoires et est éliminée dès le premier tour avec deux matchs nuls contre la Suède (1-1) et l'Angleterre (0-0), et une défaite (1-2) contre le Danemark, futur vainqueur du tournoi. Peu de temps après la compétition, Platini donnera sa démission, le 2 juillet 1992, après avoir dirigé les Bleus 29 fois.
Par la suite, l'équipe de France n'a gagné aucune de ses rencontres jusqu'au 14 octobre. Ce jour-là, elle s'impose 2-0 contre l'Autriche en qualifications. Enchaînant les succès lors des éliminatoires de la Coupe du monde 1994, les Bleus semblent bien partis pour obtenir leur qualification. Mais ils s'effondrent dans la dernière ligne droite alors qu'un point lors des deux derniers matchs leur aurait suffi ; d'abord sur le score de 2-3 contre Israël (que les Tricolores avaient battu 4-0 à l'aller), puis 1-2 contre la Bulgarie, avec à chaque fois un but encaissé à la dernière minute, et ce, à domicile.

### Sept ans d'apothéose (1994-2001)

#### Euro 96
Aimé Jacquet est le nouveau sélectionneur national des bleus et a pour but de tout reconstruire alors que le football français est encore sonné par le traumatisme bulgare. S'il peut s'appuyer sur un secteur défensif de qualité, celui qui remporta trois titres de champion de France à la tête des Girondins de Bordeaux va tâtonner durant près de deux années pour trouver une bonne animation offensive.
Lors des éliminatoires, l'équipe de France multiplie les matchs nuls (0-0) contre ses adversaires. Sur les cinq premiers matchs éliminatoires, elle ne compte que 7 points (4 nuls et une seule victoire contre l'Azerbaïdjan) mais renverse la situation en prenant 13 points sur les 5 matchs suivants. Le symbole de ce retour est le match contre l'Azerbaïdjan que les Bleus battent 10-0, ce qui sera la plus large victoire de l'histoire  de la sélection jusqu'en 2023. Ils réalisent à l'automne 1995 une spectaculaire et décisive victoire à l'extérieur contre la redoutable équipe de Roumanie par 3-1.
Qualifiée pour l'Euro 1996, l'équipe de France y atteint les demi-finales en confirmant la solidité à toute épreuve de son bloc défensif composé de quatre défenseurs et trois milieux récupérateurs mais déçoit quelque peu par le manque d'inspiration de son secteur offensif et de ses deux créateurs Zinédine Zidane et Youri Djorkaeff. Victorieux de justesse contre les prestigieux Pays-Bas (0-0 après prolongation, 5 t.à.b. à 4) en quart de finale, les Bleus tombent en demi-finale contre la République tchèque (0-0 ap., 5 t.à.b. à 6) à la suite d'une nouvelle séance de tirs au but.
À partir de l'été 1996, grâce à l'arrêt Bosman, la plupart des joueurs de l'équipe de France partent jouer à l'étranger où ils acquièrent une stature internationale et une précieuse expérience du haut niveau.

#### Champions du monde (1998)
Si la série de matchs préparatoires à la Coupe du monde soulève une certaine inquiétude auprès de plusieurs observateurs, ce qui vaudra notamment au journal l'Équipe les foudres d'Aimé Jacquet a posteriori, les Bleus sont bel et bien présents au rendez-vous. Ils se sortent avec facilité du premier tour : victoires contre l'Afrique du Sud (3-0), l'Arabie saoudite (4-0) et le Danemark (2-1).En huitièmes, les Bleus, privés de Zidane suspendu, butent contre le mur défensif du Paraguay et de son excellent gardien de but José Luis Chilavert. La qualification arrachée (1-0) en prolongation (but en or de Laurent Blanc) permet aux Bleus de retrouver l'Italie en quart de finale. Au terme de cent-vingt minutes intenses mais sans but (0-0), les deux équipes jouent leur qualification aux tirs au but et la France s'impose (4 T.A.B.3) à la suite d'un penalty raté de Luigi Di Biagio. En demi-finale, la France semble proche de tomber après un but encaissé en début de seconde mi-temps face aux surprenants Croates, mais les deux seuls buts en Équipe de France du latéral Lilian Thuram la qualifient (2-1) pour la première finale de son histoire, face au Brésil.
Le Brésil impressionne depuis le début de la compétition par la puissance et l'adresse de ses attaquants, mais laisse également entrevoir de grosses carences défensives. Dominateurs et réalistes, les Français prennent l'avantage en première période grâce à deux buts de la tête de Zidane sur corner. Réduits à dix en seconde période à la suite de l'expulsion de Desailly, la France subit mais résiste notamment grâce à Fabien Barthez, auteur de parades décisives, puis finit par inscrire en contre un troisième but libérateur par Emmanuel Petit dans les derniers instants du match (3-0), qui est d'ailleurs le 1000e but de l'histoire de l'Équipe de France. Didier Deschamps devient, le 12 juillet 1998, le premier joueur français à soulever la Coupe du monde.
Les Bleus sont la 7e sélection de l'histoire à être sacrée championne du monde.

« Je crois qu'après avoir vu ça, on peut mourir tranquille. Enfin, le plus tard possible, mais on peut. Ah c'est super. Quel pied, ah quel pied ! Oh putain ! Olalala ! »

— Thierry Roland, commentaire en direct sur TF1 quelques instants après le coup de sifflet final.

#### Champions d’Europe (2000)
Les Français enchainent ensuite avec les éliminatoires pour obtenir leur place à l'Euro 2000. Dans l'ensemble décevants avec plusieurs contre-performances, les Français arrachent leur qualification de justesse en devançant l'Ukraine et la Russie au bénéfice du match nul entre les rivaux à la toute dernière journée. Les matchs amicaux de préparation à l'Euro sont plutôt rassurants. Au début du mois de juin 2000, les Tricolores remportent le tournoi Hassan II en battant d'abord difficilement le Japon (2-2 a.p.) (4 tab 2) aux tirs au but puis en écrasant le Maroc (5-1).

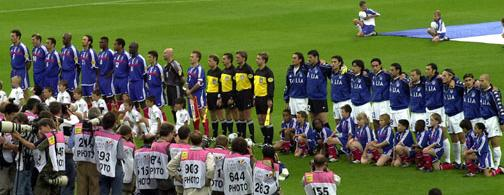
La France et l'Italie avant la finale de l'Euro.

La France va confirmer son statut de meilleure équipe du monde à l'occasion de l'Euro 2000. Toujours aussi solide défensivement, elle propose un football plus offensif qu'en 1998 grâce à l'éclosion d'attaquants tels que Thierry Henry, David Trezeguet, Nicolas Anelka, Robert Pirès ou encore Sylvain Wiltord. Sur le banc, Jacquet a cédé sa place à son adjoint de 1998, Roger Lemerre. Après un premier tour parfaitement maîtrisé (victoire contre le Danemark (3-0) et la République tchèque (2-1), défaite sans conséquence des remplaçants face aux Pays-Bas (2-3)), la France va connaître trois rencontres à haut suspense dont elle sort à chaque fois victorieuse. En quart de finale, elle rencontre l'Espagne qu'elle bat (2-1), Raúl ratant un pénalty dans les arrêts de jeu. En demi-finale, elle élimine le Portugal sur le même score (2-1), grâce au but en or, un penalty transformé par Zidane à la 117e minute.
En finale, elle affronte l'Italie considérée comme son équipe jumelle car de nombreux joueurs français jouent alors en championnat d'Italie. Menée 0-1 dans les arrêts de jeu, la France égalise à la 93e minute sur un but de Wiltord et arrache la prolongation, durant lesquelles Trezeguet, sur un centre de Pirès, inscrit d'une reprise de volée puissante le but en or synonyme de victoire finale des Français (2-1). Sur ce succès historique, les deux anciens que sont le capitaine Didier Deschamps et le libéro Laurent Blanc, annoncent leur retraite internationale.

#### Domination mondiale (2000-2001)
Championne du monde et d'Europe en titre, la France atteint la première place du classement mondial de la FIFA en mai 2001. Lors de la Coupe des confédérations 2001, elle confirme son statut de meilleure équipe du monde en remportant le titre malgré une équipe privée de ses meilleurs éléments (Zidane, Henry, Trezeguet, Thuram, Petit…). L'équipe de France est à son apogée, et se prépare au mondial 2002 avec l'objectif de conserver son titre.

### Fin de série (2001-2004)
Qualifiée d'office, la France aborde la Coupe du monde 2002 en Asie en tant que favorite malgré une préparation moyenne (notamment une défaite à domicile contre l'équipe de Belgique) et perturbée par les blessures. Zinédine Zidane se blesse lors d'une victoire contre la Corée du Sud lors d'un match où la défense montre des signes de faiblesse.
Lors du match d'ouverture de la compétition, les Bleus se font surprendre par le Sénégal (0-1). Leur deuxième match se conclut sur un match nul (0-0) alors qu'une victoire contre l'Uruguay semble nécessaire. Une dernière défaite 2-0, face au Danemark, signe l'élimination de la France qui quitte la compétition dès le premier tour sans avoir marqué le moindre but. À la suite de cet échec, le sélectionneur Roger Lemerre est limogé au profit de Jacques Santini.
Les résultats obtenus par ce dernier sont d'abord encourageants : une série de huit victoires en huit matchs permet à la France de se qualifier pour l'Euro 2004. Malgré l'absence de Zinedine Zidane, l'équipe remporte la Coupe des Confédérations 2003 à domicile, grâce à un but en or de Thierry Henry (1-0) lors de la finale face au Cameroun. Ce match est placé sous le signe du deuil, à la suite de la mort tragique de Marc-Vivien Foé en demi-finale. Les deux équipes rendent hommage au joueur décédé lors de la cérémonie d'avant-match. Les Bleus entament leur préparation à l'Euro, où ils sont notamment rassurés par une victoire 3-0 contre l'Allemagne en novembre 2003.
Mais le parcours de l'équipe lors de cet Euro organisé au Portugal se révèlera décevant. La France commence le tournoi par une victoire arrachée à l'Angleterre dans les arrêts de jeu (2-1) grâce à deux buts de Zinédine Zidane sur coup franc et penalty, après qu'un penalty de David Beckham a été arrêté par Fabien Barthez. Face à la Croatie, les Bleus sont tenus en échec (2-2) au terme d'une prestation décevante dont le symbole est le but égalisateur de David Trezeguet entaché d'une faute de main. Une victoire face à la Suisse (3-1) permet cependant aux Français de se qualifier pour les quarts de finale où ils rencontrent la Grèce. Elle perd sur le score de 1-0 face aux futurs vainqueurs de la compétition. Le niveau de la défense et plus généralement le niveau du jeu français sont critiqués.
Zidane, Thuram, Makélélé et Lizarazu annoncent dans la foulée qu'ils arrêtent leur carrière en équipe de France. Raymond Domenech succède à Jacques Santini en tant que nouveau sélectionneur national. De profonds changements sont apportés, tant du point de vue de l'équipe technique entourant les Bleus que sur celui du terrain, avec la création du Conseil de gestion de l'Équipe de France destiné à soutenir le sélectionneur.

### Retour au sommet (2005-2007)

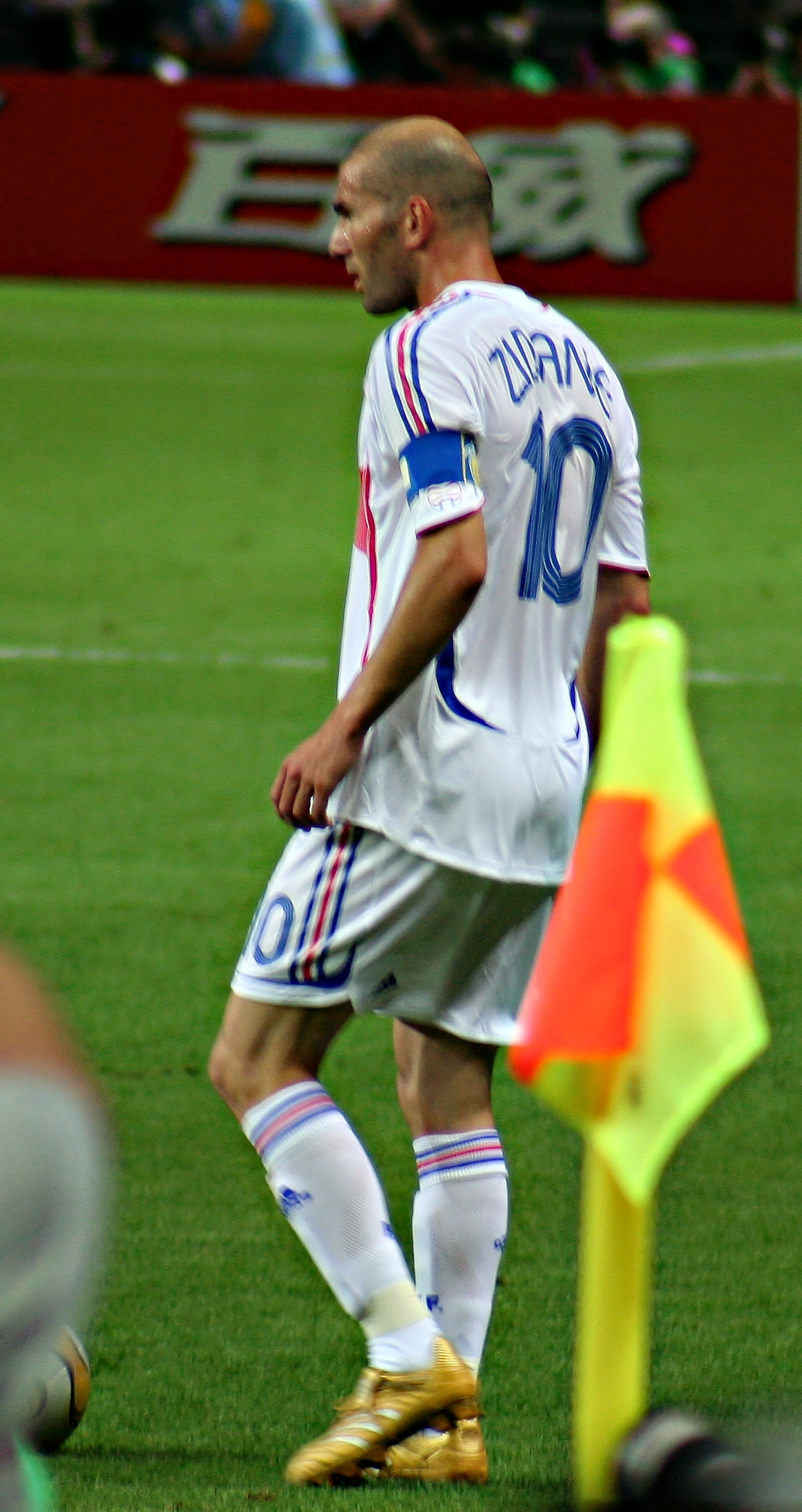
Zinédine Zidane lors de la finale 2006.

Après l'Euro, l'équipe de France est affaiblie par la retraite de joueurs clés. De jeunes joueurs (Abidal, Govou, Malouda, Ribéry) encore peu expérimentés au niveau international intègrent la sélection nationale. Le 3 août 2005, Zidane annonce qu'il revient sur sa retraite internationale, accompagné de Thuram et Makélélé. Dans un groupe serré lors des éliminatoires, l'équipe de France obtient un succès décisif en Irlande (1-0) en septembre 2005 et se qualifie lors de la dernière journée après sa victoire contre Chypre, se retrouvant devant la Suisse, Israël et l'Irlande.
L'équipe de France commence mal son tournoi, en concédant deux matches nuls face à la Suisse (0-0) et face à la Corée du Sud (1-1). Mais une victoire (2-0) contre le Togo permet aux Bleus de se qualifier pour les huitièmes de finale. Les joueurs de Domenech affrontent l'Espagne, et se qualifient après un ultime but de Zidane dans les arrêts de jeu (3-1),. La France affronte le Brésil, champion du monde en titre, en quart de finale. Les Bleus, menés par une exceptionnelle prestation de Zidane, dominent la rencontre (1-0). 

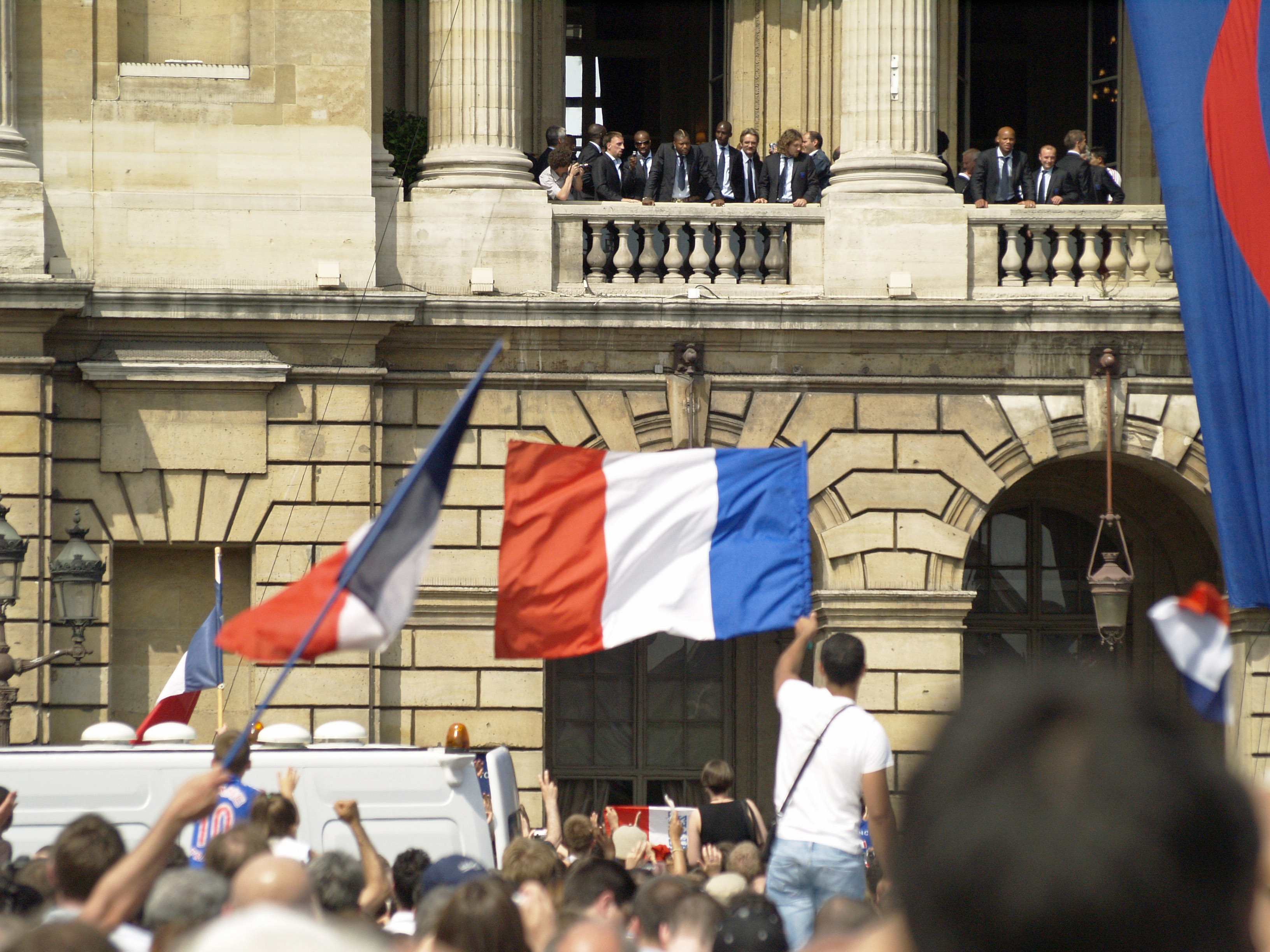
Les Bleus accueillis par la foule à Paris, après la finale.

 Le but de la victoire est inscrit par Henry sur un coup franc de Zidane (ce sera le seul but de la carrière de Henry sur une passe de son meneur de jeu Zidane). En demi-finale, les Français rencontrent le Portugal. Alors que le jeu est relativement dominé par les Portugais, Henry obtient un penalty que Zidane se charge de transformer (1-0), la France est qualifiée pour la deuxième finale de Coupe du monde de son histoire.
Le 9 juillet 2006, la finale de la Coupe du monde oppose à Berlin les joueurs français à l'Italie, tombeuse de l'Allemagne lors de l'autre demi-finale. Dès la 7e minute, les Français obtiennent un penalty que Zidane réussit d'une panenka. À la 19e minute, Marco Materazzi égalise de la tête sur un corner (1-1). Pendant la prolongation, Zidane, qui avait déclaré qu'il mettrait fin à sa carrière à l'issue de la compétition, est exclu de la rencontre pour avoir frappé Materazzi d'un coup de tête après avoir été provoqué verbalement par ce dernier. Les deux équipes doivent finalement se départager aux tirs au but. Trézéguet manque le sien et Grosso offre à l'Italie une nouvelle victoire (5 T.A.B.3) en Coupe du monde. Fabien Barthez, comme Zidane, met fin à sa carrière. Raymond Domenech est logiquement reconduit dans ses fonctions de sélectionneur national pour quatre années supplémentaires jusqu'à la Coupe du monde 2010.

### Période de difficultés et de polémiques (2007-2012)

#### Euro 2008: confirmation manquée

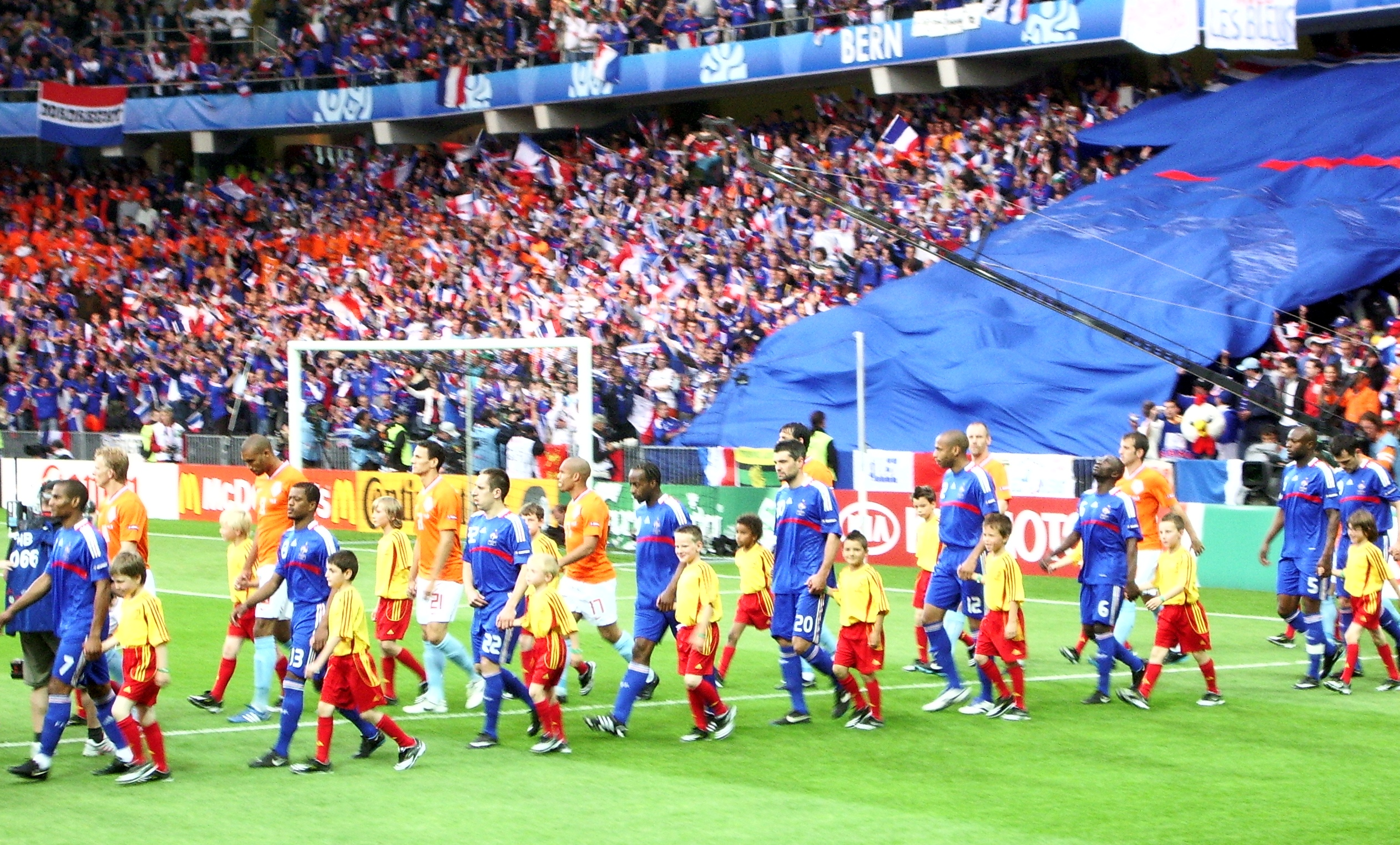
France - Pays-Bas à l'Euro 2008.

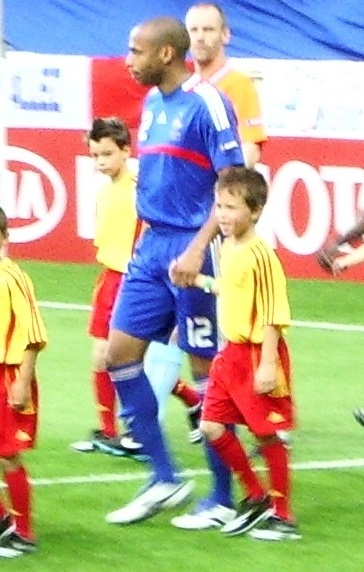
Thierry Henry, deuxième meilleur buteur de l'histoire des Bleus ici en 2008.

L'équipe de France se prépare donc à disputer l’Euro 2008 pour confirmer sa place retrouvée dans le football mondial. Les éliminatoires commencent sous de bons auspices pour les Bleus grâce à deux victoires contre la Géorgie puis contre l'Italie alors championne du monde. Cependant, elle s'incline deux fois face à l'Écosse. Le 17 octobre 2007, l'équipe de France bat la Lituanie grâce à un doublé tardif de Henry qui bat à cette occasion le record de buts marqués en équipe de France de Michel Platini. La France termine à la deuxième place du groupe B des éliminatoires de l'Euro 2008 derrière l'Italie.
L'équipe de France attaque la compétition par un match nul inquiétant (0-0) face à la Roumanie, puis se fait battre par les Pays-Bas (4-1), ce qui constitue la plus lourde défaite en compétition officielle de la France depuis 1968. Lors du troisième match décisif, les Bleus, handicapés par l'expulsion précoce d'Abidal qui provoque un penalty et la sortie de Ribéry peu après, s'inclinent face à l'Italie (2-0). Comme en 2002, les Bleus sont éliminés dès le premier tour. Raymond Domenech, très critiqué, est maintenu dans ses fonctions par la Fédération française de football, mais est placé « sous surveillance » via le Club France 2010, héritier du Conseil de gestion de l'Équipe de France créé en 2005.

#### Mondial 2010: un échec sportif et humain
À l'orée de la campagne de qualifications pour le mondial 2010, le staff de Raymond Domenech est renforcé par le recrutement de l'ancien champion du monde Alain Boghossian. Les Bleus héritent d'un groupe composé de la Roumanie, de la Serbie, de la Lituanie, des Îles Féroé et de l'Autriche.
La France termine deuxième de son groupe derrière la Serbie et doit disputer deux matchs de barrages pour se qualifier à la coupe du monde 2010. Tête de série grâce à son rang au classement mondial de la FIFA, l'équipe de France affronte la république d'Irlande et se qualifie sur un but de William Gallas (1-1) après un contrôle de la main de Thierry Henry qui crée une véritable polémique nationale, politiques comme intellectuels s'en mêlent et appellent à rejouer le match ou à ce que l'Irlande soit donnée vainqueur,,.

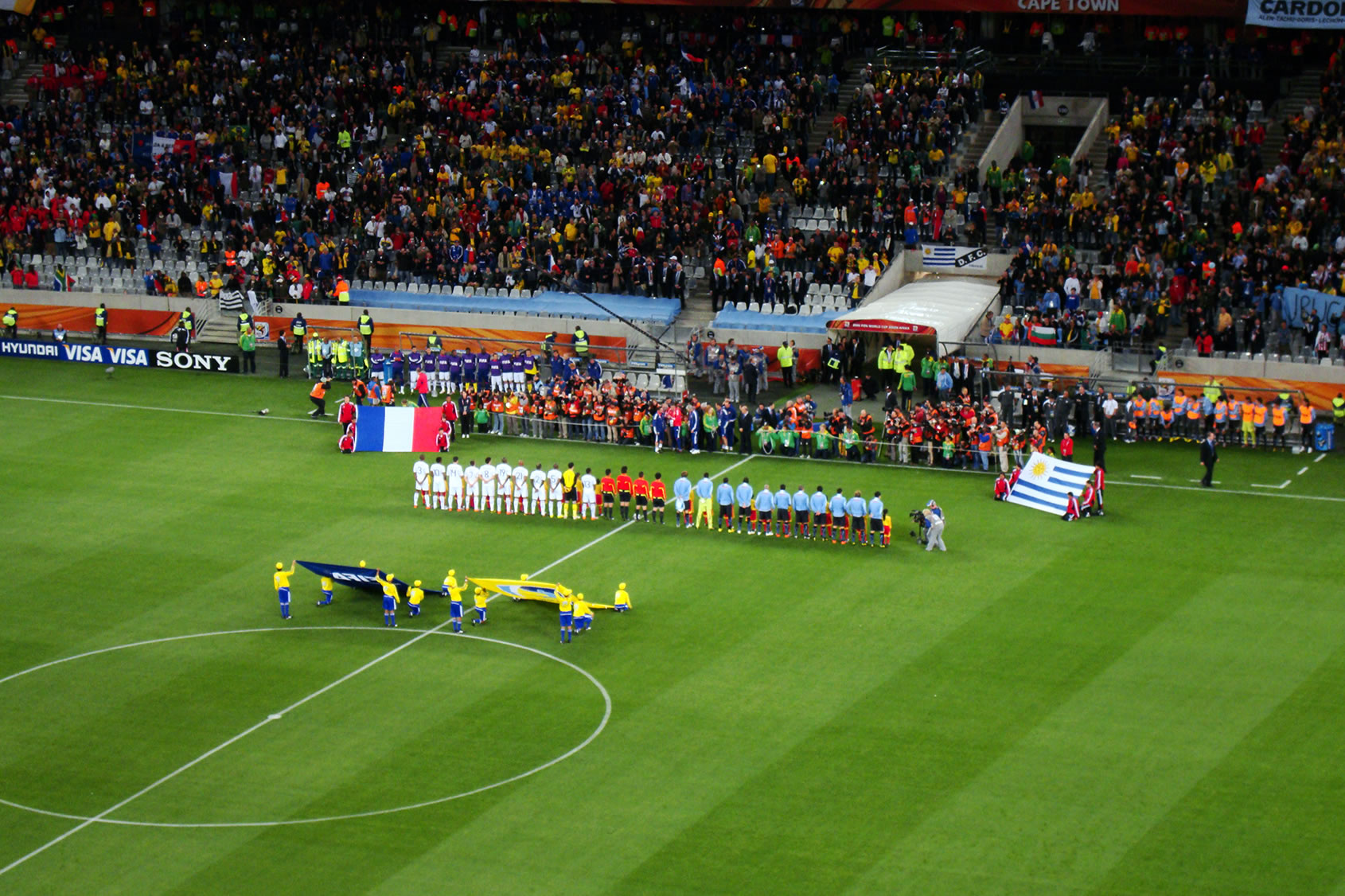
Uruguay-France au Green Point Stadium à la Coupe du monde 2010.

Le 4 décembre 2009, le tirage au sort place les Bleus dans le groupe A, en compagnie de l'Afrique du Sud (pays organisateur), le Mexique et l'Uruguay. Malgré un tirage a priori favorable, l'équipe de France va vivre l'une des pires coupes du monde de son histoire dans ce que les médias qualifieront de « fiasco général ». Le match nul (0-0) contre l'Uruguay et la défaite (0-2) contre le Mexique enlèvent quasiment tout espoir de qualification. Dans cette équipe hétérogène avec divers clans, l'ambiance devient alors délétère : pendant la 1re mi-temps contre le Mexique, le sélectionneur Raymond Domenech est mécontent du placement de Nicolas Anelka et lui fait savoir. Le joueur n'apprécie pas et lui aurait rétorqué des insultes rendues publiques par le journal L'Équipe : « Va te faire enculer, sale fils de pute ». Anelka est alors exclu de l'équipe,. Huit ans plus tard, Domenech et Anelka révéleront que les fameuses insultes n'ont jamais été prononcées : l'attaquant, n'appréciant pas le ton paternaliste de son entraîneur, lui aurait dit en réalité : « T'as qu'à la faire tout seul, ton équipe de merde » et provoquant l'indignation de Raymond Domenech qui n'a pas apprécié d'être tutoyé par son joueur. Après le match perdu 2-0, c'est William Gallas qui crée la polémique en adressant un doigt d'honneur à David Astorga, journaliste de TF1, qui s'approchait de lui pour recueillir sa réaction à la fin de ce match perdu.
Le 20 juin, l'attaquant star Franck Ribéry débarque de façon imprévue dans l'émission Téléfoot sur TF1, fait part du mal-être de l'équipe et s'excuse pour les mauvais résultats de l'équipe. Son image étant déjà écornée par la polémique Zahia au printemps, Ribéry est accusé d'être jaloux de son coéquipier Yoann Gourcuff et de l'intimider, ce qu'il dément. L'attaquant rejoint ensuite les propos du capitaine Patrice Evra à propos d'une « taupe » au sein du vestiaire qui informerait les journalistes. Quelques heures après l'émission, les Bleus décident de faire la grève de l'entraînement afin de soutenir Nicolas Anelka, expulsé pour insultes envers le sélectionneur. Les images tournées sur le terrain d'entraînement feront le tour du monde, entre les joueurs qui signent des autographes avant de remonter dans leur bus, le préparateur Robert Duverne qui jette son chronomètre de rage et le sélectionneur qui lira devant la presse un communiqué des joueurs expliquant leur grève. Le directeur général délégué de la FFF Jean-Louis Valentin démissionne et la classe politique fustige l'attitude des Bleus, le président de la République Nicolas Sarkozy chargeant sa ministre des Sports Roselyne Bachelot et sa secrétaire d'État aux Sports Rama Yade d'intervenir.
Finalement, la France perd (2-1) face à l'Afrique du Sud, le 22 juin 2010 à Bloemfontein, et quitte la compétition à l'issue du premier tour, à la dernière place de son groupe, avec un bilan identique à celui de l'Euro 2008 : deux défaites, un match nul et un seul but marqué. Les Bleus rentrent alors en France dans l'indifférence et la honte. À la suite de cet échec, Thierry Henry met fin à sa carrière internationale avec 123 sélections et 51 buts marqués. À la suite de cet épisode, le président de la Fédération française de football, Jean-Pierre Escalettes (qui avait maintenu Domenech à son poste), démissionne sous la pression de l'opinion publique.

#### Euro 2012: nouvelle déception

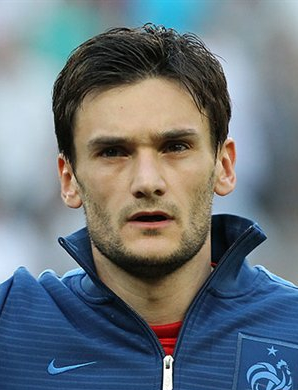
Après le désastre sud-africain, Hugo Lloris devient le nouveau capitaine des Bleus.

Le contrat de sélectionneur de Raymond Domenech est rompu unilatéralement par la Fédération française de football après la Coupe du monde en Afrique du Sud. Son successeur, désigné par la FFF, est Laurent Blanc. Ce dernier annonce que le premier match amical face à la Norvège se disputera sans les grèvistes de Knysna, rencontre où les Bleus s'inclinent (2-1). Laurent Blanc teste de nombreux joueurs jamais sélectionnés auparavant ou comptant peu de sélections et nomme Hugo Lloris capitaine de son équipe au cours du mois de novembre 2010. Aux éliminatoires de l'Euro 2012, l'équipe de France obtient sa qualification lors du dernier match de poule grâce à son match nul face à la Bosnie-Herzégovine (1-1). Avant l'Euro, elle totalise un résultat de 21 matchs consécutifs sans défaite.
L'équipe de France se retrouve dans le groupe D de la phase finale de l'Euro 2012, en compagnie de l'Angleterre, de la Suède et de l'Ukraine. L'équipe de France commence la compétition par un match nul (1-1) contre l'Angleterre avant d'être victorieuse face à l'Ukraine, coorganisateur de l'Euro, sur le score de 2-0. Le match suivant, l'équipe de France s'incline (0-2) face à la Suède et termine à la deuxième place de son groupe, à la suite de la victoire (1-0) de l'Angleterre sur l'Ukraine. L'équipe de France perd finalement en quart de finale face à l'Espagne, championne du monde et d'Europe en titre, sur le score de 0-2. La fin de la compétition est marquée comme à la coupe du monde 2010 par des polémiques liées au comportement des joueurs sur le terrain, dans les vestiaires et avec les journalistes.

### Nouvelle génération dorée (2012-2022)

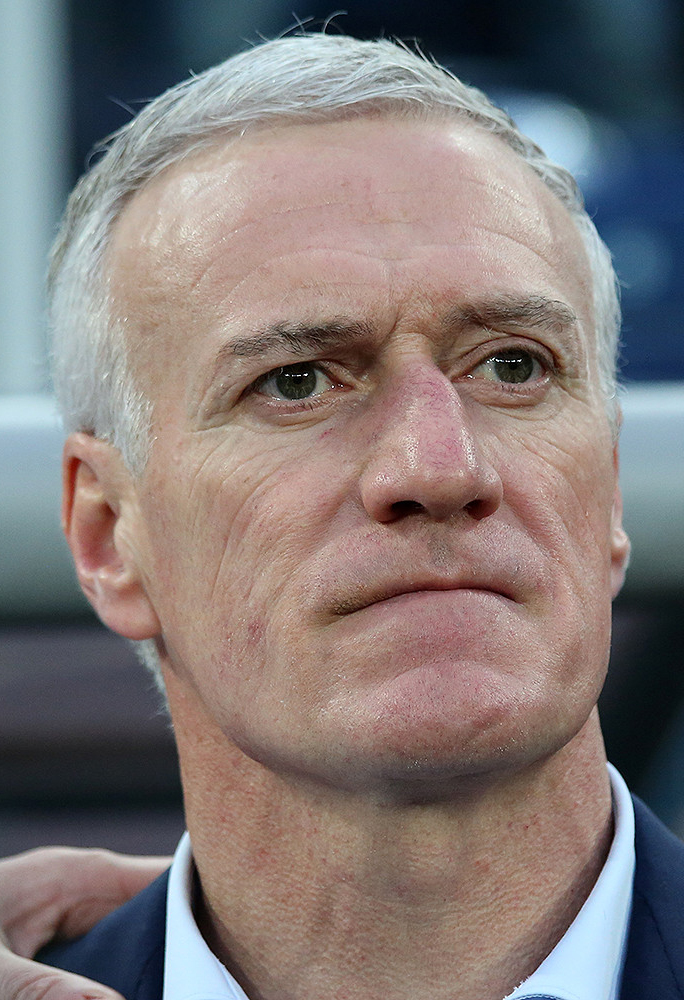
Didier Deschamps, sélectionneur des Bleus depuis 2012.

Après le départ de Laurent Blanc en juin 2012, Didier Deschamps est le second ancien champion du monde à devenir sélectionneur des Bleus. Dés son arrivée, il entend rompre avec les dernières années de polémiques : « Les joueurs n'ont plus le droit à l'erreur », prévient-il lors de la conférence de presse de son intronisation. Comme son prédécesseur, l'objectif est de redorer l'image de la sélection et rétablir le lien entre les joueurs et les supporters français. Pour ce faire, le nouveau sélectionneur commence à bâtir une équipe autour d'un noyau dur, formé dans un premier temps de quelques joueurs cadres expérimentées comme Hugo Lloris, Karim Benzema, Franck Ribéry et Patrice Evra. D'autres joueurs à l'expérience internationale plus limitée, comme Olivier Giroud et Blaise Matuidi, vont également s'imposer comme de nouveaux cadres au sein de la sélection.
Malgré une première année difficile, la sélection va connaître des bouleversements au sein de l'effectif au cours des années, avec l'arrivée de jeunes talents évoluant dans les meilleurs clubs européens. Raphaël Varane, Paul Pogba, Antoine Griezmann et N'Golo Kanté s'imposent rapidement comme des indispensables au sein de l'effectif entre 2013 et 2016.
Cette nouvelle génération dorée permet à l'équipe de France de redevenir une sélection de haut niveau européen, tandis qu'une seconde vague de joueurs talentueux arrivent, au lendemain de l'Euro 2016, emmenée par Kylian Mbappé. Ces nouveaux talents permettent aux Bleus de devenir une sélection de premier rang international, atteignant à nouveau les sommets lors de la Coupe du monde 2018 et frôlant un doublé historique à la Coupe du monde 2022.

#### Coupe du monde 2014: un parcours encourageant
Lors des éliminatoires de la Coupe du monde 2014, Les Bleus sont placés dans le groupe I, seul groupe constitué de 5 équipes. Durant ces éliminatoires l'équipe de France bat la Finlande et la Biélorussie avant d'arracher un match nul en extérieur face à l'Espagne. L'équipe de France poursuit ensuite sa bonne série avec une victoire contre la Géorgie. Les Bleus subissent leur première défaite à domicile face à l'Espagne puis font match nul face à la Géorgie. L'équipe terminera 2e derrière l'Espagne après deux victoires successives face à la Biélorussie et la Finlande. Le meilleur buteur du groupe I sera Franck Ribéry avec 5 buts.
Les Bleus se qualifient pour la phase finale lors des barrages contre l'équipe d'Ukraine après un scénario incroyable : ils sont tout d'abord battus 2-0 au match aller en extérieur avant de renverser la situation au match retour au Stade de France en remportant 3-0 grâce à Mamadou Sakho et Karim Benzema. Les Bleus fêtent la victoire avec leur public et Olivier Giroud entonne une Marseillaise au micro, suivie par tout le stade. Cette victoire face à l'Ukraine est considérée comme le match clé de l'ère Deschamps, symbole du lien renoué entre le public et l'équipe de France, et point de départ à une montée en puissance de la sélection pour les compétitions suivantes.

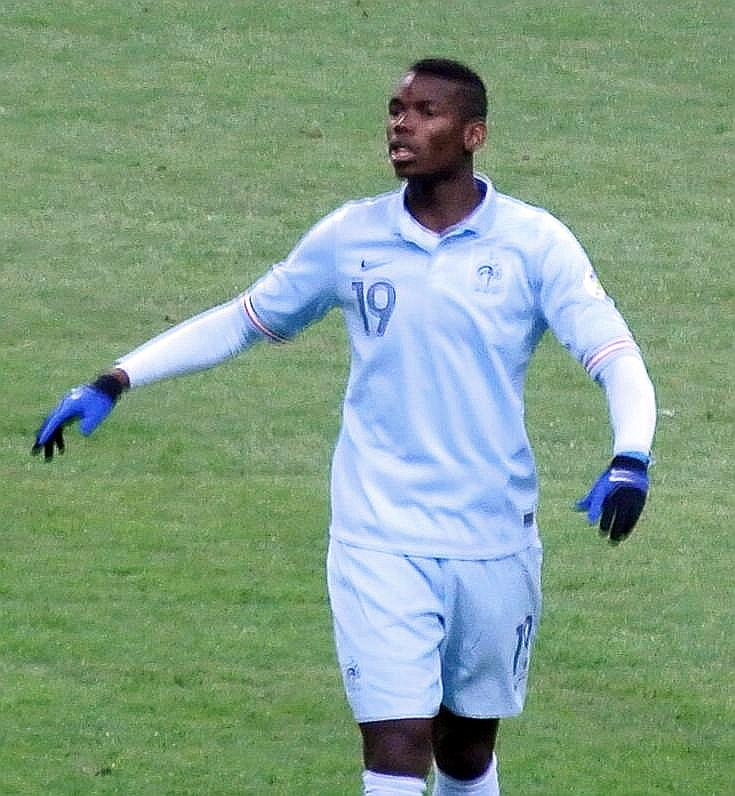
Paul Pogba, révélation durant les éliminatoires et meilleur jeune de la Coupe du monde.

Lors de leur match d'ouverture, le 15 juin à Porto Alegre, les joueurs de Didier Deschamps s'imposent 3-0 face au Honduras. Cette rencontre est également la première dans un match de la FIFA où un but est validé grâce à la Technologie sur la ligne de but.
Lors de leur deuxième rencontre du premier tour, le 20 juin à Salvador de Bahia face à la Suisse, les Bleus l'emportent 5-2 après avoir mené 5-0 à dix minutes de la fin du match. Premier buteur de cette rencontre après 17 minutes, Olivier Giroud marque le centième but de la France en Coupe du monde. C'est à ce point de la compétition brésilienne le match le plus prolifique en buts, et il faut remonter à la Coupe du monde 1958 pour voir une équipe de France marquer au moins cinq buts dans un match de phase finale de la compétition planétaire.
Malgré un match nul face à l'Équateur (0-0), les Bleus terminent premier de leur poule et affrontent le Nigeria en huitième de finale. La France remporte 2-0 son match et atteint l'objectif qui était fixé : les quarts de finale.
Finalement, les Bleus s’inclinent en quart de finale contre l'Allemagne, future championne du monde (1-0) au stade Maracanã. Au terme de trois semaines de compétition, les Bleus ont pu se réconcilier avec le public. Paul Pogba est désigné meilleur jeune joueur de ce Mondial 2014.

#### Euro 2016: finaliste à domicile
L'équipe de France est qualifiée d'office pour le championnat d'Europe disputé à domicile, elle est cependant adjointe au groupe I des éliminatoires pour pouvoir disputer des matchs amicaux. La sélection compte sept victoires, contre le Portugal (2-1 ; 1-0), l'Arménie (3-0 ; 4-0), le Danemark (2-0 ; 2-1) et la Serbie (2-1), deux nuls, contre la Serbie (1-1) et l'Albanie (1-1), et une défaite à l'extérieur contre l'Albanie (0-1) qui lui permettent de terminer première du groupe I même si ce classement n'est pas pris en compte. Après le parcours des éliminatoires, l'équipe de France prépare l'Euro avec succès en battant les champions du monde allemands (2-0), les Pays-Bas (3-2) ainsi que la Russie (4-2). De septembre 2015 à juin 2016, les Bleus remportent l'ensemble de leurs matchs amicaux à l'exception d'un déplacement en Angleterre, une rencontre se situant dans un contexte particulier faisant suite aux attentats de Paris du 13 novembre, survenus alors que les Bleus jouaient un match amical contre l'Allemagne. Durant cette préparation, l'équipe de France trouve un nouveau leader offensif : Antoine Griezmann, mais est moins rassurante défensivement avec 4 buts concédés lors des deux matchs de mars 2016. Le 12 mai 2016, Didier Deschamps présente sa liste de 23 joueurs pour l'Euro, sans Karim Benzema ni Hatem Ben Arfa. Si plusieurs médias critiquent ce choix d'un point de vue sportif, la polémique viendra de l'ancien joueur Éric Cantona qui accuse publiquement le sélectionneur de racisme anti-maghrébin tandis que l'humoriste Jamel Debbouze et Benzema lui-même attribueront ces non-sélections à « une partie raciste de la France » dans un climat post-attentats où les clichés sont coriaces. À la suite de ces déclarations, la maison de Didier Deschamps à Concarneau est taguée du mot « Raciste ». Choqué, Didier Deschamps ne sélectionnera plus Karim Benzema en équipe de France pendant plus de 5 ans.

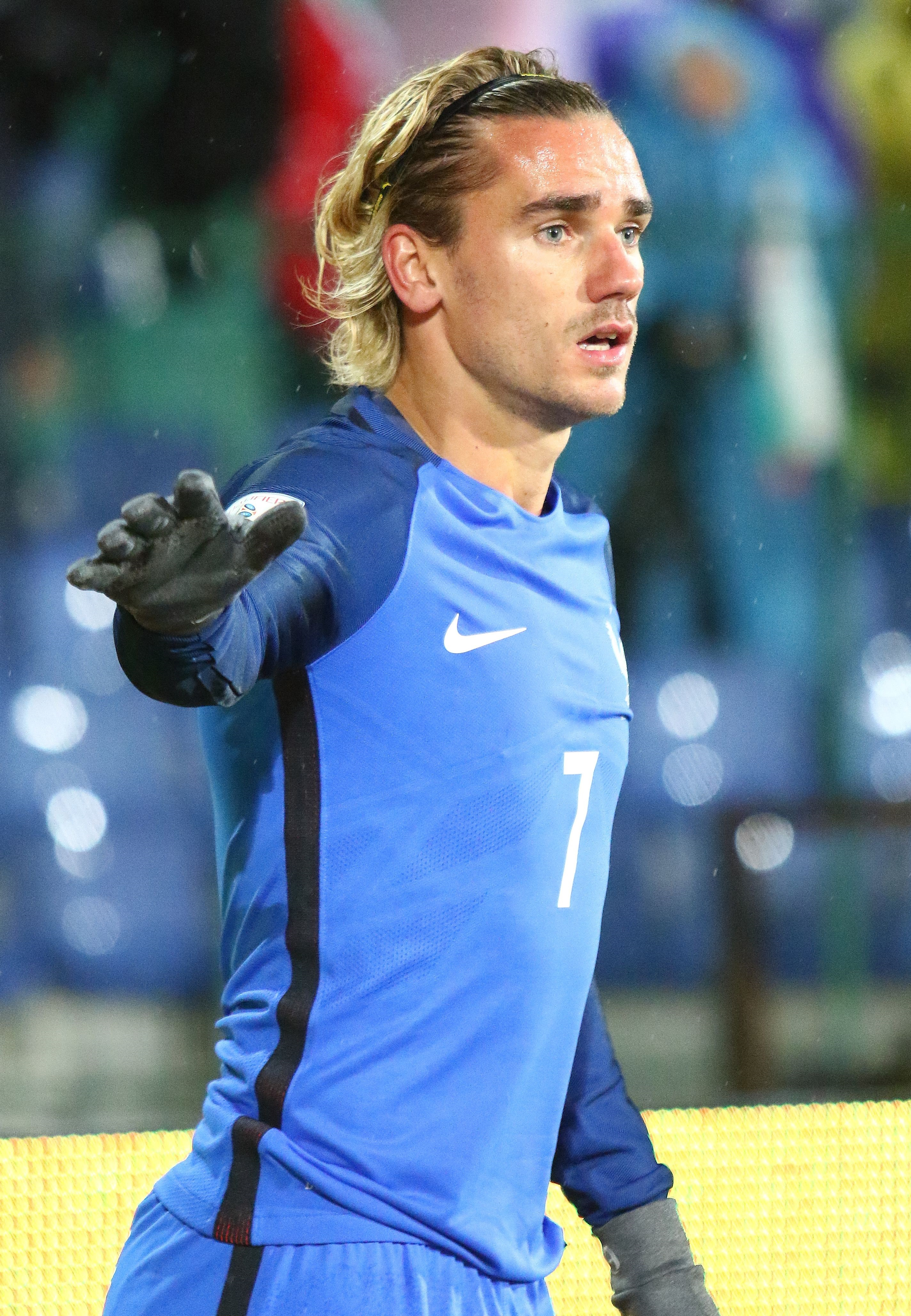
Antoine Griezmann, meilleur buteur et meilleur joueur de l'Euro.

À l'Euro, les Bleus débutent par deux victoires jugées poussives par les critiques. Contre la Roumanie, il faut attendre la 89e pour que Dimitri Payet inscrive le but de la victoire ; face à l'Albanie, le score est vierge tout le match, quand Antoine Griezmann (90e) et Dimitri Payet (90+6e) arrachent la victoire. À l'issue de ces deux matchs, Payet est nommé « homme du match » ,. Contre la Suisse, la France obtient le match nul et termine première du groupe.
En huitième de finale, la France rencontre l'Irlande qu'elle n'avait plus affrontée depuis la main de Thierry Henry en 2009. Elle se fait surprendre dès la deuxième minute en concédant un penalty mais en l'espace de trois minutes Antoine Griezmann permet à la France de prendre l'avantage en marquant un doublé en seconde période et qualifie la France pour les quarts de finale. Au tour suivant, les Bleus rencontrent l'Islande, surprise de cet Euro, qui a éliminé l'Angleterre au tour précédent. Dans une rencontre très déséquilibrée, la France s'impose logiquement (5-2) grâce notamment à un doublé d'Olivier Giroud. Les Bleus se qualifient pour les demi-finales face à l'Allemagne, championne du monde en titre. Bien que dominée pendant toute la première période, l'équipe de France ouvre le score sur pénalty par l'intermédiaire d'Antoine Griezmann juste avant la mi-temps. Solide défensivement face aux assauts allemands, les Bleus parviennent même à doubler la mise toujours grâce à Griezmann (72e) et finissent par l'emporter. Il s'agit de la première victoire des Tricolores face à la Mannschaft dans une compétition officielle depuis 1958.
La France se qualifie ainsi pour la finale de son Championnat d'Europe face au Portugal au Stade de France. Elle s'incline 0-1, face à un adversaire qu'elle avait battu lors des dix dernières confrontations les opposant et contre qui elle n'avait plus perdu depuis 1975. Malgré la sortie de la star portugaise Cristiano Ronaldo sur blessure à la 25e minute, la France ne parvient pas à trouver la faille et une frappe d'André-Pierre Gignac trouve le poteau dans le temps additionnel de la seconde période. Éder crucifie les espoirs français dans la prolongation (109e) et offre ainsi le premier titre majeur à la Seleção. Antoine Griezmann termine meilleur joueur et buteur de la compétition avec 6 buts. Finalistes, les Bleus sont reçus à l'Élysée par le président de la République, François Hollande, mais profondément déçus d'être passés si près de la victoire finale.

#### Coupe du monde 2018: champions du monde pour la deuxième fois

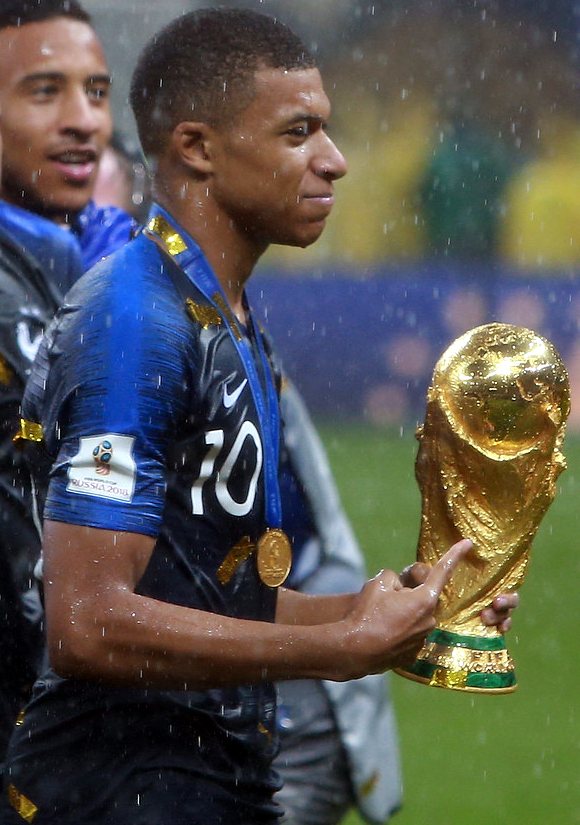
Kylian Mbappé, plus jeune buteur français dans un tournoi majeur et meilleur jeune de la Coupe du monde.

Lors des éliminatoires pour la Coupe du monde 2018, les vice-champions d'Europe sont placés dans le groupe A avec pour principaux adversaires les Pays-Bas et la Suède. La France entre timidement dans ces qualifications en faisant un match nul en Biélorussie (0-0) avant de se rassurer en enchaînant quatre victoires consécutives face aux autres équipes du groupe. La phase retour des éliminatoires est plus compliquée, les Bleus s'inclinent d'abord en Suède en encaissant un but dans le temps additionnel de la seconde période à la suite d'un dégagement raté de Lloris. Ensuite, malgré une nette victoire face aux Pays-Bas (4-0), ils concèdent un match nul face à la modeste équipe du Luxembourg (0-0), une première depuis 1914. Finalement, l'équipe de France décroche son billet pour la Russie en remportant ses deux derniers matchs face à la Bulgarie (1-0) et la Biélorussie (2-1). L'équipe termine ainsi en tête de son groupe et se qualifie directement pour sa sixième Coupe du monde consécutive.
Comme lors des précédents tirages avec Didier Deschamps, la France tombe dans un groupe abordable, avec le Pérou, l'Australie et le Danemark. Ces trois équipes ont le point commun de s'être qualifiées par l'intermédiaire des barrages. Le 17 mai, Didier Deschamps dévoile sa liste des 23 joueurs retenus, avec de jeunes joueurs alors peu connus comme Lucas Hernandez, Benjamin Pavard ou encore Steven Nzonzi, et sans Adrien Rabiot, ce qui provoque la colère du joueur, qui refuse son rôle de suppléant. Les Bleus commencent la préparation de la compétition le 28 mai par une victoire face à la république d'Irlande (2-0), et enchaînent face à l'Italie le 1er juin (3-1) avant de terminer par un match nul contre les États-Unis (1-1) le 9 juin.

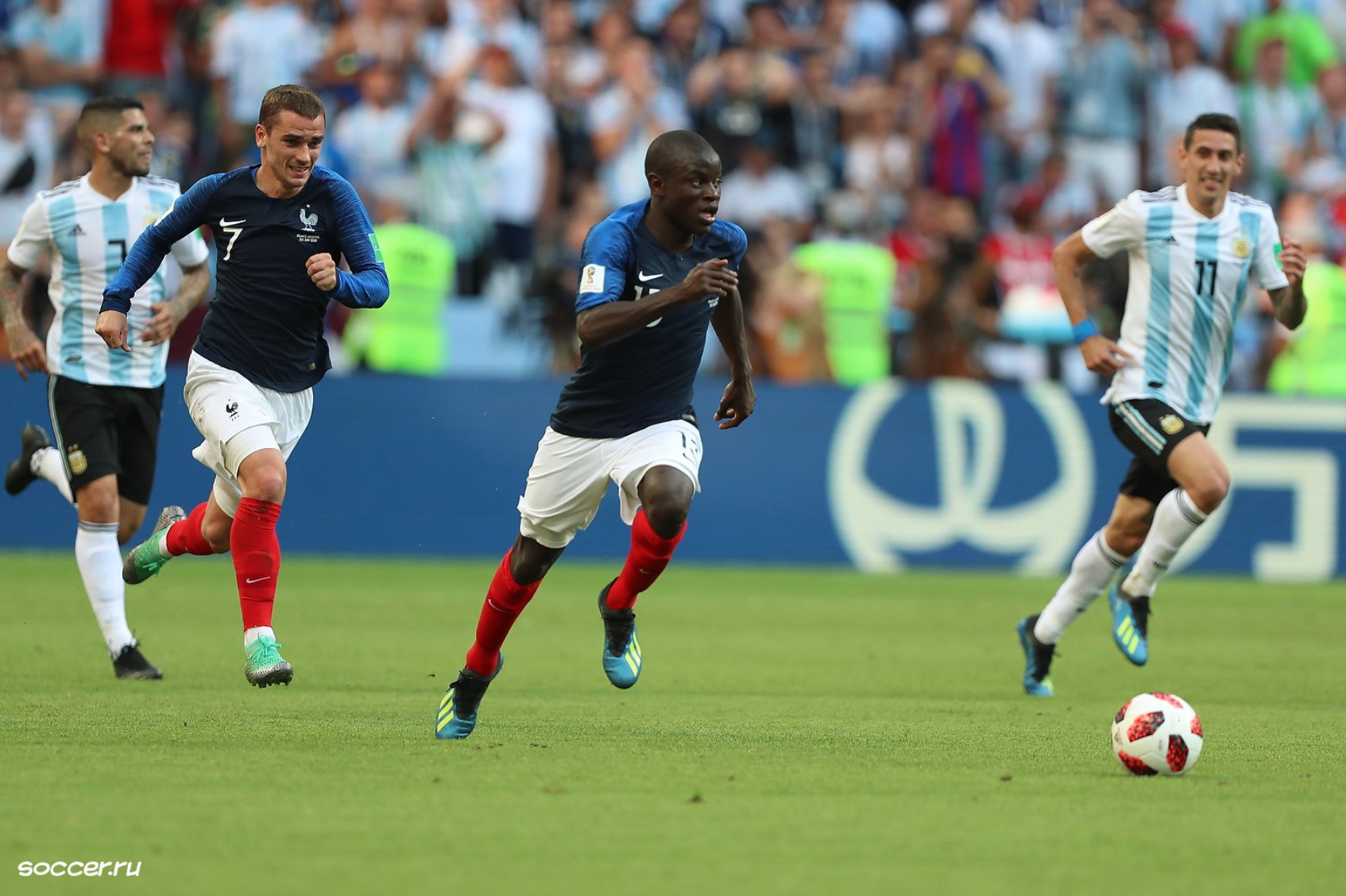
N'Golo Kanté en action face à l'Argentine, en huitième de finale de la Coupe du monde à Kazan.

Pour son entrée en compétition, la France bat difficilement l'Australie (2-1) grâce à un penalty transformé par Griezmann accordé à la suite de l'utilisation de l’assistance vidéo (une première en Coupe du Monde) et un but accordé grâce à la technologie sur la ligne de but sur une frappe de Paul Pogba déviée involontairement par Aziz Behich à la 81e minute, l'Australie ayant dans un premier temps égalisé également sur un penalty. Les Bleus l'emportent également face au Pérou (1-0) sur un but de Kylian Mbappé qui, à 19 ans et 6 mois, devient le plus jeune buteur de l'histoire de l'équipe de France lors d'un tournoi majeur. Elle achève le premier tour par un match nul contre le Danemark (0-0), qui assure aux Bleus la première place du groupe. Lors des huitièmes de finale face à l'Argentine, les Bleus l'emportent 4-3 après être revenu au score, grâce notamment à un doublé de Mbappé et une demi volée d'anthologie de Benjamin Pavard (élu par la suite plus beau but de la compétition). Ils confirment ensuite leur montée en puissance dans la compétition par un quart de finale maîtrisé face à l'Uruguay en remportant le match 2-0. Les Bleus accèdent ainsi aux demi-finales de la Coupe du monde pour la sixième fois de leur histoire.

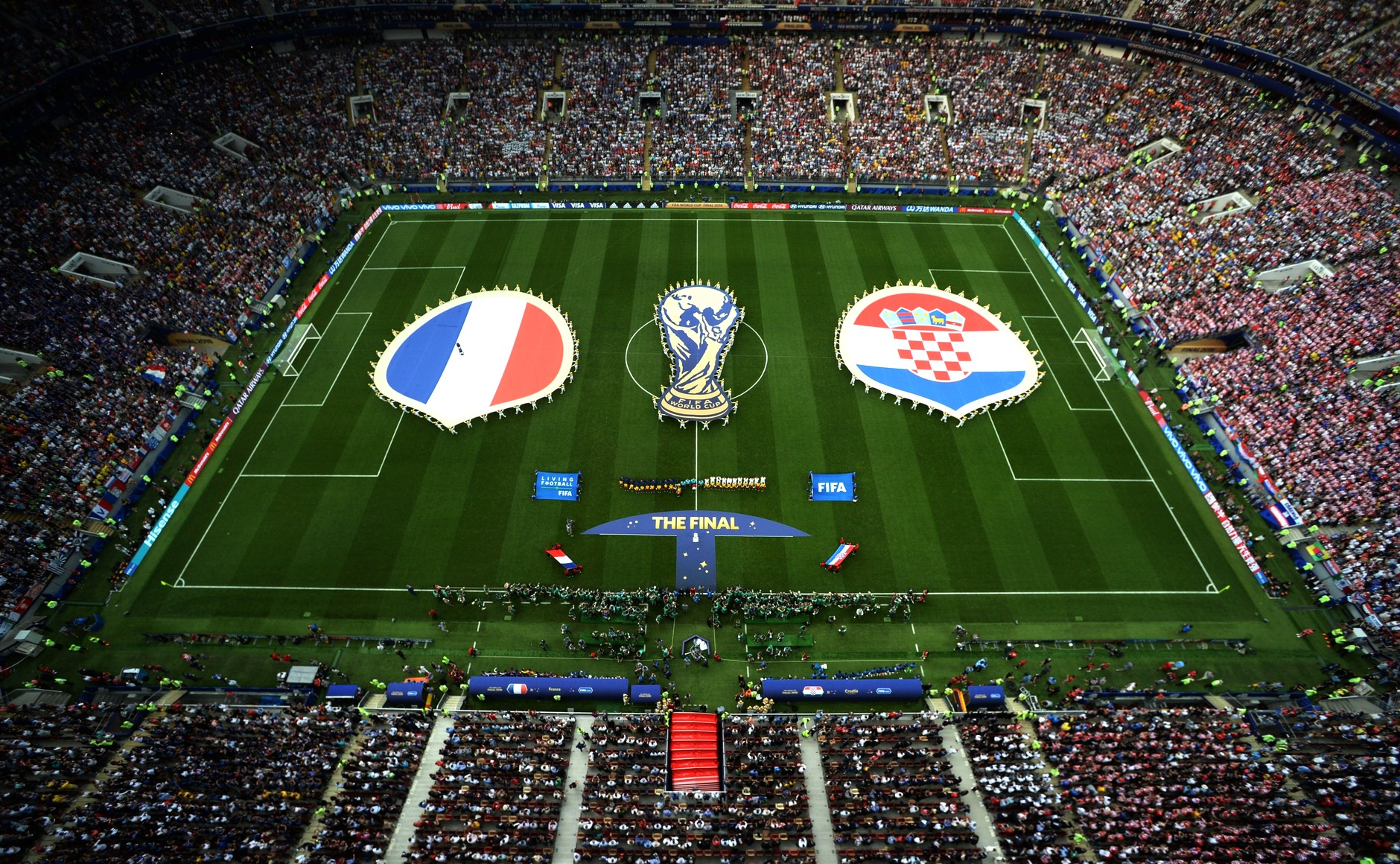
Hymnes des deux équipes finalistes au Stade Loujniki.

Le 10 juillet, l'équipe de France remporte la demi-finale au cours d'un match serré (1-0) face à la Belgique, grâce à un but de Samuel Umtiti. La France dispute sa troisième finale de Coupe du monde après 1998 et 2006. La France a abordé cette demi-finale d'une manière diamétralement opposée à celle du Japon en huitième de finale contre ces mêmes Belges : Les Bleus ont joué bloc bas pour ne laisser aucun espace aux Belges et en contre-attaque, laissant volontiers la possession de balle à l'adversaire, cette approche défensive a été couronnée de succès contrairement au jeu trop offensif et ouvert du Japon (qui a laissé beaucoup d'espaces et conduit aux trois buts belges alors que le Japon menait 2-0), même si cela a conduit à des critiques de la part de certains joueurs belges qui n'ont pas digéré cette défaite et estimaient avoir été meilleurs que la France.

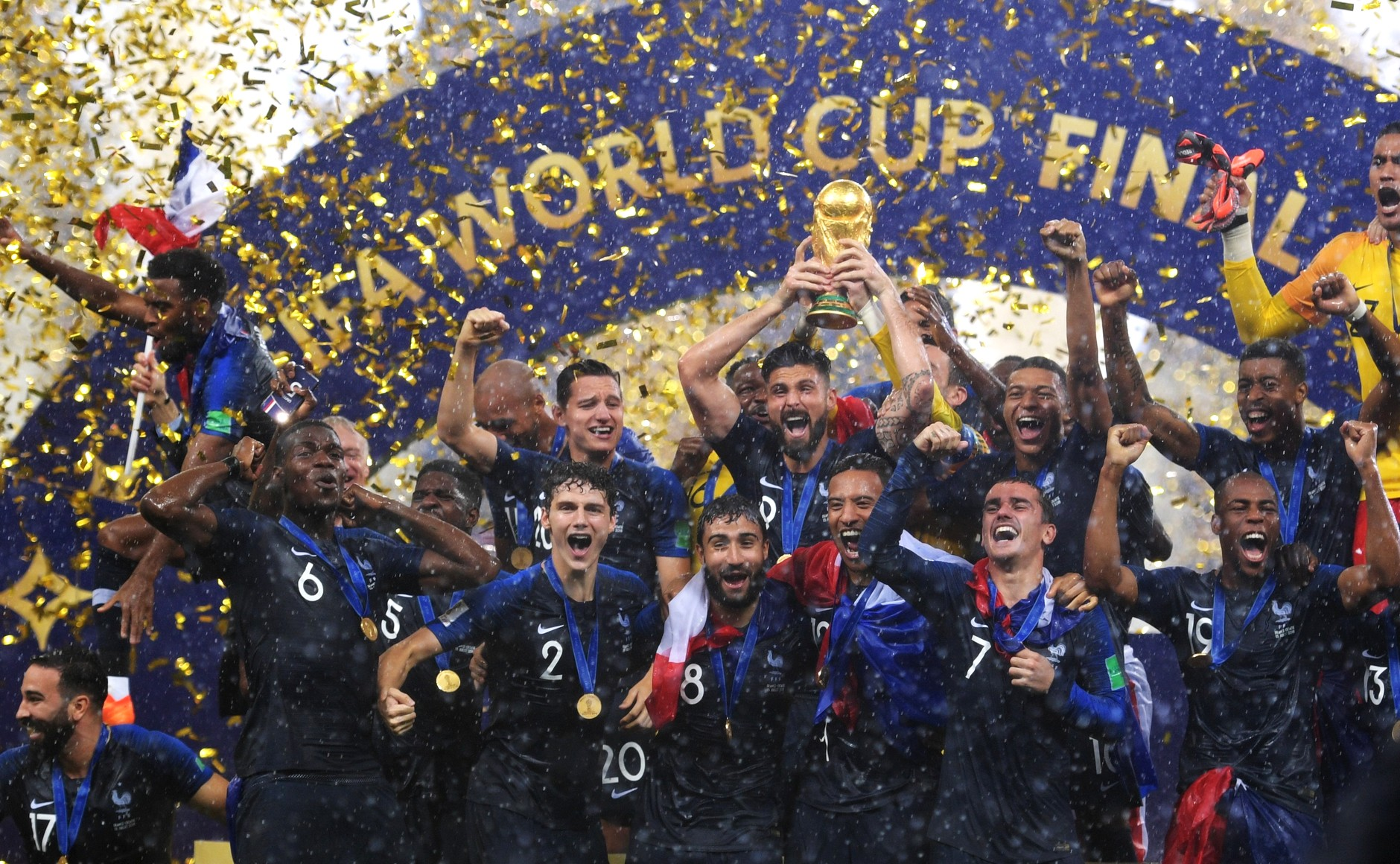
L'équipe de France victorieuse de la Coupe du monde le 15 juillet 2018 à Moscou.

Le 15 juillet 2018, à Moscou, les Bleus sortent victorieux de la finale face à la Croatie (4-2) grâce à un pénalty marqué par Antoine Griezmann et deux autres buts marqués respectivement par Paul Pogba et Kylian Mbappé (le premier but en faveur de l'équipe de France est un but contre son camp du joueur croate Mario Mandžukić lors d'un coup franc tiré par Griezmann), la France remporte ainsi sa deuxième Coupe du monde, 20 ans après celle de 1998. Kylian Mbappé est désigné meilleur jeune joueur à l'issue de la compétition tandis qu'Antoine Griezmann est désigné troisième meilleur joueur du tournoi. L'audience de la finale a cumulé 1,12 milliard de téléspectateurs.
Le classement mondial de la FIFA du 16 août 2018 voit la France remonter de la septième à la première place devant la Belgique et le Brésil. C'est la première fois depuis 2002 que les Bleus sont au sommet de la hiérarchie mondiale du football.

#### Déception à l'Euro, première victoire en Ligue des nations et qualification pour le Mondial 2022
Pour la première édition de la Ligue des nations de l’UEFA, les Bleus sont placés dans le groupe 1 de la Ligue A en compagnie de l'Allemagne et des Pays-Bas. La compétition commence avec un match nul 0-0 face à la Mannschaft à Munich, suivie d'une victoire 2-1 face aux Pays-Bas à domicile. La phase retour s'est avérée plus compliquée : une victoire 2-1 face à la Mannschaft au Stade de France a permis aux Bleus de conserver la première place mais une défaite inattendue 0-2 face aux Pays-Bas à l'extérieur (alors qu'un match nul aurait suffi) prive l'Équipe de France de participer au Final Four de cette première édition. C'est la première défaite de l'Équipe de France depuis son match amical face à la Colombie en mars 2018. La France termine ainsi à la 6e place de cette première édition de Ligue des nations.
Lors du tirage au sort des éliminatoires de l'Euro 2020 en mars 2019, la France hérite dans le groupe H de l'Islande, de la Turquie, de l'Albanie, de la Moldavie (un adversaire inédit pour les Bleus) et d'Andorre. Les joueurs de Didier Deschamps entrent bien dans la compétition, en battant la Moldavie à l'extérieur (4-1), puis en s'imposant face à l'Islande (4-0). Ils subissent en revanche leur premier revers avec une défaite en Turquie (0-2). Les Bleus gagnent ensuite leurs 4 matchs suivants, avant de faire match nul (1-1) face à la Turquie au Stade de France. Le 17 novembre 2019, après un ultime match remporté en Albanie (2-0), la France termine donc sa campagne de qualification avec huit victoires, un nul et une défaite ; ils sont premiers de leur groupe de qualification, devant la Turquie. Malgré cette première place, ils terminent seulement septième meilleur premier de groupe et ne sont donc pas tête de série pour le tirage au sort de l'Euro 2020.

Kylian Mbappé en action durant un match à huis clos contre l'Ukraine en mars 2021.

La France tombe dans un groupe F très relevé avec l'Allemagne, le Portugal, tenant du titre, et la Hongrie. En raison de la pandémie de Covid-19, le championnat d'Europe est repoussé à l'été 2021.
À défaut de jouer l'Euro, les Bleus entament la seconde édition de la Ligue des nations, où ils retrouvent la Croatie, le Portugal et la Suède. Malgré l'absence de supporters en raison de la pandémie, les champions du monde réalisent un quasi sans faute lors des rassemblements de septembre, octobre et novembre 2020, durant lesquels ils s'assurent la première place du groupe après cinq victoires contre ses trois adversaires et seulement un match nul. Les Bleus se qualifient ainsi pour la première phase finale de Ligue des nations de leur histoire, qui se déroulera en octobre 2021.
Durant l'Euro 2020, les Bleus abordent la compétition avec confiance, avec l'étiquette de favorite, renforcée par le retour de Karim Benzema en sélection, après presque 6 années d'absences. La préparation se déroule sans accroc avec deux victoires 3-0 contre le pays de Galles et la Bulgarie.

Lucas Hernandez, seul joueur décisif lors de la courte et unique victoire des Bleus à l'Euro 2020.

Malgré la confiance, les Bleus vont réaliser un parcours décevant lors de cet Euro. Ils réussissent tout d'abord leur entrée dans la compétition, avec une victoire 1-0 face à l'Allemagne à Munich, le 15 juin, grâce à un but contre son camp de Mats Hummels qui reprend accidentellement un centre de Lucas Hernandez.
C'est quatre jours plus tard que l'équipe de France subit sa première contre-performance, avec un match nul (1-1) difficilement obtenu contre la Hongrie à Budapest. Les Bleus clôturent ensuite leur premier tour par un nouveau match nul (2-2) face au Portugal, à l’issue d'une rencontre animée.
Malgré les difficultés rencontrées lors du premier tour, l'équipe de France termine première du Groupe F avec 5 points, devant l'Allemagne et le Portugal. Les champions du monde en titre sont donc alors en position de favoris pour le huitième de finale, où ils rencontrent le 3e du Groupe A, la Suisse.
Le 28 juin, au terme d'un match fou, les Bleus se font sortir de la compétition à la surprise générale. Ils s'inclinent aux tirs au but (3-34-5 t.a.b), après un match nul 3-3, qui avait pourtant vu la France, ayant encaissé le premier but de la partie mais maintenu au contact de son adversaire grâce à un arrêt crucial d'Hugo Lloris sur le penalty de Ricardo Rodríguez en début de 2e période, refaire ensuite son retard puis passer devant son adversaire et mener 3-1 à dix minutes du terme grâce à un doublé de Karim Benzema et une superbe frappe enveloppée de Paul Pogba. Alors que la séance de tir au but voit l'ensemble des joueurs suisses et français réussir leurs tirs, Kylian Mbappé s'avance comme cinquième et dernier tireur et voit sa tentative repoussée par le gardien suisse Yann Sommer, qui acte l'élimination des Bleus.
L'équipe de France, décevante, sort tout de même de la compétition en étant invaincue. Le secteur défensif des Bleus est notamment ciblé à la suite de cette élimination. De son côté, l'animation offensive a été plus satisfaisante, bien que le trio d'attaque Griezmann-Benzema-Mbappé n'ait donné sa pleine mesure que par intermittence. Karim Benzema termine meilleur buteur pour la France et deuxième meilleur buteur de la compétition avec 4 buts.
Au lendemain de l'Euro, les Bleus abordent la suite des éliminatoires de la Coupe du monde, où ils sont confrontés à l'Ukraine, à la Bosnie-Herzégovine, à la Finlande et au Kazakhstan. Avec trois victoires pour autant de matchs nuls, les champions du monde ne se rassurent pas, mais restent premiers de leur groupe.
En octobre, la France retrouve la Ligue des nations, pour participer à la phase finale dont elle s'était qualifié près d'un an plus tôt. Les Français retrouvent la Belgique en demi-finale, plus de trois ans après la demi-finale de la Coupe du monde 2018. À la mi-temps, le match semble acquis pour les Belges qui dominent et mènent 2-0. Cependant, le retour des vestiaires marque le sursaut d'orgueil des Bleus qui partent à l'assaut du but, et parviennent une incroyable remontée de trois buts par l'intermédiaire de Karim Benzema, Kylian Mbappé et Théo Hernandez (2-3). La France se qualifie ainsi pour la première finale de Ligue des nations de son histoire.
Le 10 octobre au stade San Siro, à Milan, les Français retrouvent l'Espagne en finale. Après une première mi-temps stérile, dominée dans le jeu par les Espagnols, la rencontre gagne en intensité en seconde période et Mikel Oyarzabal ouvre le score pour l'Espagne. L'avantage espagnol ne dure qu'une seule minute avant l'égalisation de Karim Benzema, auteur d'une belle frappe enveloppée (élu par la suite plus beau but du tournoi). Kylian Mbappé marque le second but français à dix minutes du terme, et donne l'avantage décisif aux Bleus (1-2). La France remporte ainsi sa première Ligue des nations, et récupère la confiance perdue lors de l'échec de l'Euro.
Le mois suivant, l'équipe de France bat le Kazakhstan 8-0 au Parc des Princes et se qualifie pour la Coupe du monde 2022, devenant ainsi sa septième phase finale consécutive depuis 1998. Cette qualification, qui intervient à un match de la fin dans le Groupe D de la zone Europe, voit Kylian Mbappé inscrire un quadruplé, devenant le premier joueur français à réaliser cet exploit depuis Just Fontaine lors de la Coupe du monde 1958. Pour conclure cette année 2021 et les qualifications dans leur poule européenne, Les Bleus remporte leur match à Helsinki, contre la Finlande (0-2), avec des buts de Karim Benzema et de Kylian Mbappé.

#### Coupe du monde 2022: si proche d'une troisième étoile
Les débuts en Ligue des nations 2022-2023 sont difficiles pour la France qui affiche un bilan en demi-teinte de 2 matchs nuls et 2 défaites lors des 4 premières journées de juin 2022. Les Bleus ont en effet été battus au Stade de France par le Danemark (1-2), et par la Croatie (0-1). Les Bleus ont également concédés deux matchs nuls à un but partout à l'extérieur contre les Croates et contre l'Autriche. Par conséquent, la France, provisoirement dernière de sa poule à 2 journées du terme de la compétition, est éliminée de la course au Final Four et ne peut défendre son titre. Les raisons de ce départ raté est dû à un contexte difficile, marqué par l'usure de certains cadres en raison de l'enchaînement du rythme des matchs durant l'ensemble de la saison, des choix tactiques discutables ou peu lisibles et une conjoncture extra-sportive difficile pour le sélectionneur Didier Deschamps, endeuillé par la perte de son père peu avant le début de la période internationale,.
Le mois de septembre qui suit n'est pas plus encourageant. En raison de nombreuses absences, Didier Deschamps doit composer une sélection fortement remaniée pour aborder les deux derniers matchs avant le Mondial. Les Bleus accueillent l'Autriche, avec pour objectif le maintien en Ligue A. Au terme d'un match maitrisé, les Français renouent avec la victoire (2-0) avec des buts de Kylian Mbappé et Olivier Giroud. Le dernier match du groupe sera en revanche moins réjouissant : l'équipe de France, fortement remaniée, est dominée 2-0 à Copenhague face aux Danois, futurs adversaires en Coupe du monde. Les Bleus préservent malgré tout leur maintien dans la Ligue A de la Ligue des nations pour la prochaine édition.
À l'aube de la Coupe du monde, les tenants du titre partent avec de nombreux doutes en raison de l'absence de joueurs cadres comme Paul Pogba et N'Golo Kanté. Les Bleus sont alors contraints de composer avec un milieu de terrain talentueux mais inexpérimenté avec le duo Adrien Rabiot et Aurélien Tchouaméni. De nouveaux coups durs s'ajoutent ensuite avec les forfaits de Christopher Nkunku, Presnel Kimpembe et surtout celui de Karim Benzema, Ballon d'or 2022.
En plus de cette situation, le contexte sportif demeure défavorable avec des derniers résultats décevants en Ligue des nations et l'historique négatif des tenants du titre en Coupe du monde.
Tout juste rentrés dans la compétition, Les Bleus subissent deux coups durs successifs dès les premières minutes du match contre l'Australie, avec la blessure et le forfait pour le reste de la compétition de Lucas Hernandez ainsi que l'ouverture du score des Socceroos.

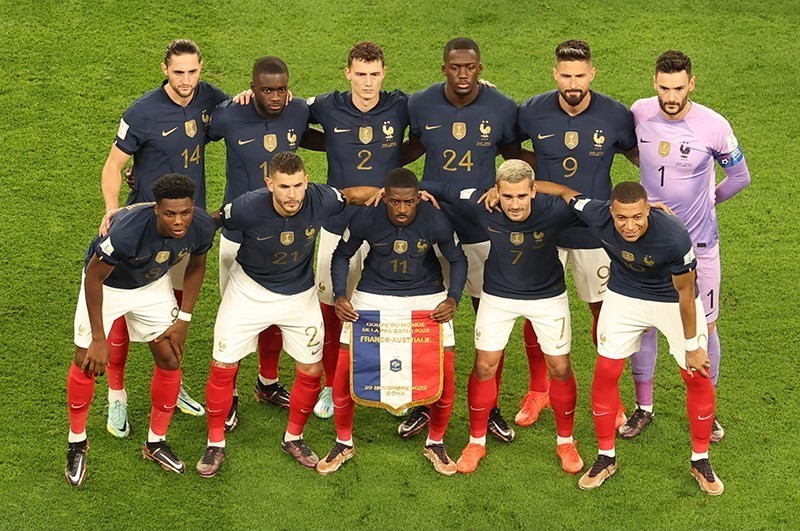
L'équipe titulaire lors du premier match de la Coupe du monde contre l'Australie à Al Wakrah, le 22 novembre 2022.

Encaissant ce premier coup, l'équipe de France se remobilise et parvient à renverser la situation avant la mi-temps avec des buts d'Adrien Rabiot et Olivier Giroud. Au retour du vestiaire, les champions du monde, beaucoup plus conquérants, parviennent à alourdir le score avec un but de Kylian Mbappé et un second but pour Giroud, qui devient co-meilleur buteur de l'histoire de l'équipe de France. Les Bleus remportent ce premier match 4 buts à 1 et lancent leur compétition dans une dynamique positive.
Le 26 novembre, les partenaires d'Antoine Griezmann, rayonnant dans son replacement au milieu de terrain, obtiennent une victoire 2-1 face aux principaux adversaires de ce groupe D, le Danemark. Kylian Mbappé, auteur d'un doublé, devient alors le meilleur buteur de la compétition. Cette victoire permet la qualification directe de la France en huitième de finale, avant même le dernier match de poule et vient rompre la tendance historique récente des tenants du titre éliminés dès les phases de poules. Face à la Tunisie, Didier Deschamps prend la décision de faire tourner l'effectif et laisse au repos les titulaires. Une faible prestation des remplaçants français, permet la victoire 1-0 des Tunisiens, tout de même éliminés à l'issue de la rencontre.

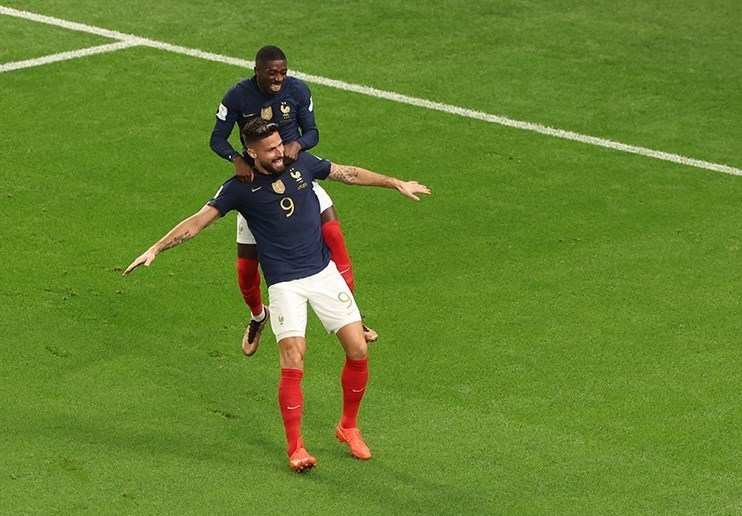
Olivier Giroud devient meilleur buteur de l'histoire de la sélection lors de cette Coupe du monde.

En huitième de finale, Les Bleus rencontrent la Pologne de Robert Lewandowski pour ce premier match à élimination directe. Après une première mi-temps difficilement remportée avec un but d'Olivier Giroud, devenant le meilleur buteur de l'histoire de l'équipe de France, la sélection tricolore revient des vestiaires avec davantage de maitrise. Le doublé de Kylian Mbappé permet aux Bleus de prendre le large et d'assurer la qualification pour les quarts de finales (victoire 3-1).
Les Français retrouvent l'Angleterre le 10 décembre, dans un match à forte tension, tant les deux équipes semblent proches. Face aux vices-champions d'Europe, Les Bleus réalisent un bon début de rencontre, récompensé par l'ouverture du score d'Aurélien Tchouaméni sur une frappe lointaine, hors de portée de Jordan Pickford. Bien que devant au score, l'équipe de France est confrontée à une forte réaction des Three Lions, dominants dès lors la rencontre. En début de seconde mi-temps, Harry Kane transforme un penalty obtenu par Bukayo Saka et permet à sa sélection de revenir dans le match. Malgré la forte pression anglaise, les Français se procurent des occasions jusqu'à un nouveau but d'Olivier Giroud, reprenant un centre millimétré d'Antoine Griezmann. Une faute grossière de Théo Hernandez dans la surface française permet aux Anglais d’obtenir un nouveau penalty, cette fois-ci manqué par Harry Kane. Les Bleus résistent et obtiennent leur qualification pour la demi-finale (victoire 2-1).
En demi-finale, la France rencontre l'invité surprise, le Maroc et s'impose 2 à 0 avec les buts de Théo Hernandez et Randal Kolo Muani rentré en jeu à la 78e minute. Cette victoire permet à l'équipe de France d'atteindre la finale du tournoi pour la quatrième fois de son histoire en sept éditions, et pour la seconde fois consécutive.
En finale face à l'Argentine, l'équipe de France montre un visage fébrile durant près de 75 minutes, encaissant deux buts par l'intermédiaire de Lionel Messi sur penalty, et de Ángel Di María à la conclusion d'une contre-attaque. Le match, qui semble plié et acquis à la cause des Argentins, vire à l'irréel lorsque Kylian Mbappé marque un doublé en l'espace d'une minute et demi, à 10 minutes du terme du temps réglementaire. En prolongations, les Argentins parviennent à reprendre l'avantage avec un second but de Messi, avant une nouvelle égalisation française grâce à un nouveau penalty de Mbappé, auteur dès lors d'un triplé. Malgré de nouvelles occasions franches dans les ultimes minutes de la finale, les deux équipes sont contraintes de se départager aux tirs-au-but (3-3). C'est finalement l'Albiceleste qui remportent la séance, profitant des tentatives manquées de Kingsley Coman et Aurélien Tchouaméni pour s'imposer (4-2). Kylian Mbappé, désormais meilleur buteur de l'histoire des finales de la Coupe du monde, termine également meilleur buteur de la compétition avec 8 buts et deuxième meilleur joueur de la compétition.
Malgré la défaite, l'équipe de France reçoit un accueil triomphal des supporters français, réunis devant l'Hôtel de Crillon à Paris. Ce douloureux échec en finale permet cependant de nourrir l'espoir à de futures épopées victorieuses des Bleus, à commencer par l'Euro 2024 en Allemagne.

### Une nouvelle ère (depuis 2023)

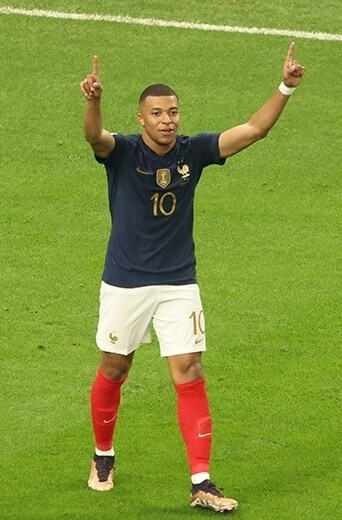
Kylian Mbappé est nommé capitaine en mars 2023.

En fin de contrat au 31 décembre 2022, Didier Deschamps prolonge son aventure à la tête de la sélection jusqu'en 2026. Au lendemain de la Coupe du monde, certains cadres comme Karim Benzema, Raphaël Varane, ainsi que les gardiens Steve Mandanda et Hugo Lloris, capitaine depuis 2010 et recordman de sélections (145), annoncent leur retraite internationale. Ces départs s'expliquent notamment par l'émergence d'une nouvelle génération talentueuse entre 2021 et 2022, avec Mike Maignan prêt à prendre la relève dans les buts, une charnière défensive Ibrahima Konaté et Dayot Upamecano, Aurélien Tchouaméni au milieu de terrain ainsi que les attaquants Randal Kolo Muani, Marcus Thuram ou encore Christopher Nkunku.
À la suite de ces bouleversements dans l'effectif, Kylian Mbappé est nommé comme nouveau capitaine de la sélection à 24 ans. Il est suppléé par Antoine Griezmann, nouveau vice-capitaine entre 2023 et 2024.

#### Championnat d'Europe 2024: un parcours poussif jusqu'au dernier carré
Les Bleus, vice-champions du monde, entament en mars 2023 leur nouvel objectif, avec un groupe de qualification abordable pour l'Euro 2024, où ils retrouvent les Pays-Bas comme principal adversaire du groupe, ainsi que l'Irlande, la Grèce et Gibraltar. Enchainant les prestations solides (seulement 1 but encaissé en 6 matchs), Les Bleus obtiennent dès le mois d'octobre 2023 la qualification pour le prochain Euro, avec 6 victoires en autant de matchs, et alors qu'il reste encore deux matchs à jouer. Le 18 novembre 2023, à l'issue du match retour contre Gibraltar à Nice, les Bleus battent deux records : celui de la plus large victoire de leur histoire et celui du score le plus large de l'histoire des qualifications européennes pour une grande compétition (Euro et Coupe du monde), en marquant 14 buts à 0, avec notamment un triplé de Kylian Mbappé et deux doublés d'Olivier Giroud et de Kingsley Coman. Après un dernier match sans enjeux face à la Grèce, conclut par un match nul (2-2), la France valide sa place de tête de série pour le tirage au sort de l'Euro 2024.
L'équipe de France aborde ce championnat d'Europe avec prudence, en raison de la qualité de ses adversaires de la phase de poule : l'Autriche, les Pays-Bas, et la Pologne. 
Le premier match contre les Autrichiens s'avère équilibré, mais les Bleus parviennent à ouvrir le score grâce à un centre de Kylian Mbappé dévié par le défenseur Maximilian Wöber dans son propre but. Les Français parviennent à maintenir leur avantage jusqu'à la fin de la rencontre (0-1) mais subissent un coup dur, avec la blessure au nez de Mbappé.
Face aux néerlandais, en l'absence de Kylian Mbappé convalescent, l'équipe de France ne parvient pas à trouver la faille malgré une maitrise globale de la rencontre, et commence à inquiéter les observateurs quant à son efficacité offensive. Le match nul (0-0) permet toutefois d'assurer la qualification en huitième de finale.
Face à la Pologne, Les Bleus vont faillir à leur objectif de première place du groupe. Les deux équipes se neutralisent grâce à des pénaltys de Kylian Mbappé et Robert Lewandowski. La France termine deuxième du groupe avec seulement 2 buts marqués, derrière l'Autriche victorieuse des Pays-Bas.
Les Bleus se trouvent ainsi sur le chemin de la Belgique, qui a également terminée deuxième de son groupe après des performances contrastées. 
Au terme d'un match peu emballant, les Français s'impose 1-0, grâce à un but contre-son-camp libérateur de Jan Vertonghen détournant accidentellement une frappe de Randal Kolo Muani. 
Pas assez tranchant offensivement, l'équipe de France ne rassure pas mais accède tout de même en quart-de-finale, face au Portugal.
Le 5 juillet, au cours d'un match poussif des deux équipes, Les Bleus s'imposent aux tirs-aux-but (5-4) profitant de la tentative manquée de João Félix pour se qualifier. Malgré aucun but marqué dans le jeu, la France rejoint le dernier carré de la compétition, où elle affronte l'Espagne, tombeuse du pays hôte allemand au tour précédent. Après un match sans suspense, dominé dans le jeu par la Roja, l'équipe de France est éliminée de la compétition sur un score de 2 buts à 1. Malgré avoir bien débuté la rencontre et enfin trouver le chemin de filet par l'intermédiaire de Randal Kolo Muani, buteur dès la 9ème minute, Les Bleus n'ont pas été en mesure de répondre aux deux buts successifs de Lamine Yamal et de Dani Olmo pour atteindre la finale.
Généralement décevant offensivement tout au long de la compétition, les Français ont cependant plutôt réussi dans l'aspect défensif, où les performances de Mike Maignan, William Saliba ou encore Jules Koundé ont été soulignés par la critique.

#### Ligue des nations 2025: une troisième place après une nouvelle défaite face à l'Espagne
Placé dans le groupe de l'Italie, la Belgique et Israël de la ligue A de la Ligue des nations 2024-2025, les Bleus sont d'abord sèchement battus au Parc des Princes par la Squadra sur le score de 3 buts à 1 avant de s'imposer face aux Diables Rouges au Parc OL trois jours plus tard (2-0). Le mois suivant, l'équipe de France remporte ses deux matchs suivants à l'extérieur face à Israël (1-4) puis la Belgique (1-2). Sous une atmosphère tendue en raison du conflit israélo-palestinien, les Bleus reçoivent Israël au Stade de France dans un stade presque désert avec seulement 16 611 spectateurs, un record négatif pour un match de l'équipe de France à Saint-Denis hors période de pandémie,. La rencontre se finit sur un score vierge. Ils remportent finalement leur dernier match à Milan face à l'Italie sur le même score de 3 buts à 1 par lequel ils avaient été vaincus au match aller et finissent en tête de leur groupe grâce à la différence de buts.
Opposés à la Croatie pour les quarts-de-finale, les Bleus sont battus au match aller à Split sur le score de 2 buts à 0 mais infligent le même score lors du match retour au Stade de France, déclenchant et remportant leur première séquence de tirs au buts dans le stade depuis la quart de finale contre l'Italie lors de la Coupe du monde 1998. Retrouvant l'Espagne au même stade de compétition que lors de l'Euro 2024, le match tourne à la démonstration de force de la Roja qui a déjà inscrit 4 buts à l'heure de jeu, où Kylian Mbappé marque un premier but pour les Bleus sur pénalty. L'Espagne inscrit même un cinquième but à la 67ème minute, menant ainsi 5 buts à 1. La France réduit considérable l'écart dans le dernier quart d'heure et s'incline finalement sur la plus petite des marges (5-4) mais encaisse cinq buts pour la première fois depuis 1969. Les Bleus termine néanmoins sur le podium en battant la Mannschaft sur le score de 2 buts à 1 lors du match pour la troisème place.

## Résultats

### Palmarès
Le tableau suivant liste le palmarès de l’équipe de France de football actualisé au 18 décembre 2022 dans les différentes compétitions internationales officielles.
| Compétitions mondiales | Compétitions européennes | Autres compétitions |
| --- | --- | --- |
| - Coupe du monde de la FIFA (2) - Vainqueur en 1998 et 2018. - Finaliste en 2006 et 2022. - Troisième en 1958 et 1986. - Coupe des Confédérations (2) - Vainqueur en 2001 et 2003. - Coupe des champions CONMEBOL–UEFA (1) - Vainqueur en 1985. | - Championnat d'Europe de football (2) - Vainqueur en 1984 et 2000. - Finaliste en 2016. - Ligue des nations de l'UEFA (1) - Vainqueur en 2021. - Troisième en 2025. | - Tournoi de France (1) - Vainqueur en 1988. - Tournoi du Koweït (1). - Vainqueur en 1990. - Tournoi Hassan II (2) - Vainqueur en 1998 et 2000. - Nelson Mandela Challenge (en) (1) - Co-Vainqueur en 2000. - Coupe Kirin (1) - Vainqueur en 1994. - Challenge Evance-Coppée (1) - Co-Vainqueur en 1904. |

| Meilleurs joueurs | Meilleurs buteurs |
| --- | --- |
| Meilleur joueur de la Coupe du monde (1) : - Zinédine Zidane (2006) Meilleur gardien de but de la Coupe du monde (1) : - Fabien Barthez (1998) Meilleur espoir de la Coupe du monde (3) : - Manuel Amoros (1982) - Paul Pogba (2014) - Kylian Mbappé (2018) Meilleur joueur de la Coupe des confédérations (2) : - Robert Pirès (2001) - Thierry Henry (2003) Meilleur joueur du Championnat d'Europe (2) : - Zinédine Zidane (2000) - Antoine Griezmann (2016) | Meilleur buteur de la Coupe du monde (2) : - Just Fontaine avec 13 buts (1958) - Kylian Mbappé avec 8 buts (2022) Meilleur buteur de la Coupe des confédérations (2) : - Robert Pirès avec 2 buts (2001) - Thierry Henry avec 4 buts (2003) Meilleur buteur du Championnat d'Europe (3) : - François Heutte avec 2 buts (1960) - Michel Platini avec 9 buts (1984) - Antoine Griezmann avec 6 buts (2016) |
| Équipe type | |
| Équipe type de la Coupe du monde (3 tournois) : - Fabien Barthez, Marcel Desailly, Thierry Henry, Lilian Thuram, Zinédine Zidane (1998) ; - Thierry Henry, Lilian Thuram, Patrick Vieira, Zinédine Zidane (2006) ; - Raphaël Varane, Antoine Griezmann (2018) ; Équipe type du Championnat d'Europe (6 tournois) : - Alain Giresse, Michel Platini, Jean Tigana (1984) ; - Jocelyn Angloma, Laurent Blanc (1992) ; - Laurent Blanc, Marcel Desailly, Didier Deschamps, Youri Djorkaeff (1996) ; - Laurent Blanc, Thierry Henry, Lilian Thuram, Patrick Vieira, Zinédine Zidane (2000) ; - Zinédine Zidane (2004) ; - Antoine Griezmann, Dimitri Payet (2016). - Mike Maignan, William Saliba (2024). | |

En prenant en compte les équipes de jeunes, l'équipe de France est depuis le 14 juillet 2013 la première sélection à avoir remporté toutes les compétitions officielles masculines européennes et mondiales. Seul le Brésil (depuis le 20 août 2016 et sa victoire aux Jeux olympiques de Rio) affiche un palmarès aussi complet. Il manque encore un trophée à l'Argentine (Mondial U17) pour les rejoindre :
| Jeux olympiques                          | 1984                                           |
| Coupe du monde des moins de 20 ans       | 2013                                           |
| Coupe du monde des moins de 17 ans       | 2001                                           |
| Championnat d'Europe espoirs             | 1988                                           |
| Championnat d'Europe des moins de 19 ans | 1949, 1983, 1996, 1997, 2000, 2005, 2010, 2016 |
| Championnat d'Europe des moins de 17 ans | 2004, 2015, 2022                               |

### Parcours dans les compétitions internationales

#### Coupe du monde
| Année | Position           |      | Année            | Position |                 | Année | Position |
| 1930  | 1er tour           | 1974 | Non qualifiée    | 2010     | 1er tour        |       |          |
| 1934  | Huitième de finale | 1978 | 1er tour         | 2014     | Quart de finale |       |          |
| 1938  | Quart de finale    | 1982 | Demi-finale (4e) | 2018     | Vainqueur       |       |          |
| 1950  | Non qualifiée      | 1986 | Demi-finale (3e) | 2022     | Finaliste       |       |          |
| 1954  | 1er tour           | 1990 | Non qualifiée    | 2026     | À venir         |       |          |
| 1958  | Demi-finale (3e)   | 1994 | Non qualifiée    | 2030     | À venir         |       |          |
| 1962  | Non qualifiée      | 1998 | Vainqueur        | 2034     | À venir         |       |          |
| 1966  | 1er tour           | 2002 | 1er tour         |          |                 |       |          |
| 1970  | Non qualifiée      | 2006 | Finaliste        |          |                 |       |          |

#### Championnat d'Europe
| Année | Position          |      | Année           | Position |                    | Année | Position |
| 1960  | Demi-finale (4e)  | 1988 | Non qualifiée   | 2016     | Finaliste          |       |          |
| 1964  | Quart de finale   | 1992 | 1er tour        | 2020     | Huitième de finale |       |          |
| 1968  | Quart de finale   | 1996 | Demi-finale     | 2024     | Demi-finale        |       |          |
| 1972  | Tour préliminaire | 2000 | Vainqueur       | 2028     | À venir            |       |          |
| 1976  | Tour préliminaire | 2004 | Quart de finale | 2032     | À venir            |       |          |
| 1980  | Non qualifiée     | 2008 | 1er tour        |          |                    |       |          |
| 1984  | Vainqueur         | 2012 | Quart de finale |          |                    |       |          |

#### Ligue des nations
| Édition   | Ligue | Classement final ( /55) | Phase de groupes     | Phase de groupes | Phase de groupes | Phase de groupes | Phase de groupes | Phase de groupes | Phase de groupes | Phase de groupes | Phase finale | Phase finale  | Phase finale  | Phase finale  | Phase finale  | Phase finale  | Phase finale  | Phase finale  |
| Édition   | Ligue | Classement final ( /55) | Classement de groupe | Pts              | J                | G                | N                | P                | Bp               | Bc               | Pays hôte    | Résultat      | J             | G             | N             | P             | Bp            | Bc            |
| --------- | ----- | ----------------------- | -------------------- | ---------------- | ---------------- | ---------------- | ---------------- | ---------------- | ---------------- | ---------------- | ------------ | ------------- | ------------- | ------------- | ------------- | ------------- | ------------- | ------------- |
| 2018-2019 | A     | 6e                      | 2/3                  | 7                | 4                | 2                | 1                | 1                | 4                | 4                | 2019         | Non qualifiée | Non qualifiée | Non qualifiée | Non qualifiée | Non qualifiée | Non qualifiée | Non qualifiée |
| 2020-2021 | A     | 1er                     | 1/4                  | 16               | 6                | 5                | 1                | 0                | 12               | 5                | 2021         | Vainqueur     | 2             | 2             | 0             | 0             | 5             | 3             |
| 2022-2023 | A     | 12e                     | 3/4                  | 5                | 6                | 1                | 2                | 3                | 5                | 7                | 2023         | Non qualifiée | Non qualifiée | Non qualifiée | Non qualifiée | Non qualifiée | Non qualifiée | Non qualifiée |
| 2024-2025 | A     | 3e                      | 1/4                  | 13               | 6                | 4                | 1                | 1                | 12               | 6                | 2025         | Troisième     | 2             | 1             | 0             | 1             | 6             | 5             |
| Total     | Total | Total                   | Total                | Total            | 22               | 12               | 5                | 5                | 33               | 22               | Total        | Total         | 4             | 3             | 0             | 1             | 11            | 8             |

#### Coupe des confédérations
| Année | Position      |      | Année         | Position |
| 1992  | Non qualifiée | 2003 | Vainqueur     |          |
| 1995  | Non qualifiée | 2005 | Non qualifiée |          |
| 1997  | Non qualifiée | 2009 | Non qualifiée |          |
| 1999  | Forfait       | 2013 | Non qualifiée |          |
| 2001  | Vainqueur     | 2017 | Non qualifiée |          |

### Distinctions
Lauréate du Prix Emmanuel Rocodanachi de l'Académie des sports en 1984 et en 1998, comme Meilleure équipe nationale de l'année.
Lauréate du Prix World Soccer Awards en 1984, 1991, 1998, 2000 et 2018, comme Meilleure équipe de l'année.
Lauréate Prix France Football en 1991, 1998, 2000, 2018, 2020 et 2022, comme Meilleure équipe européenne de l'année.
Lauréate du Trophée d'honneur UNFP en 2008, comme Meilleure équipe de l'année en 1998.
Lauréate du Trophée d'honneur UNFP en 2018, comme Meilleure équipe de l'année en 2000.

### Statistiques de l'équipe de France
La plus large victoire de l'équipe de France est obtenue contre Gibraltar le 18 novembre 2023 à l'Allianz Riviera (Nice) sur le score de 14-0 (7-0 à la mi-temps). À l'extérieur, la victoire la plus large est acquise contre Chypre 0-7 le 11 octobre 1980 à Limassol. La plus large défaite est concédée contre le Danemark 17-1 le 22 octobre 1908 à Londres. À domicile, la défaite la plus large 0-15 a lieu le 1er novembre 1906 à Paris contre l'équipe d'Angleterre des amateurs.
Nombre de participations en phase finale d'une Coupe du monde : 16 sur 22.
Nombre de participations en phase finale d'un Championnat d'Europe : 10 sur 16.
Nombre de participations à la Coupe des confédérations : 2 sur 10.
Nombre de participations à la phase finale de la Ligue des nations : 1 sur 3.
La France est également la seule nation européenne à avoir remporté toutes les compétitions internationales majeures à savoir la Coupe du monde (1998 et 2018), le Championnat d'Europe (1984 et 2000), les Jeux olympiques (1984), la Ligue des nations (2021), la Coupe des confédérations (2001 et 2003) et la Coupe intercontinentale des nations (1985).
La France est le seul pays avec le Danemark à avoir remporté toutes les Coupes des Confédérations auxquelles elle a participé (2001 et 2003) mais le Danemark n'en a remporté qu'une seule.
Le joueur le plus sélectionné en équipe de France est Hugo Lloris avec 145 sélections de 2008 à 2022. Il le devient à l'occasion de sa 143ème sélection durant le quart de finale de la Coupe du monde 2022 au Qatar, opposant la France à l'Angleterre (victoire 1-2). Il dépasse alors Lilian Thuram, autrefois sélectionné 142 fois de 1994 à 2008. À l'opposé, Franck Jurietti détient le record de la plus courte apparition sous le maillot tricolore avec 5 secondes passées sur le terrain pour son unique sélection.
Le meilleur buteur de l'histoire de l'équipe de France est Olivier Giroud avec 57 buts, dépassant les 51 buts de Thierry Henry en marquant le premier but du huitième de finale de Coupe du monde 2022 au Qatar face à la Pologne (victoire 3-1),,.
Just Fontaine (30 buts en sélection) est par ailleurs le meilleur buteur de tous les temps au cours d'une même Coupe du monde, avec 13 buts lors de l'édition 1958. Michel Platini est le meilleur buteur de tous les temps au cours d'un même Championnat d'Europe, avec 9 buts (en 5 matches) lors de l'édition 1984.

### Classement FIFA
La France a connu son meilleur classement FIFA en mai 2001, seule année où elle termine en tête du classement, malgré une 1re place également atteinte en août 2018. Son plus mauvais classement est une 25e place obtenue en juillet 2015, période durant laquelle Les Bleus ne jouaient que des matchs amicaux (étant hôtes de l'Euro 2016), contrairement au reste des sélections européennes et mondiales. La France a enregistré sa meilleure progression lors du mois d’octobre 1995 avec un gain de 11 places, et au cours du mois de juin 2015, la France a enregistré son plus fort recul avec la perte de 18 places au classement mondial. Depuis sa création, le classement mondial moyen de la France se situe autour du 8e rang, tandis que son classement européen moyen se situe autour du 5e rang.
| #    | 1993 | 1994 | 1995 | 1996 | 1997 | 1998 | 1999 | 2000 | 2001 | 2002 | 2003 | 2004 |
| ---- | ---- | ---- | ---- | ---- | ---- | ---- | ---- | ---- | ---- | ---- | ---- | ---- |
| Rang | 15   | 19   | 8    | 3    | 6    | 2    | 3    | 2    | 1    | 2    | 2    | 2    |
| #    | 2005 | 2006 | 2007 | 2008 | 2009 | 2010 | 2011 | 2012 | 2013 | 2014 | 2015 | 2016 |
| Rang | 5    | 4    | 7    | 11   | 7    | 18   | 15   | 17   | 20   | 7    | 25   | 7    |
| #    | 2017 | 2018 | 2019 | 2020 | 2021 | 2022 | 2023 | 2024 | 2025 | 2026 | 2027 | 2028 |
| Rang | 9    | 2    | 2    | 2    | 3    | 3    | 2    | 2    |      |      |      |      |

| #    | 1993 | 1994 | 1995 | 1996 | 1997 | 1998 | 1999 | 2000 | 2001 | 2002 | 2003 | 2004 |
| ---- | ---- | ---- | ---- | ---- | ---- | ---- | ---- | ---- | ---- | ---- | ---- | ---- |
| Rang | 13   | 14   | 6    | 2    | 4    | 1    | 2    | 1    | 1    | 1    | 1    | 1    |
| #    | 2005 | 2006 | 2007 | 2008 | 2009 | 2010 | 2011 | 2012 | 2013 | 2014 | 2015 | 2016 |
| Rang | 4    | 2    | 5    | 9    | 6    | 12   | 11   | 11   | 13   | 4    | 17   | 3    |
| #    | 2017 | 2018 | 2019 | 2020 | 2021 | 2022 | 2023 | 2024 | 2025 | 2026 | 2027 | 2028 |
| Rang | 5    | 2    | 2    | 2    | 2    | 1    | 1    | 1    |      |      |      |      |

## Infrastructures

### Chantilly
Pour l'organisation de la Coupe du monde 1938 qui se déroule cette année-là en France, les dirigeants de la fédération ont l'idée de réunir les 22 sélectionnés dans le domaine de Chantilly avant le tournoi mondial. Ce stage de préparation de trois semaines de la fin mai 1938 fut organisé pour souder l'esprit d'équipe dans l'espoir de gagner la coupe du monde comme l'avaient fait avant eux, l'Italie en 1934 et l'Uruguay en 1930. Les joueurs étaient logés à l'Hôtel du Grand Cerf. À défaut d'un entraînement intensif, les joueurs français s'adonneront surtout, durant ce stage, à la pêche et aux jeux de cartes (belote…) comme l'affirmera en 1998 l'attaquant Alfred Aston.

### Rueil
À partir de 1949, à l'occasion de la préparation d'un match face à Yougoslavie lors des éliminatoires de la Coupe du Monde 1950, l'équipe de France se réunit à Rueil, dans les locaux de la société Shell. Situé à seulement 10 kilomètres de Paris, les installations comprennent notamment un bungalow et deux terrains de football, en bordure du bois de Saint-Cucufa. L'ambiance qui s'en dégage est alors proche de celle d'un club de football ; on parle alors pour la première fois du « Club France ».

### Jouy-en-Josas
Des années 1970 à la création du centre de Clairefontaine, l'équipe de France avait pour habitude de se préparer en région parisienne, avant les matchs au Parc des Princes, logeant près du Campus HEC à l'hôtel Val d'Albian de Jouy-en-Josas et s'entraînant à proximité, à Gif-sur-Yvette.

### Font-Romeu
Les Bleus qualifiés pour la Coupe du monde 1982 et l'Euro 1984 feront un stage de préparation dans les Pyrénées, dans la station de Font-Romeu pour profiter de l'altitude et des équipements sportifs et de remise en forme.

### Clairefontaine

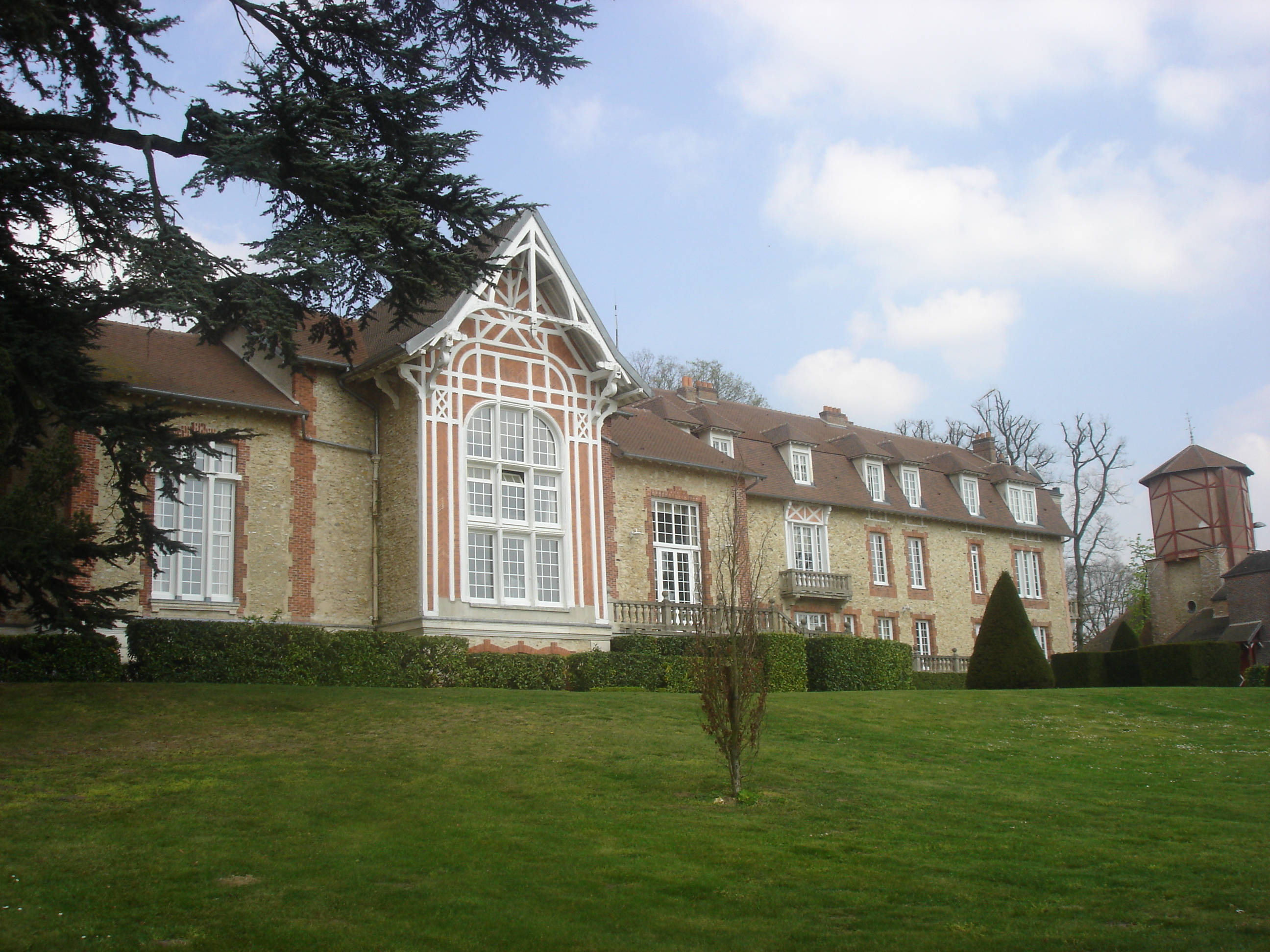
Clairefontaine.

Lors des phases de préparation l'équipe de France s’entraîne à Clairefontaine, c'est-à-dire au Centre national du football (anciennement dénommé Centre technique national Fernand-Sastre) situé à Clairefontaine-en-Yvelines. Ce centre de formation national est inauguré en 1976 par Fernand Sastre alors président de la Fédération française de football. Le domaine de Montjoye est acheté en 1982 et le centre ouvre ses portes en 1988. Le centre est le camp de base des Bleus durant la Coupe du monde de football 1998 et l'Euro 2016 disputées en France. Le centre technique national Fernand-Sastre subit une grosse rénovation durant l'hiver 2007 qui consiste à refaire tous les lieux habités par les Bleus (chambres, réfectoire, etc.). Il y a actuellement 302 lits disponibles.
Le centre emploie 60 personnes de manière permanente. La superficie totale est de 56 hectares dont 66 000 m² de terrains engazonnés.

### Stades

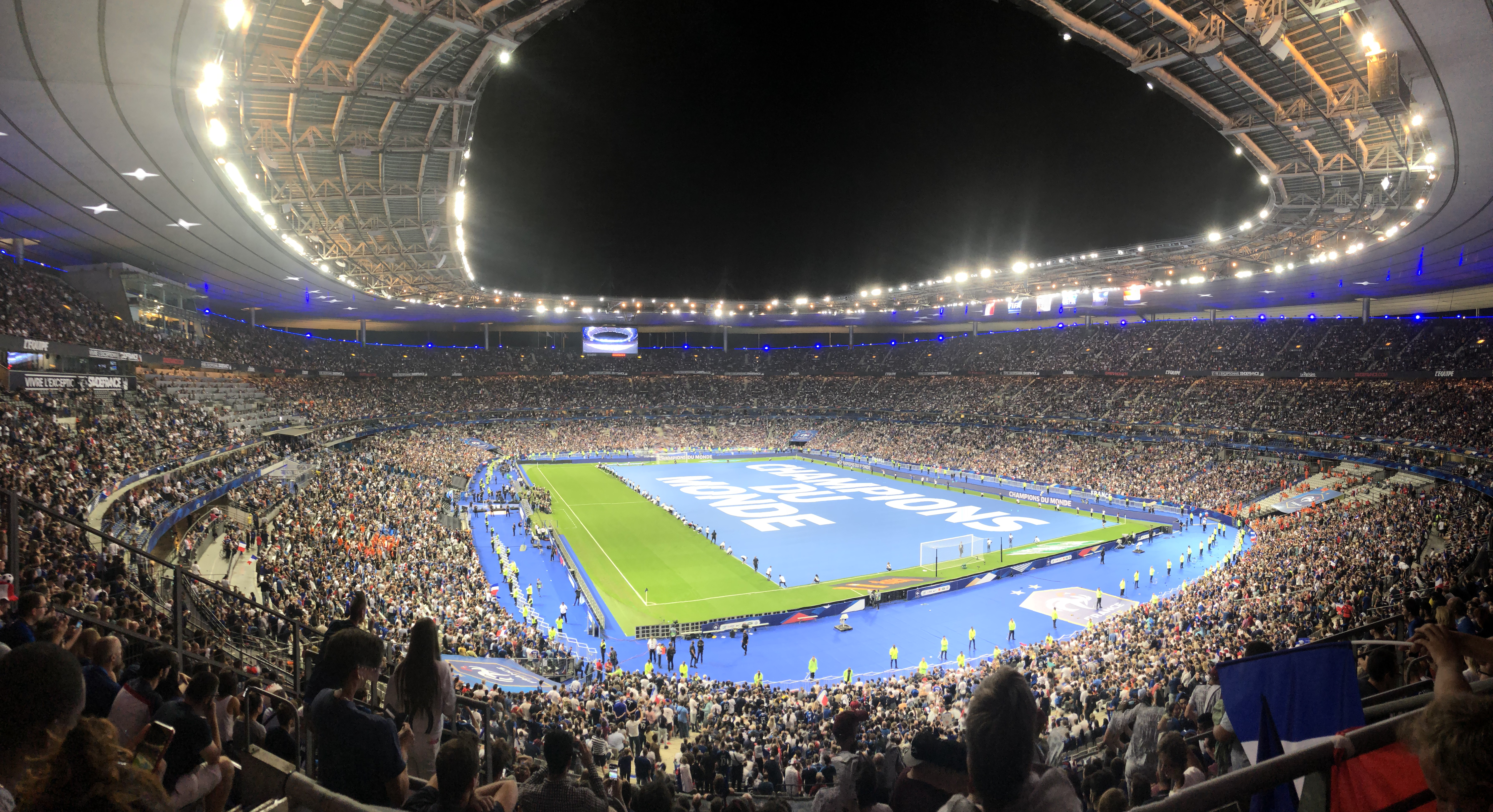
Le Stade de France, stade principal de l'équipe de France depuis 1998.

L'équipe de France joue son premier match à domicile face à la Suisse au Parc des Princes à Paris en 1905. Par la suite, elle dispute également ses rencontres dans d'autres stades de la capitale ou de sa proche banlieue. Parmi eux, le stade olympique Yves-du-Manoir de Colombes se détache et accueille régulièrement le onze français jusqu'en 1972. Le Parc des Princes, alors rénové, prend le relais et accueille presque cent-vingt matchs de la France. C'est notamment dans ce stade que les Français remportent le Championnat d'Europe de football 1984. Construit à l'occasion de la Coupe du monde de football 1998, que l'équipe de France remporte, le Stade de France est inauguré le 28 janvier 1998. Il devient le nouveau stade résident des Bleus. En dehors de la région parisienne, les tricolores ont joué environ quatre-vingt matchs répartis dans une trentaine de stades de province et d'outre-mer, dont le plus visité est le stade Vélodrome de Marseille.

## Style de jeu
À ses débuts en 1904, l'équipe de France évolue en 2-3-5 (2 défenseurs, 3 milieux de terrain et 5 attaquants). Dans les années 1930, sous l'impulsion de Kimpton, la France adopte le WM, une nouvelle tactique de jeu inventée en Angleterre. La France évolue dans les années 1980 avec un milieu à 4, qualifié de carré magique. Sous la direction d'Aimé Jacquet, la France évolue en 4-3-2-1. Son successeur, Roger Lemerre opte pour une tactique plus offensive avec un 4-2-3-1. Lors de ses débuts de sélectionneur, Raymond Domenech adopte un 3-5-2 qui est vite abandonné, faute de résultats. Il essaye alors un 4-4-2 avec deux milieux offensifs excentrés. En 2005, avec le retour de Zidane, la France repasse en 4-2-3-1. Lors de l'Euro 2008, Domenech opte pour un 4-4-2. Le sélectionneur utilise toujours un système avec deux milieux défensifs très critiqué. Lors des matchs de préparation à la Coupe du monde 2010, Raymond Domenech choisit de faire évoluer son équipe en 4-3-3, c'est-à-dire avec trois attaquants. Lors de l'Euro 2012, Laurent Blanc utilise principalement une tactique offensive en 4-3-2-1 avec Karim Benzema en pointe.
Lors de la période 2013-2014, Didier Deschamps utilise un 4-3-3, toujours avec un trio offensif Franck Ribéry-Karim Benzema-Mathieu Valbuena. Lors de la coupe du monde 2014, le sélectionneur s'appuie sur une jeune génération composée de Paul Pogba, Lucas Digne ou encore Antoine Griezmann. Cette équipe, lors de la compétition, a montré un visage très séduisant avec un pressing très efficace du milieu de terrain haut, des ailiers rapides qui permutent avec l'attaquant de pointe. Cette configuration permet à Karim Benzema d'être très en vue, et le collectif déstabilise la défense adverse. D'autant que Deschamps compte sur une arrière-garde solide notamment grâce à sa charnière Raphaël Varane-Mamadou Sakho.
En 2016, Didier Deschamps alterne entre le 4-3-3 et le 4-2-3-1. Pour le 4-3-3, le trio d'attaque est formé de Payet-Giroud-Griezmann. Le milieu est composé de Kanté-Matuidi-Pogba. La défense est composée de Evra-Koscielny-Varane/Rami-Sagna. Pour le 4-2-3-1, Giroud est placé en pointe, le milieu offensif est composé de Payet-Griezmann-Sissoko/Coman, le milieu défensif est composé du duo Matuidi-Pogba et la défense est composée de Evra-Koscielny-Umtiti-Sagna.
Pour le Mondial 2018, le système ne va pas évoluer, Deschamps privilégiant tout de même le 4-2-3-1, avec Lloris dans les cages, une défense composée de Hernandez-Umtiti-Varane-Pavard. Le duo milieu défensif est composé de Kanté et Pogba, puis une attaque avec Giroud en pointe, et pour milieu offensif le trio Matuidi-Griezmann-Mbappé. Ce système permet à l'équipe de développer des séquences d'attaques rapides tout en retrouvant ensuite un équilibre défensif, par l'intermédiaire notamment de Matuidi, placé ailier gauche, qui vient renforcer le milieu lors des replis défensifs.
En 2021, le sélectionneur innove en proposant un système en 3-4-1-2, avec 3 défenseurs centraux (Varane - Lucas Hernandez - Kimpembe), 2 "pistons" à droite et à gauche (Coman/Pavard d'un coté, et Théo Hernandez de l'autre), le milieu Pogba Kanté ne change pas. Enfin, Griezmann est positionné en meneur de jeu pour le duo Benzema-Mbappé . À la coupe du monde 2022, Deschamps adopte un 4-3-3 avec 4 défenseurs (Koundé - Upamecano - Varane/Konaté - T. Hernandez/Camavinga), un milieu défensif (Tchouaméni), deux milieux relayeurs (Griezmann - Rabiot) et trois attaquants (Dembélé/Coman - Giroud/Kolo Muani - Mbappé).

## Personnalités historiques de l'équipe de France

### Les plus sélectionnés
| Rang | Joueur            | Sélections | Première sélection          | Dernière sélection          | Durée             | V  | N  | D  | Palmarès                                   |
| ---- | ----------------- | ---------- | --------------------------- | --------------------------- | ----------------- | -- | -- | -- | ------------------------------------------ |
| 1    | Hugo Lloris       | 145        | 19 novembre 2008 (à 21 ans) | 18 décembre 2022 (à 35 ans) | 14 ans et 1 mois  | 88 | 34 | 23 | Euro 2016 - CDM 2018 - LDN 2021 — CDM 2022 |
| 2    | Lilian Thuram     | 142        | 17 août 1994 (à 22 ans)     | 13 juin 2008 (à 36 ans)     | 13 ans et 10 mois | 93 | 34 | 15 | CDM 1998 - Euro 2000 - CDC 2003 — CDM 2006 |
| 3    | Olivier Giroud    | 137        | 11 novembre 2011 (à 25 ans) | 9 juillet 2024 (à 37 ans)   | 12 ans et 8 mois  | 90 | 24 | 23 | Euro 2016 - CDM 2018 - CDM 2022            |
| -    | Antoine Griezmann | 137        | 5 mars 2014 (à 22 ans)      | 9 septembre 2024 (à 33 ans) | 10 ans et 6 mois  | 91 | 27 | 19 | Euro 2016 - CDM 2018 - LDN 2021 — CDM 2022 |
| 5    | Thierry Henry     | 123        | 11 octobre 1997 (à 20 ans)  | 22 juin 2010 (à 32 ans)     | 12 ans et 8 mois  | 74 | 33 | 16 | CDM 1998 - Euro 2000 - CDC 2003 — CDM 2006 |
| 6    | Marcel Desailly   | 116        | 22 août 1993 (à 24 ans)     | 17 juin 2004 (à 35 ans)     | 10 ans et 10 mois | 78 | 26 | 12 | CDM 1998 - Euro 2000 - CDC 2001 — CDC 2003 |
| 7    | Zinédine Zidane   | 108        | 17 août 1994 (à 22 ans)     | 9 juillet 2006 (à 34 ans)   | 11 ans et 11 mois | 74 | 26 | 8  | CDM 1998 - Euro 2000 - CDM 2006            |
| 8    | Patrick Vieira    | 107        | 26 février 1997 (à 20 ans)  | 2 juin 2009 (à 32 ans)      | 12 ans et 3 mois  | 65 | 26 | 16 | CDM 1998 - Euro 2000 - CDC 2001 — CDM 2006 |
| 9    | Didier Deschamps  | 103        | 29 avril 1989 (à 20 ans)    | 2 septembre 2000 (à 31 ans) | 11 ans et 5 mois  | 69 | 22 | 12 | CDM 1998 - Euro 2000                       |
| 10   | Laurent Blanc     | 97         | 7 février 1989 (à 23 ans)   | 2 septembre 2000 (à 34 ans) | 11 ans et 6 mois  | 62 | 25 | 10 | CDM 1998 - Euro 2000                       |
| 10   | Bixente Lizarazu  | 97         | 14 novembre 1992 (à 22 ans) | 25 juin 2004 (à 34 ans)     | 11 ans et 7 mois  | 65 | 23 | 9  | CDM 1998 - Euro 2000 - CDC 2001 — CDC 2003 |
| 10   | Karim Benzema     | 97         | 28 mars 2007 (à 19 ans)     | 13 juin 2022 (à 34 ans)     | 15 ans et 3 mois  | 53 | 26 | 18 | LDN 2021 - CDM 2022                        |

### Les plus décisifs
| Rang | Joueur            | Période   | Buts |
| ---- | ----------------- | --------- | ---- |
| 1    | Olivier Giroud    | 2011-2024 | 57   |
| 2    | Thierry Henry     | 1997-2010 | 51   |
| 3    | Kylian Mbappé     | 2017-     | 50   |
| 4    | Antoine Griezmann | 2014-2024 | 44   |
| 5    | Michel Platini    | 1976-1987 | 41   |
| 6    | Karim Benzema     | 2007-2022 | 37   |
| 7    | David Trezeguet   | 1998-2008 | 34   |
| 8    | Zinédine Zidane   | 1994-2006 | 31   |
| 9    | Just Fontaine     | 1953-1960 | 30   |
| 9    | Jean-Pierre Papin | 1986-1995 | 30   |

| Rang | Joueur            | Période   | Passes |
| ---- | ----------------- | --------- | ------ |
| 1    | Kylian Mbappé     | 2017-     | 32     |
| 2    | Antoine Griezmann | 2014-2024 | 30     |
| 3    | Thierry Henry     | 1997-2010 | 27     |
| 4    | Zinédine Zidane   | 1994-2006 | 26     |
| 5    | Franck Ribéry     | 2006-2014 | 21     |
| 5    | Sylvain Wiltord   | 1999-2006 | 21     |
| 7    | Raymond Kopa      | 1952-1962 | 20     |
| 7    | Michel Platini    | 1976-1987 | 20     |
| 9    | Youri Djorkaeff   | 1993-2002 | 19     |
| 10   | Karim Benzema     | 2007-2022 | 17     |

### Équipes emblématiques

#### Les premiers joueurs

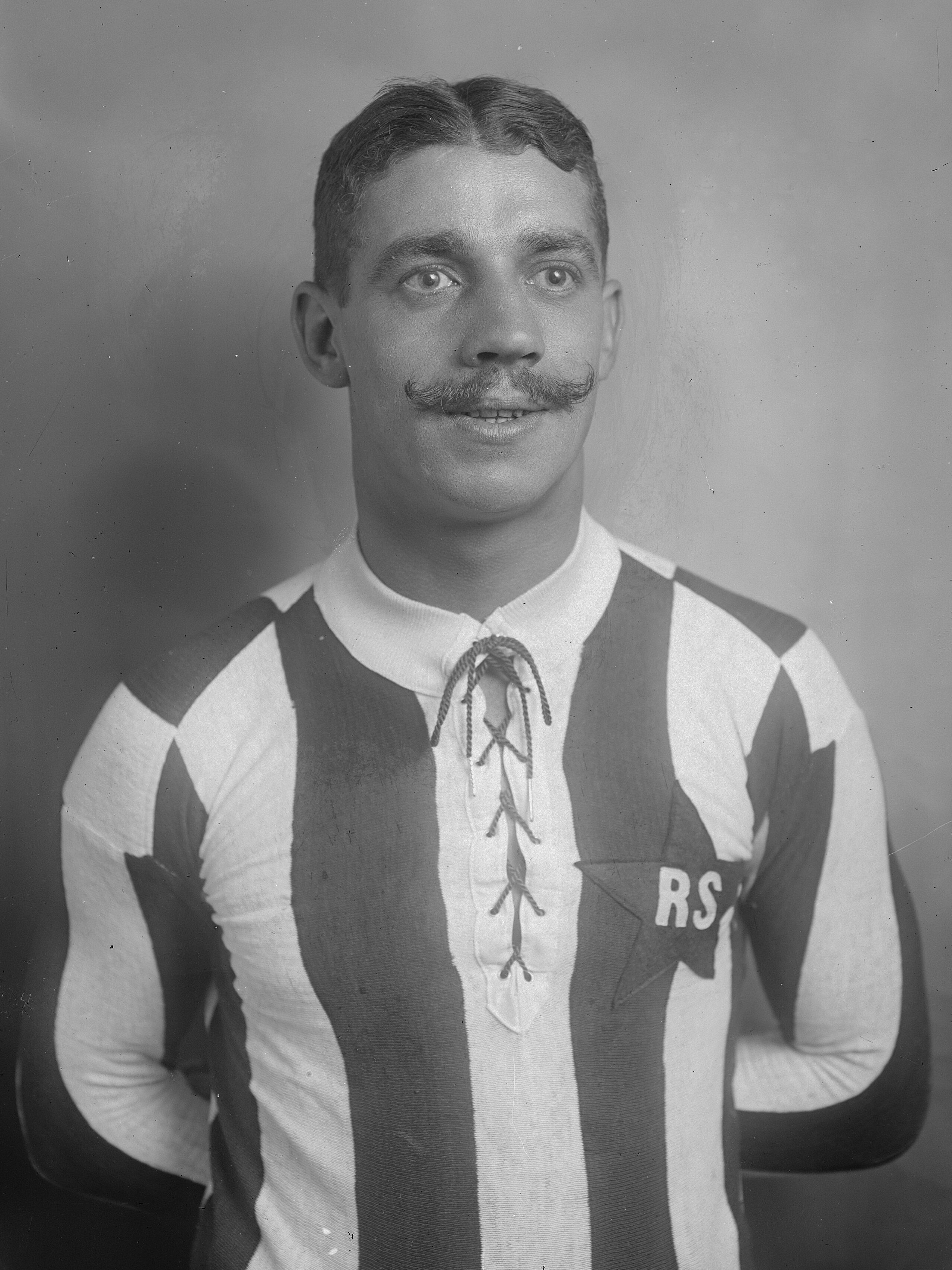
L'attaquant Eugène Maës est sélectionné à onze reprises entre 1911 et 1913. Il marque quinze buts.

Les premiers joueurs de l'équipe de France sont essentiellement des licenciés des clubs parisiens et du nord de la France. La plupart ne prennent part qu'à quelques rencontres, parfois une seule. Ainsi, lorsque la France s'incline 17-1 contre le Danemark en 1908 aux Jeux olympiques, six des onze joueurs connaissent leur unique sélection. Néanmoins, quelques joueurs arrivent à s'imposer et à être régulièrement appelé dans l'équipe. Louis Mesnier (1904-1913), premier buteur de l'équipe de France contre la Belgique en 1904, est aussi le premier à rester durablement dans l'effectif. Il est imité peu après par Gabriel Hanot (1908-1919) et Jean Rigal (1909-1912), qui entreront ensuite au comité de sélection de l'équipe,. Eugène Maës (1911-1913) et Gaston Barreau (1911-1914) parviennent aussi à dépasser les dix matchs,. Barreau prendra aussi part à la fin de sa carrière au comité de sélection, prenant en charge l'équipe pendant près de deux cents matchs, jusqu'à sa mort. Pendant cette période, un seul joueur parvient à atteindre les vingt sélections, le milieu Jean Ducret (1910-1914).

#### L'entre-deux-guerres
Au cours de la Coupe du Monde 1930, la première de l'histoire, qui se déroule en Uruguay, l'équipe de France est emmenée par son capitaine Alexandre Villaplane, qui sera à la Libération fusillé pour faits de collaboration.

#### Avant 1950
En attaque, Jean Nicolas est le buteur de l'équipe. Il fait toujours partie des meilleurs buteurs de l'équipe de France avec 21 buts marqués en 25 matchs. Il partage la place à la pointe de l'attaque avec Roger Courtois.
Gardien de l'équipe de France de 1939 à 1951, Julien Darui est considéré comme l'un des plus grands joueurs français à ce poste. Il est l'un des premiers à commander sa défense et réalise des dégagements offensifs en demi-volée. Il est remplacé par René Vignal puis par François Remetter, qui participe à la coupe du monde 1958 avec Claude Abbes.

#### Génération de la Coupe du monde 1958

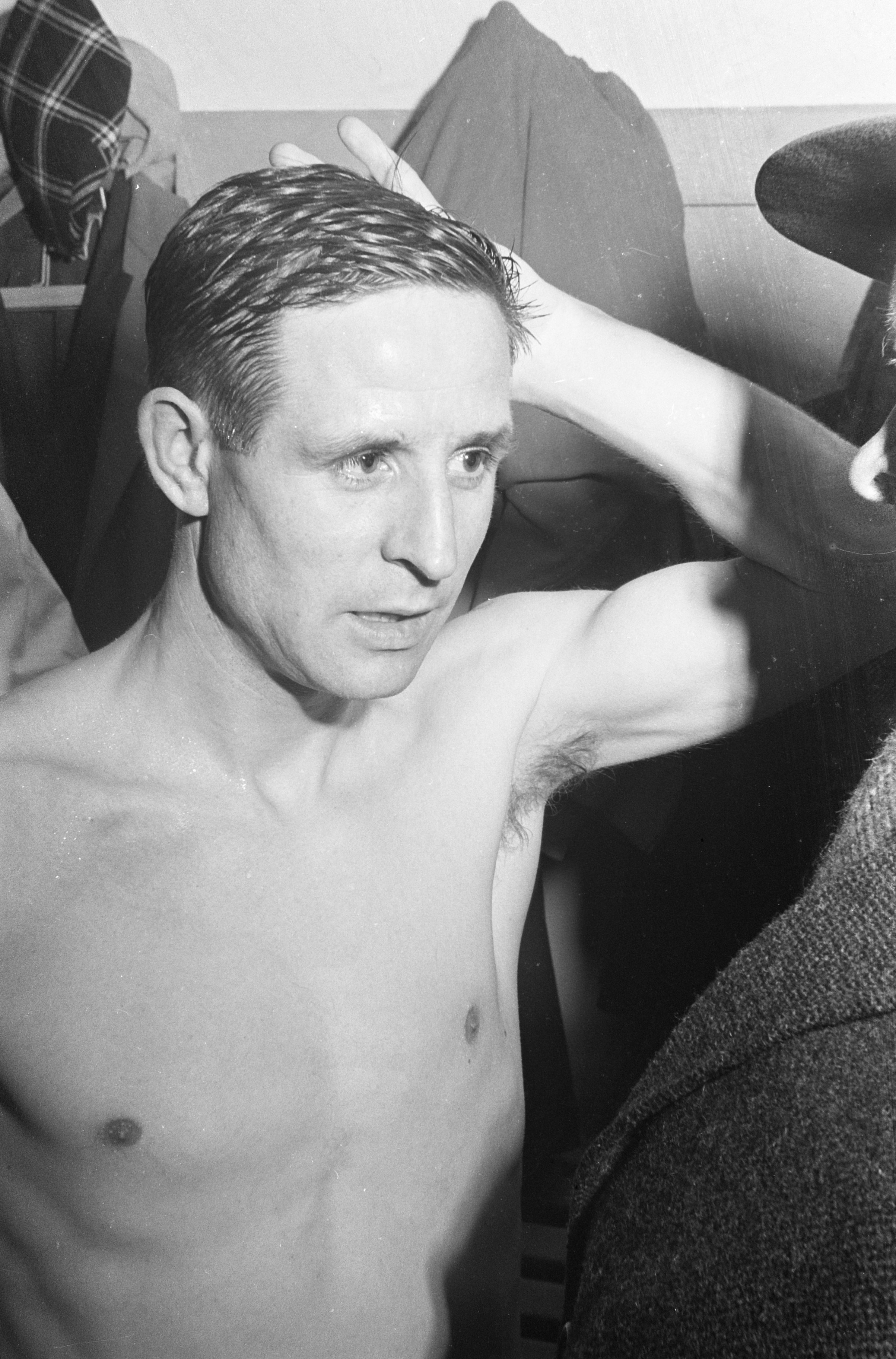
Raymond Kopa en 1963.

En 1958, l'équipe de France atteint pour la première fois le stade des demi-finales d'une coupe du monde et termine finalement à la troisième place. L'équipe du capitaine Jonquet peut notamment compter sur une attaque de très grand talent constituée de Kopa, Fontaine, Piantoni, Vincent et Wisnieski.
Raymond Kopa, le meneur de jeu du Real Madrid, le plus grand club européen du moment, réalise une grande compétition avec les Bleus. Meilleur joueur de la coupe du monde, Kopa reçoit le ballon d'or cette même année. En 1962, Kopa quitte l'équipe de France après 45 sélections et 18 buts, à la suite d'une dispute avec le sélectionneur Georges Verriest.
Le buteur Just Fontaine marque de son empreinte la Coupe du monde. Titulaire à la suite de la blessure de René Bliard, Fontaine réussit dès le premier match un triplé contre le Paraguay, puis marque au moins un but à chaque rencontre jusqu'à en inscrire quatre contre l'Allemagne. Il termine meilleur buteur de la compétition avec treize buts, ce qui constitue le record en la matière. En janvier 1961, il se blesse gravement et doit arrêter sa carrière, après 30 buts en 21 sélections.
L'attaquant gaucher du Stade de Reims Roger Piantoni est également un homme fort de cette équipe. Auteur d'un but dès sa première sélection en 1952 à Dublin, il marque cinq des neuf buts français de l'année 1956. À la suite d'une agression en 1959 qui lui brise le genou, il lutte pour retrouver son niveau. Il marque son dernier but pour les Bleus lors de sa dernière sélection contre la Finlande en 1961.
Lui aussi joueur du Stade de Reims, Jean Vincent occupe le côté gauche de l'attaque. Connu pour sa rapidité, il est l'auteur de 22 buts en 46 matchs avec les Bleus.
Capitaine lors de la Coupe du monde 1958, Robert Jonquet participe à 58 rencontres de l'équipe de France au poste de défenseur central. Le joueur du Stade de Reims, connu pour son autorité, se blesse lors de la demi-finale de la compétition mais reste sur le terrain. Vice-recordman des sélections à cette époque, le défenseur tire sa révérence après l'échec du championnat d'Europe 1960.
Arrière gauche aux côtés de Jonquet dans les années 1950, Roger Marche est capitaine de l'équipe à 41 reprises. Avec 63 sélections, il détient le record en la matière pendant vingt-sept ans, avant que Marius Trésor s'en empare. Il marque son seul but en équipe de France lors de sa dernière sélection en 1959 contre l'Espagne.

#### Génération des années 1980 et le «carré magique»
Dans les années 1980, l'équipe de France s'appuie sur une génération dorée incarnée par les défenseurs Marius Trésor et Maxime Bossis, l'attaquant Dominique Rocheteau et les quatre milieux de terrain Jean Tigana, Alain Giresse, Michel Platini et Bernard Genghini (remplacé par la suite par Luis Fernandez) qui forment le « carré magique » de l'équipe de France.
Michel Platini est le plus connu des joueurs de cette génération. Spécialiste des coups francs, il est régulièrement décisif. Il en marque sur coup de pied arrêté dès sa première sélection contre la Tchécoslovaquie, et un nouveau pour offrir la qualification pour la Coupe du monde 1978. Il est à cinquante reprises capitaine de l'équipe de France qu'il emmène vers les sommets. Meilleur buteur de l'équipe de France jusqu'en 2007 avec ses 41 buts en équipe de France, il forme avec Giresse un duo historique. Au championnat d'Europe 1984, à domicile, il est au sommet de sa carrière et inscrit neuf buts dans la compétition. L'équipe de France remporte son premier trophée. Le triple ballon d'Or inscrit son dernier but avec les Bleus à la Coupe du monde 1986 lors du quart de finale contre le Brésil.
Alain Giresse est un joueur atypique. Petit de taille, il excelle grâce à sa technique, sa vivacité et sa vision du jeu. Deuxième meneur de jeu après Michel Platini, il est reconnu deuxième meilleur joueur de la Coupe du monde 1982 après Paolo Rossi. Il met fin à sa carrière après la Coupe du monde 1986 après avoir marqué 6 fois en 47 apparitions sous le maillot bleu.
Jean Tigana commence sa carrière avec les Bleus en 1980 à l'âge de 25 ans. Joueur frêle, il récupère un grand nombre de ballons. Il joue cinq matchs à la Coupe du monde 1982 dont quatre en tant que titulaire et reste titulaire pour l'Euro 1984. Il y offre à Platini le but décisif de la qualification pour la finale en prolongation à la suite d'une accélération sur le côté droit. Il participe également à la Coupe du monde 1986 lors de laquelle il inscrit son seul but international. Il revient en 1988 après la nomination de Platini comme sélectionneur de l'équipe mais se retire après sa 52e sélection à l'occasion d'un match perdu contre la Yougoslavie (3-2).
Le dernier joueur du « carré magique » est Luis Fernandez. Il est appelé après la Coupe du monde 1982 alors qu'il joue pour le Paris Saint-Germain. Il participe lui aussi à la victoire à l'Euro 1984. À la Coupe du monde 1986, il marque le but égalisateur contre l'URSS (1-1) puis rentre dans l'histoire en inscrivant le penalty décisif lors du quart de finale contre le Brésil (1-1) (4 T.A.B.3).

#### Vainqueurs de la Coupe du monde 1998
Didier Deschamps commence sa carrière internationale en 1989 alors qu'il est capitaine du Football Club de Nantes. Il participe aux échecs en phase finale de l'Euro 1992 et lors des qualifications à la Coupe du monde 1994. Jacquet en fait un joueur clef du milieu de terrain et le nomme capitaine de l'équipe. Il bat en 1999 le record de sélections qu'il porte à 103 en 2000. Il prend sa retraite après le succès aux championnats d'Europe 2000. Cinquante cinq fois capitaine, Deschamps lève le trophée de la Coupe du monde et celui de l'Euro.

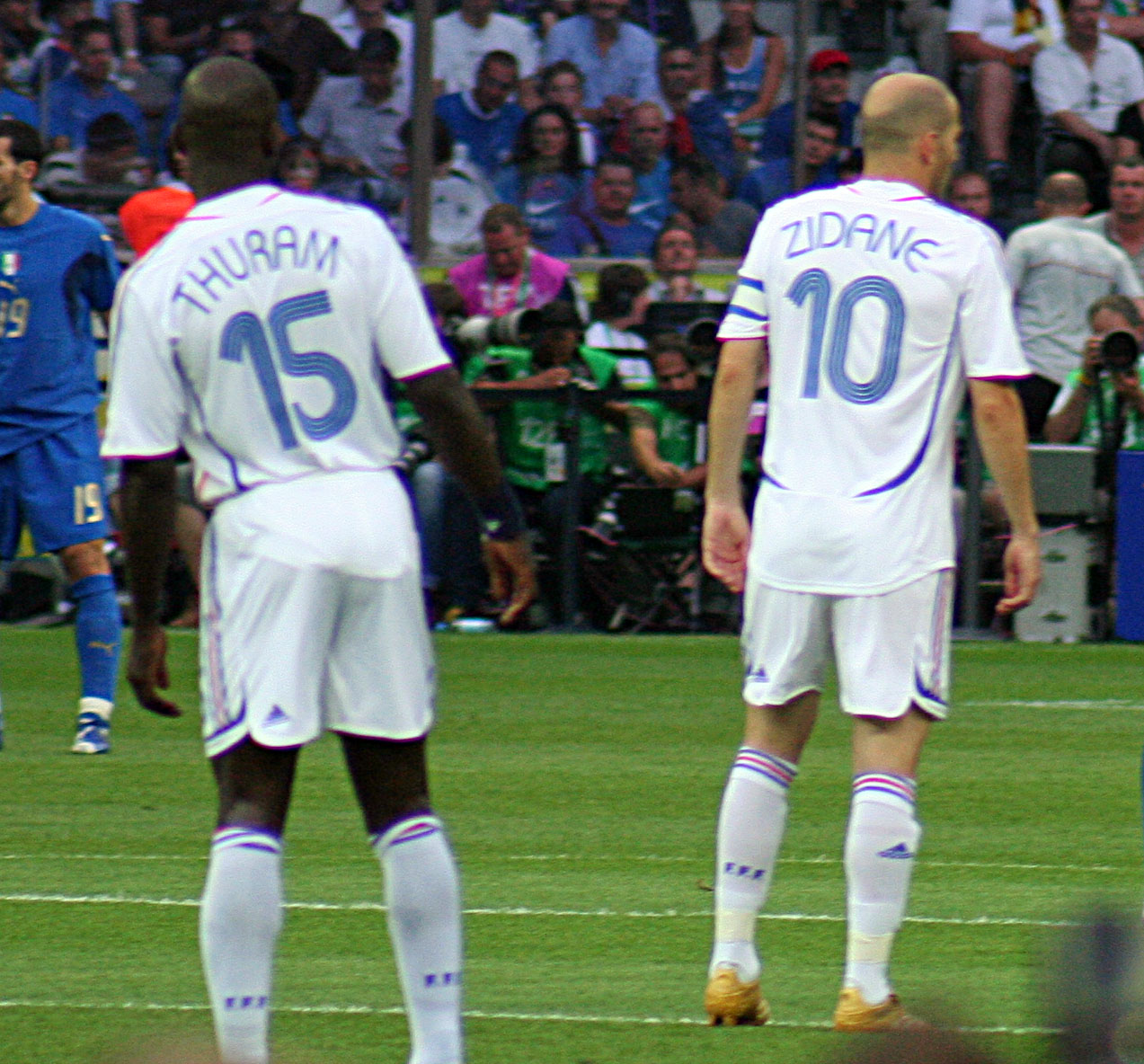
Lilian Thuram avec Zinédine Zidane ici en 2006.

Laurent Blanc commence sa carrière internationale dès le début des années 1990. Il joue le match contre la Bulgarie en 1993. Rappelé par Aimé Jacquet, il est le pilier de la défense centrale. Trentenaire, il est auteur du but décisif en huitièmes de finale de la Coupe du monde 1998 contre le Paraguay,. Il est expulsé en demi-finale. Il quitte l'équipe de France après un nouveau succès à l'Euro 2000 comme Didier Deschamps.
Zinédine Zidane réalise ses débuts avec l'équipe de France en 1994. Il entre à la 63e minute et permet aux Bleus d'obtenir un match nul contre la République tchèque 2-2 en inscrivant un doublé,. Il s'installe comme titulaire l'année suivante. Aimé Jacquet lui fait dès lors confiance. La France se hisse jusqu'en demi-finale de l'Euro 1996. Meneur de jeu de l'équipe de France lors de la finale de la victoire en Coupe du monde 1998, il inscrit deux buts pendant le match de la tête sur corner. Il remporte également le championnat d'Europe 2000. Lors de la Coupe du monde 2006, Zidane marque une nouvelle fois la compétition. Décisif à plusieurs reprises dans la compétition, il ouvre la marque d'une panenka lors de la finale puis est expulsé pour un coup de tête sur Marco Materazzi. À la suite de cette finale, il prend sa retraite internationale.
Grâce à ses 142 sélections avec les Bleus, Lilian Thuram détient le record du plus grand nombre de matchs en équipe de France du 23 juin 2006 jusqu'au Mondial 2022, lorsque Hugo Lloris le dépasse. Pourtant défenseur central de formation, Thuram évolue sur le côté droit de la défense en équipe de France. Il commence avec les Bleus en même temps que Zidane et est de toutes les compétitions internationales. Thuram est le héros français de la demi-finale de la Coupe du monde 1998 en marquant deux buts,. Puissant et solide défenseur, il s'investit dans le collectif jusqu'en 2008.
Aligné lors de la finale de la Coupe du monde avec Frank Lebœuf, remplaçant de Blanc, Marcel Desailly est un joueur cadre de l'équipe victorieuse. Gardien de but de l'équipe de France, Fabien Barthez fait ses débuts avec les Bleus en 1994, une année après sa victoire en Ligue des champions avec l'Olympique de Marseille. Remplaçant de Bernard Lama alors titulaire indiscutable, il gagne sa place dans les buts de l'équipe juste avant la Coupe du monde 1998. Décisif lors du quart de finale de la compétition contre l'Italie, il reste un symbole du succès avec le baiser de Laurent Blanc sur son crâne et sa sortie sur Ronaldo.
Christophe Dugarry, auteur du premier but français de la Coupe du monde, ou Emmanuel Petit auteur du dernier de la compétition et du 1000e des Bleus, font partie de l'aventure. Bixente Lizarazu arrière gauche de l'équipe de France, participe à la quasi-totalité des matchs de la compétition. Youri Djorkaeff est un cadre de l'équipe. Le duo de jeunes attaquants monégasques composé Thierry Henry et David Trezeguet commence à faire parler de lui.
Les gardiens remplaçants sont Lionel Charbonnier et Bernard Lama. Les défenseurs Vincent Candela et Alain Boghossian, les milieux Christian Karembeu, Robert Pirès, Patrick Vieira, Bernard Diomède et l'auxerrois Stéphane Guivarc'h font également partie du groupe victorieux.

#### Vainqueurs de la Coupe du monde 2018

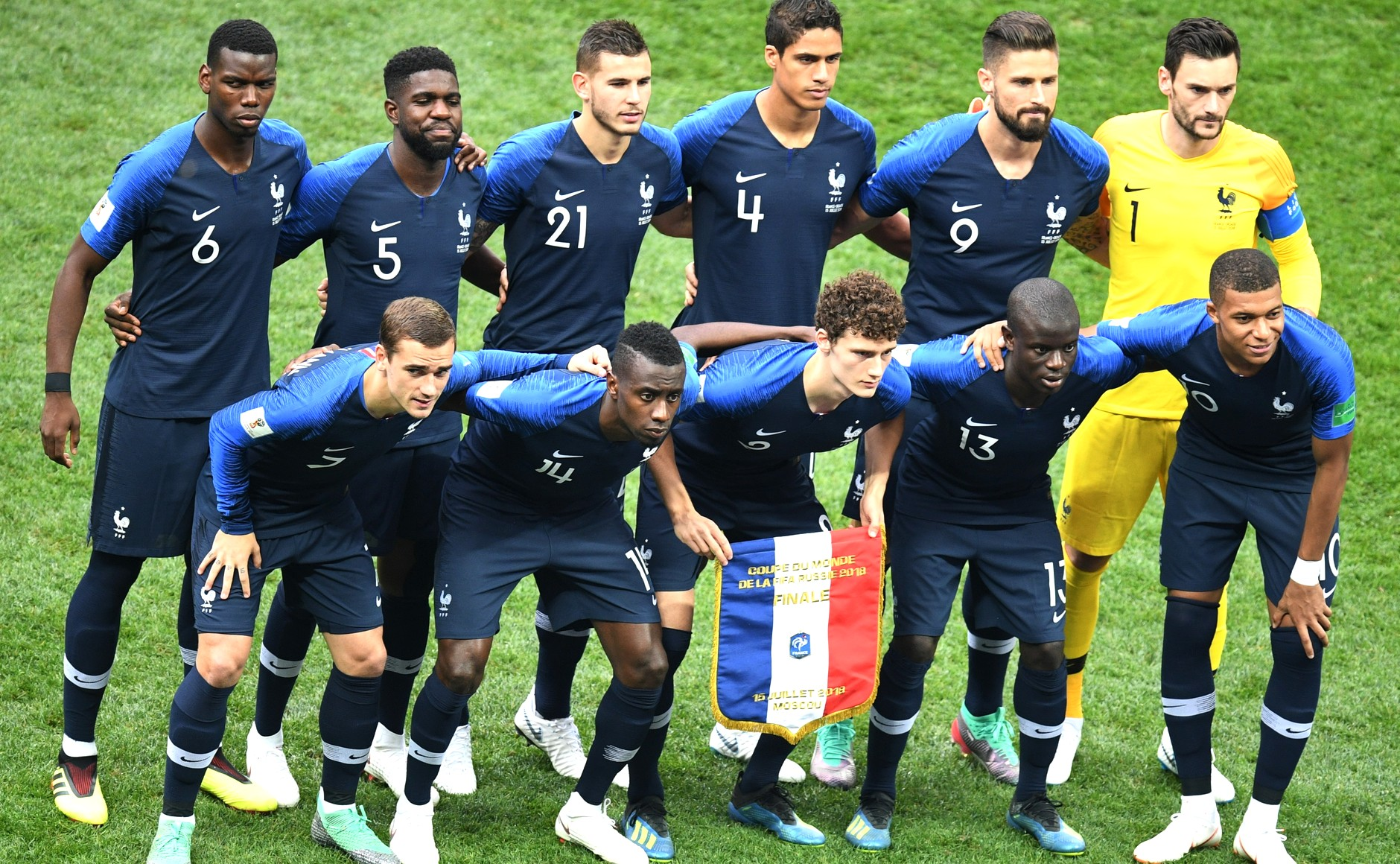
L'équipe titulaire de la finale de la Coupe du monde 2018.

Vingt ans après le sacre de la génération 1998, l'équipe de France remporte sa seconde Coupe du monde. Les Bleus présentent la particularité de posséder une équipe très jeune. Il s'agit du deuxième effectif le plus jeune de la compétition (25,6 ans de moyenne) derrière le Nigeria (25,5 ans). En remportant la coupe, la France devient la seconde équipe la plus jeune à devenir championne du monde après le Brésil de 1970. Autre caractéristique de cette équipe, le onze de départ est composé de joueurs qui n'ont pas ou peu connu le championnat de France.
Antoine Griezmann est le leader offensif de cette équipe. Ses premiers pas dans le football furent compliqués, il a été recalé par de nombreux centres de formation français et il a dû partir à l'étranger, en Espagne, pour poursuivre sa carrière. Il rejoint l'équipe de France en 2014, il participe à la Coupe du monde 2014 puis à l'Euro 2016 dans lequel il finit meilleur buteur (6 buts) et meilleur joueur de la compétition. En 2018, il s'illustre en étant décisif à chaque match à partir des huitièmes de finale jusqu'en finale où il permet à la France d'ouvrir le score à la suite d'un coup franc contré par un Croate puis en inscrivant un pénalty. Il est accompagné en attaque par Olivier Giroud, souvent critiqué par le public et perçu comme le mal-aimé du football français, il est le quatrième meilleur buteur de l'histoire des Bleus au début de la compétition, mais il ne parvient pas à marquer un but durant la Coupe du monde.
Paul Pogba et N'Golo Kanté sont les joueurs-clés du milieu de terrain des Bleus. Pogba quitte la France à 16 ans pour rejoindre Manchester United mais c'est en Italie, à la Juventus Turin, qu'il se révèle au monde entier en y remportant quatre titres de champion d'Italie. Avec la sélection, il participe à la Coupe du monde 2014 où il est élu meilleur espoir du tournoi puis à l'Euro 2016. Lors de la Coupe du monde 2018, il inscrit le troisième but de la finale. Il est aussi celui qui prend la parole dans les vestiaires pour motiver et fédérer ses camarades, particulièrement lors du parcours de l'équipe de France dans la phase à élimination directe du Mondial. N'Golo Kanté a pour sa part remporté deux fois consécutivement le championnat d'Angleterre avec Leicester en 2016, puis avec Chelsea en 2017, année où il a été élu meilleur joueur de la Premier league. Durant cette Coupe du monde, il établit des records de 52 ballons récupérés dans les pieds des joueurs adverses et de 20 interceptions. Le milieu de terrain français est complété par l'expérimenté Blaise Matuidi qui évolue à la Juventus Turin après avoir été un joueur du Paris Saint-Germain.
Raphaël Varane est le patron de la défense française. Après une seule saison de Ligue 1, au RC Lens, il quitte la France à 18 ans pour rejoindre le Real Madrid. En Espagne, il remporte quatre Ligue des champions dont trois consécutivement entre 2016 et 2018. Convoqué avec les Bleus pour la Coupe du monde 2014, il rate l'Euro 2016 à la suite d'une blessure. Vice-capitaine de la sélection en 2018, il possède l'un des plus beaux palmarès du football français en remportant la Coupe du monde à 25 ans. Seul joueur des Bleus à avoir disputé l'intégralité des sept rencontres du premier tour à la finale, il forme la charnière centrale aux côtés de Samuel Umtiti, auteur du but victorieux face à la Belgique en demi-finale.
Hugo Lloris est le gardien de but et le capitaine des champions du monde 2018. Il est formé à l'OGC Nice puis révélé à l'Olympique lyonnais, il rejoint l'Angleterre en 2012. Il connait ses premières sélections en 2008 et devient capitaine de l'équipe de France en 2010 à la suite du fiasco de la Coupe du monde 2010. Perçu comme un capitaine discret et parfois critiqué avant la Coupe du monde 2018, il répond présent durant la compétition en étant plusieurs fois décisifs lors des matchs et notamment en quart de finale face à l'Uruguay. Il détient le record de sélection pour un gardien de but français et il détient également le record de capitanat en équipe de France.
Kylian Mbappé est le phénomène français durant la compétition. Âgé seulement de 19 ans, il n'a que deux saisons complètes en tant que professionnel. Il devient le plus jeune buteur français à marquer dans un tournoi majeur détrônant David Trezeguet. Il devient le plus jeune joueur à inscrire deux buts dans un match à élimination directe de Coupe du monde depuis Pelé. Lors de la finale, il inscrit le quatrième but français et devient le deuxième plus jeune buteur de l'histoire en finale de Coupe du monde après Pelé. Il est désigné meilleur jeune joueur du tournoi par la FIFA.
Les latéraux Benjamin Pavard et Lucas Hernandez sont les révélations de la Coupe du monde. Remplaçants au départ dans l'esprit de Didier Deschamps, ils profitent des blessures et méformes des titulaires habituels Djibril Sidibé et Benjamin Mendy pour s'imposer dans le onze de départ et ils réalisent des prestations remarquées. Les deux hommes sont âgés de 22 ans et n'avaient aucune expérience internationale avant la compétition. Pavard a quitté la France à 20 ans pour rejoindre l'Allemagne alors que Hernandez est un pur produit de la formation espagnole.
Les gardiens remplaçants sont Steve Mandanda et Alphonse Areola. Les défenseurs Presnel Kimpembe et Adil Rami, les milieux Corentin Tolisso, Steven Nzonzi, Thomas Lemar, et les attaquants Florian Thauvin, Ousmane Dembélé et Nabil Fekir font également partie du groupe victorieux.

### Sélectionneurs

#### Comité de sélection, manager et tacticien (1904-1964)

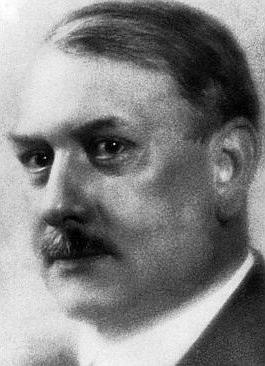
Robert Guérin, premier manager national de l'équipe de France.

De 1904 à 1908, le comité de sélection de l’USFSA convoque les joueurs, Robert Guérin étant le premier manager de l'équipe de France de 1904 à 1906. Il est remplacé par un duo composé d'André Espir et André Billy qui restent en poste deux années également. De 1908 à 1914, c'est le comité de sélection du CFI qui convoque les joueurs, et Henri Chailloux devient manager.
En 1919, avec la formation de la FFFA, le principe du comité de sélection est reconduit. Ce dernier se compose d’Achille Duchenne, Gabriel Jardin, Eugène Plagnes et Maurice Wuillaume à partir du 13 novembre 1919 avec Gaston Barreau comme manager technique en match. Jean Rigal rejoint le comité de sélection en 1926. En 1930, Gaston Barreau, Jean Rigal, Maurice Delanghe et Raoul Caudron forment le comité de sélection, Gaston Barreau étant toujours chargé de la gestion de l’équipe en match. Il est secondé par un entraîneur, le plus souvent anglais, mais qui doit se contenter d’un rôle secondaire, tel que George Kimpton en poste en mai 1934 pendant le mondial italien. Gaston Barreau reste le manager de l’équipe de France de 1919 à 1955, et est même présent dans le staff des Bleus jusqu’à son décès, en 1958.
Barreau est nommé sélectionneur unique le 24 février 1936, c’est la fin de l’époque du comité de sélection. Il reste en poste jusqu'en novembre 1945, il est alors suppléé par Gabriel Hanot alors que Helenio Herrera est préparateur physique. Le 22 août 1949, un trio composé de Gaston Barreau, Paul Nicolas et Jean Rigal prend la tête des Bleus jusqu'en 4 juin 1950. En septembre 1950, Gaston Barreau redevient sélectionneur unique et Paul Baron est nommé tacticien de l'équipe, remplacé par Pierre Pibarot de 1951 au 11 novembre 1954. Albert Batteux prend les commandes de l'équipe de France le 17 mars 1955 et y reste jusqu'au 5 mai 1962, participant à la Coupe du monde 1958, où les Bleus terminent à la troisième place. Les joueurs sont alors toujours sélectionnées par un comité de sélection dans lequel entrent Georges Verriest et Jean Gautheroux au début des années 1960 en remplacement de Paul Nicolas et Gaston Barreau.
| #  | Manager national                           | Pays | Période     | Durée   | Palmarès |
| -- | ------------------------------------------ | ---- | ----------- | ------- | -------- |
| 1  | Robert Guérin                              |      | 1904 - 1906 | 2 ans   |          |
| 2  | André Billy et André Espir                 |      | 1906 - 1908 | 2 ans   |          |
| 3  | Henri Chailloux                            |      | 1908 - 1914 | 6 ans   |          |
| 4  | Gaston Barreau                             |      | 1919 - 1945 | 26 ans  |          |
| 6  | Gabriel Hanot                              |      | 1945 - 1949 | 4 ans   |          |
| 7  | Gaston Barreau, Paul Nicolas et Jean Rigal |      | 1949 - 1950 | 10 mois |          |
| 8  | Gaston Barreau                             |      | 1950 - 1955 | 5 ans   |          |
| 9  | Albert Batteux                             |      | 1955 - 1962 | 7 ans   | CDM 1958 |
| 10 | Henri Guérin                               |      | 1962 - 1964 | 2 ans   |          |

#### Sélectionneur unique (depuis 1964)
En 1964, alors que des comités de sélection étaient jusqu'ici en place au sein de la FFF pour gérer l'équipe de France, apparaît le poste unique de "sélectionneur-entraîneur". Henri Guérin qui occupait déjà le poste d'entraîneur (manager) de l'équipe de France depuis 1962, est nommé sélectionneur-entraîneur.
Le tableau suivant représente la liste des sélectionneurs de l'équipe de France depuis 1964.
| #  | Entraîneur                                                   | Pays | Période                      | Durée                      | M   | V   | N  | D  | % V    | Palmarès                                                |
| -- | ------------------------------------------------------------ | ---- | ---------------------------- | -------------------------- | --- | --- | -- | -- | ------ | ------------------------------------------------------- |
| 1  | Henri Guérin                                                 |      | 4 oct. 1964 - 20 juill. 1966 | 1 an, 9 mois et 16 jours   | 15  | 5   | 4  | 6  | 33,3 % | —                                                       |
| 2  | José Arribas et Jean Snella                                  |      | 28 sept. 1966 - 26 nov. 1966 | 1 mois et 29 jours         | 4   | 2   | 0  | 2  | 50 %   | —                                                       |
| 3  | Just Fontaine (adj. : Henri Biancheri)                       |      | 22 mars 1967 - 3 juin 1967   | 2 mois et 12 jours         | 2   | 0   | 0  | 2  | 0 %    | —                                                       |
| 4  | Louis Dugauguez                                              |      | 17 sept. 1967 - 2 mars 1969  | 1 an, 5 mois et 13 jours   | 9   | 2   | 3  | 4  | 22,2 % | —                                                       |
| 5  | Georges Boulogne (adj. : Michel Hidalgo)                     |      | 5 mars 1969 - 26 mai 1973    | 4 ans, 2 mois et 21 jours  | 31  | 15  | 5  | 11 | 48,4 % | —                                                       |
| 6  | Ștefan Kovács (adj. : Michel Hidalgo)                        |      | 8 sept. 1973 - 15 nov. 1975  | 2 ans, 2 mois et 7 jours   | 15  | 6   | 4  | 5  | 40 %   | —                                                       |
| 7  | Michel Hidalgo (adj. : Marc Bourrier)                        |      | 27 mars 1976 - 27 juin 1984  | 8 ans et 3 mois            | 75  | 41  | 16 | 18 | 54,7 % | Euro 1984                                               |
| 8  | Henri Michel (adj. : Gérard Banide puis Jean-François Jodar) |      | 13 oct. 1984 - 22 oct. 1988  | 4 ans et 9 jours           | 36  | 16  | 12 | 8  | 44,4 % | CIN 1985 CDM 1986                                       |
| 9  | Michel Platini (entr. : Gérard Houllier)                     |      | 1er nov. 1988 - 2 juil. 1992 | 3 ans, 8 mois et 1 jour    | 29  | 16  | 8  | 5  | 55,2 % | —                                                       |
| 10 | Gérard Houllier (adj. : Aimé Jacquet)                        |      | 26 août 1992 - 17 nov. 1993  | 1 an, 2 mois et 22 jours   | 12  | 7   | 1  | 4  | 58,3 % | —                                                       |
| 11 | Aimé Jacquet (adj. : Roger Lemerre)                          |      | 17 déc. 1993 - 12 juil. 1998 | 4 ans, 6 mois et 25 jours  | 53  | 34  | 16 | 3  | 64,2 % | CDM 1998                                                |
| 12 | Roger Lemerre (adj. : Guy Stéphan et René Girard)            |      | 27 juil. 1998 - 5 juil. 2002 | 3 ans, 11 mois et 8 jours  | 53  | 34  | 11 | 8  | 64,2 % | Euro 2000 CDC 2001                                      |
| 13 | Jacques Santini (adj. : Pierre Mankowski)                    |      | 19 juil. 2002 - 30 juin 2004 | 1 an, 11 mois et 11 jours  | 28  | 22  | 4  | 2  | 78,6 % | CDC 2003                                                |
| 14 | Raymond Domenech (adj. : Pierre Mankowski)                   |      | 12 juil. 2004 - 22 juin 2010 | 5 ans, 11 mois et 10 jours | 79  | 41  | 24 | 14 | 51,9 % | CDM 2006                                                |
| 15 | Laurent Blanc (adj. : Jean-Louis Gasset)                     |      | 2 juil. 2010 - 30 juin 2012  | 1 an, 11 mois et 28 jours  | 27  | 16  | 7  | 4  | 59,3 % | —                                                       |
| 16 | Didier Deschamps (adj. : Guy Stéphan)                        |      | 8 juil. 2012 -               | 13 ans, 1 mois et 9 jours  | 169 | 107 | 34 | 28 | 63,3 % | Euro 2016 CDM 2018 LDN 2021 CDM 2022 Euro 2024 LDN 2025 |

#### Onze ans d'instabilité
Entraîneur aux côtés de Georges Verriest, Henri Guérin devient sélectionneur unique des Bleus en 1964. Il se qualifie avec l'équipe pour la Coupe du monde 1966. Lucien Jasseron et Robert Domergue sont nommés adjoints de Guérin, créant des divergences dans l'encadrement de l'équipe. Henri Guérin est remplacé par le Nantais José Arribas et le Stéphanois Jean Snella nommés le 28 septembre 1966, qui ne restent en poste que deux mois.
Il faut à nouveau trouver un sélectionneur. Jean Doumeng propose alors l'ancien buteur de l'équipe de France Just Fontaine. Officiellement sélectionneur dès le 22 mars 1967, Fontaine révolutionne l'organisation de la sélection en choisissant ses joueurs lui-même en fonction de sa tactique. La fédération choisit de le remercier en juin 1967 et Louis Dugauguez est nommé sélectionneur de l'équipe de France le 17 septembre 1967. Malgré une première victoire retentissante sur la Pologne pour son premier match, il est rapidement critiqué par les défenseurs de Fontaine. Après l'échec lors des éliminatoires de la Coupe du monde 1970 au Mexique, il décide de laisser vacant le poste de sélectionneur, le 2 mars 1969.
Lorsqu'il entre en poste en remplacement de Dugauguez au printemps 1969, Georges Boulogne ne peut plus voir son équipe se qualifier pour la Coupe du monde et décide de mener une politique de jeunes. Il apporte également un nouvel esprit au sein de l'équipe nationale : stages à Saint-Malo, préparation physique rigoureuse, etc. Malgré tout, les résultats ne sont toujours pas au rendez-vous et Boulogne, très critiqué par la presse, ne parvient pas à qualifier la France pour les grandes compétitions. Les Bleus tombent contre l'URSS à Moscou lors du dernier match des éliminatoires pour le Mondial 74 (défaite 2 à 0) le 26 mai 1973, et Georges Boulogne démissionne. La FFF crée alors la sensation en appelant Ștefan Kovács, ancien entraîneur roumain de l'Ajax Amsterdam, devenant le premier sélectionneur (unique) étranger de l'histoire des Bleus. En deux ans, il convoque près de 70 joueurs. Malgré son court mandat (2 ans), ce brassage change profondément les mentalités.

#### L'héritage Hidalgo

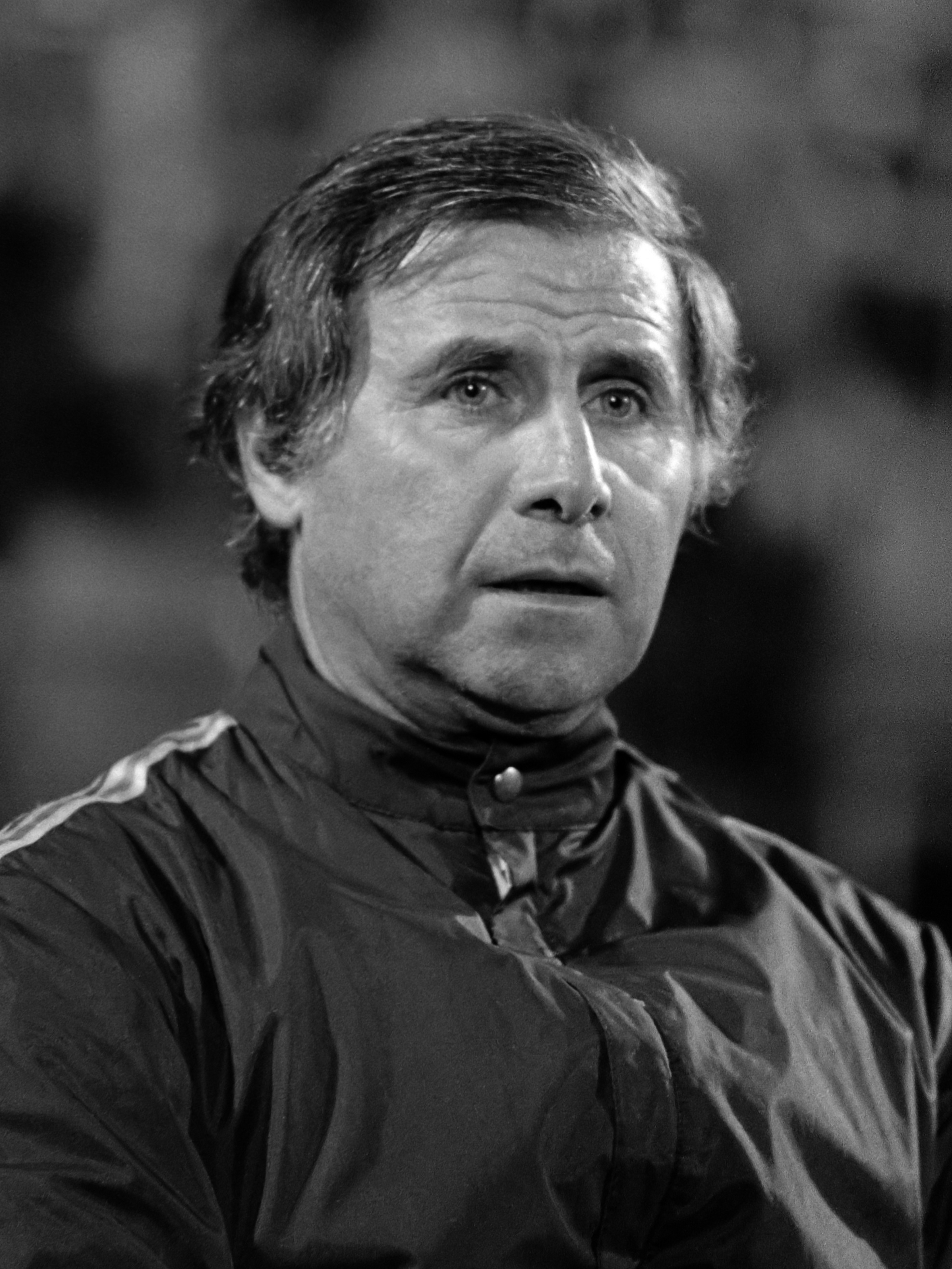
Michel Hidalgo, champion d'Europe en tant que sélectionneur en 1984.

Son successeur n'est autre que son adjoint : Michel Hidalgo. À partir de 1976, Hidalgo va construire l'une des meilleures équipes de France autour de Michel Platini, qu'il fait éclore au plus haut niveau. Il inculque aux Bleus ses principes d'un jeu ouvert axé sur l'offensive et écrit une page dorée de l'histoire du football français. En effet, il permet à l'équipe de France de revenir dans l'élite mondiale en la qualifiant pour deux Coupes du monde et en finissant quatrième du Mondial 1982, après une demi-finale épique contre l'Allemagne de l'Ouest. En 1984, il remporte à la tête de la sélection le championnat d'Europe, contre l'Espagne organisé en France.
À la suite du sacre de l'Euro 1984, Michel Hidalgo se retire et laisse sa place à Henri Michel, auparavant sélectionneur des Espoirs. Sous son mandat, la France remporte la Coupe intercontinentale des nations en 1985 et atteint la demi-finale de la Coupe du monde 1986 au Mexique, une nouvelle fois éliminée par l'Allemagne de l'Ouest. De plus en plus contesté, Henri Michel est limogé à la suite d'un match nul contre Chypre (1-1) lors des éliminatoires du Mondial 1990 qui compromet les chances de qualification des Bleus.
Il est remplacé par Michel Platini, à peine plus d'un an après sa retraite en tant que joueur, le 1er novembre 1988. L'arrivée de Platini ne change rien et la France est absente du Mondial 1990 en Italie. Dans son groupe, Platini s'appuie majoritairement sur des joueurs de l'Olympique de Marseille dont Jean-Pierre Papin et Éric Cantona. Qualifiés facilement pour l'Euro 1992, les Bleus s'affirment parmi les favoris de la compétition. Mais une élimination au premier tour sans une seule victoire pousse Michel Platini à démissionner. Son adjoint, Gérard Houllier, est nommé pour lui succéder et entame les qualifications pour la Coupe du monde 1994. Mais deux défaites consécutives à domicile durant l'automne 1993 (2-3 contre Israël puis (1-2) contre la Bulgarie) barrent à la France le chemin du Mondial. Démissionnaire après cette désillusion pour l'équipe de France, Gérard Houllier est remplacé par son adjoint, Aimé Jacquet. Sa nomination aura été la plus courte de l'histoire des Bleus.

#### La consécration mondiale avec Jacquet et la confirmation avec Lemerre

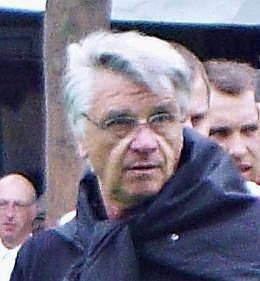
Aimé Jacquet, champion du monde en tant que sélectionneur en 1998.

Nommé à titre « provisoire », Aimé Jacquet prend ses fonctions à partir du 17 décembre 1993. Sous sa direction l'équipe de France devient meilleure défensivement et Zinédine Zidane devient son meneur de jeu. Les Bleus se qualifient douloureusement pour l'Euro 1996 et tombent en demi-finale contre la République tchèque (0-0 ; 5 t.a.b.6). Une étape qui sert de tremplin pour les hommes de Jacquet à deux ans de la Coupe du monde 1998 organisée en France. Très critiqués avant la compétition, les Bleus réalisent un parcours sans faute jusqu'en finale où ils battent le Brésil (3-0). Champion du monde, Aimé Jacquet quitte ses fonctions de sélectionneur au soir de la finale, le 12 juillet 1998 après avoir été fustigé par la presse pendant plusieurs années.
C'est à nouveau l'adjoint de l'ex-sélectionneur, Roger Lemerre, qui prend le relais. Avec un jeu plus offensif, ce dernier emmène les Bleus vers un nouveau sacre au championnat d'Europe 2000 où la France réalise un doublé inédit Mondial-Euro consécutif en battant l'Italie dans une finale à rebondissements. Mais deux ans plus tard, pourtant favoris de la Coupe du monde 2002, la France est sortie dès le premier tour. À la suite de cette élimination, le sélectionneur national Roger Lemerre est limogé et remplacé par Jacques Santini. C'est sous la direction de l'ancien entraîneur de l'Olympique lyonnais que l'équipe de France commence les éliminatoires pour l'Euro 2004. Après un carton plein en qualifications (8 matchs, 8 victoires), l'équipe de France reprend confiance. Malgré cela les Bleus sont sortis en quart-de-finale face aux Grecs, futurs vainqueurs (1-0). Peu après la compétition, Jacques Santini annonce son départ pour le club anglais de Tottenham.

#### La rupture Domenech et la transition Blanc
Le 12 juillet 2004, Raymond Domenech, sélectionneur des Espoirs jusque-là, est nommé comme nouveau sélectionneur national. Son arrivée marque une rupture avec ses prédécesseurs. Il impose de nouvelles règles et change complètement le staff. Mal engagée en qualifications, le retour de plusieurs cadres dont Zinédine Zidane qui avait pris sa retraite en 2004, relance l'équipe de France qui se qualifie pour le Mondial 2006. Raymond Domenech y mène la sélection nationale en finale mais échoue ensuite sévèrement aux premiers tours de l'Euro 2008 et de la Coupe du monde 2010. Il termine sa carrière de sélectionneur national à l'issue de ce Mondial 2010 sur fond de polémiques internes dans ce que les médias qualifieront de « fiasco général ». Il est le sélectionneur français le plus controversé en raison de sa communication suscitant parfois l'incompréhension mais aussi pour la faiblesse des résultats de l'équipe de France postérieurs à 2006.
À la suite du fiasco en Afrique du Sud, Laurent Blanc, en provenance des Girondins de Bordeaux, est nommé pour remplacer Raymond Domenech. Après un début poussif, Blanc parvient à qualifier les siens pour l'Euro 2012. Sortis du premier tour, l'équipe de France est éliminée par l'Espagne, futur vainqueur de la compétition, en quart-de-finale. Le parcours des Bleus est de nouveau marqué par des problèmes extra-sportifs. Après l'Euro, en brouille avec le président de la FFF, Noël Le Graët, Laurent Blanc quitte le poste de sélectionneur et cède sa place à Didier Deschamps.

#### Deschamps comme héritier de Jacquet

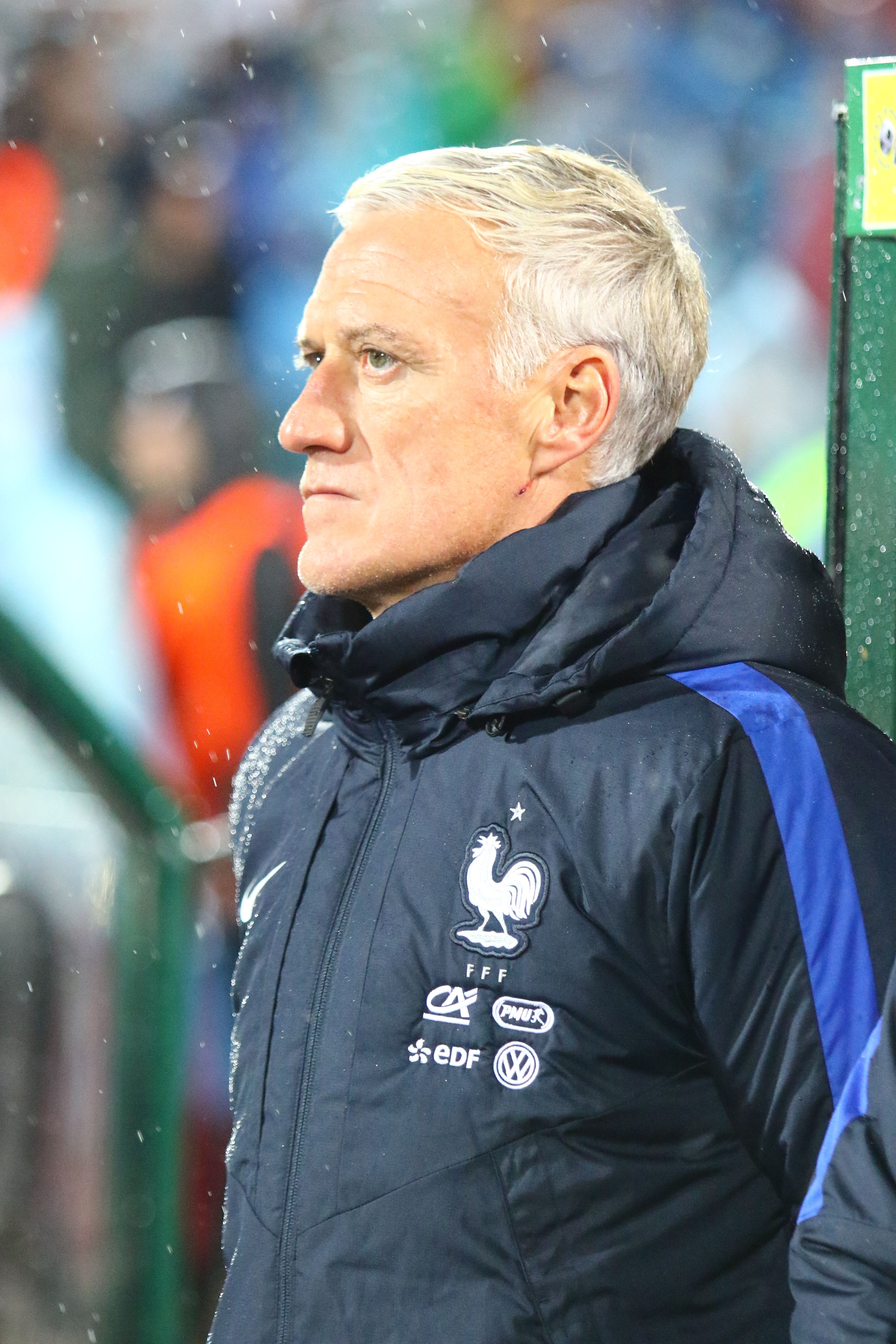
Didier Deschamps, champion du monde en tant que sélectionneur en 2018.

Didier Deschamps prend ses fonctions à partir du 8 juillet 2012, accompagné de son fidèle adjoint Guy Stephan. Ses débuts en tant que sélectionneur sont contrastés, il parvient à qualifier la France pour la Coupe du monde 2014 à la suite d'une double confrontation renversante face à l'Ukraine lors des barrages. Lors de la compétition, au Brésil, la France s'arrête en quart de finale après une défaite face aux futurs champions l'Allemagne. Il s'agit d'un parcours jugé encourageant compte tenu de la jeunesse de certains joueurs de l'effectif comme Antoine Griezmann, Paul Pogba ou Raphaël Varane. Le 12 février 2015, Deschamps est prolongé à la tête de l'équipe de France jusqu'en 2018.
Qualifié d'office pour l'Euro 2016, les Bleus jouent deux ans de matchs amicaux. Les choix de joueurs du sélectionneur sont souvent critiqués par le public, comme la non-sélection de Karim Benzema au profit d'Olivier Giroud. La France s'incline en finale face au Portugal. Le 7 octobre 2017, à la suite d'une victoire de la France contre la Bulgarie, Deschamps devient le sélectionneur avec le plus de victoires à la tête des Bleus (42). Le 31 octobre 2017, il est une nouvelle fois prolongé en tant que sélectionneur jusqu'en 2020.
Lors de la Coupe du monde 2018, Deschamps fait une nouvelle fois confiance à un groupe très jeune. Avant et pendant le tournoi, le sélectionneur et l'équipe de France sont critiqués par les journalistes et le public comme ce fut le cas en 1998 pour Aimé Jacquet. On lui reproche notamment le manque d'identité de jeu de l'équipe et un style trop défensif. Finalement, la France remporte sa seconde Coupe du monde. Deschamps devient le premier sélectionneur français à qualifier la France pour deux finales de compétition internationale. Il devient aussi le troisième homme de l'histoire à remporter le titre mondial en tant que joueur puis en tant que sélectionneur, il rejoint Mario Zagallo et Franz Beckenbauer. Après sa victoire en Coupe du monde, il remporte le prix FIFA d'entraîneur de l'année. Le 10 décembre 2019, il est de nouveau prolongé jusqu'à la Coupe du monde 2022.
En 2021, Deschamps connaît son premier « échec » à la tête de la sélection lors de l'Euro 2020, où Les Bleus pourtant favoris du tournoi, sont sortis en huitièmes de finale par la Suisse. Maintenu à son poste, il parvient cependant à décrocher un titre en octobre de la même année, avec la première Ligue des nations remportée par les Français, après deux victoires contre la Belgique et l'Espagne.
Confronté à une vague de forfaits avant la Coupe du monde 2022 au Qatar, Deschamps doit composer sans des joueurs majeurs de la sélection comme Paul Pogba, N'Golo Kanté, Presnel Kimpembe et Karim Benzema. Il met en place un milieu de terrain inexpérimenté avec le duo Adrien Rabiot et Aurélien Tchouaméni, renforcé par le replacement d'Antoine Griezmann dans l'entre-jeu. L'équipe de France va surprendre malgré les doutes accumulés. Portée par la forme flamboyante des attaquants Kylian Mbappé et Olivier Giroud, en plus du rayonnement de Griezmann à la construction, la France va défendre son titre jusqu'au bout de la compétition. Malgré les absences et l'inexpérience du groupe, Les Bleus sont opposés à l'Argentine en finale. C'est la première fois que la sélection française joue une seconde finale de Coupe du monde consécutive et c'est la troisième finale de compétition majeure (Coupes du monde et Euros) atteinte sous l'ère Deschamps sur cinq compétitions. Les Bleus s'inclinent aux tirs au but après une confrontation spectaculaire (3-3) et lèguent leur titre de champions du monde aux Argentins.
Ayant atteint l'objectif minimum de la demi-finale fixé par la Fédération, Deschamps est libre de prolonger ou non son aventure à la tête de la sélection. Son contrat arrive à son terme le 31 décembre 2022. La prolongation est finalement annoncée au début d'année 2023, avec un contrat courant désormais jusqu'en juin 2026, à l'aube de la prochaine Coupe du monde.

### Capitaines de l'équipe de France
106 capitaines se sont succédé en équipe de France depuis sa création. Parmi eux, le premier au classement du nombre de matchs joués en tant que capitaine est le gardien de but Hugo Lloris avec 121 capitanats. Vient ensuite le milieu de terrain Didier Deschamps, capitaine 54 fois entre 1994 et 2000. Il est suivi de Michel Platini, meneur de jeu des Bleus lors des années 1980, 50 capitanats.
Zinédine Zidane détient le meilleur pourcentage de victoire en tant que capitaine des Bleus avec 71 % de victoires (17 matchs gagnés), 21 % de nuls et 8 % de défaites. Il est suivi de près par Marcel Desailly avec 70 % (34 matchs gagnés), 16 % de nuls et 14 % de défaites. Didier Deschamps referme la marche de ce podium avec 67 % de victoire (36 matchs gagnés), 26 % de nuls et 7 % de défaites. Raymond Domenech est le sélectionneur qui a nommé le plus de capitaines : 10 au cours de son mandat entre 2004 et 2010 (Fabien Barthez, Patrick Vieira, Thierry Henry, Zinédine Zidane, Patrice Evra, Éric Abidal, Lilian Thuram, Sylvain Wiltord, William Gallas et Alou Diarra).
Le 14 octobre 2014, lors d'un match amical Arménie-France, Raphaël Varane devient le plus jeune capitaine de l'histoire de l'équipe de France à 21 ans.
Les tableaux ci-dessous présentent la liste des capitaines en titre de l'équipe de France depuis 1910.
| Nom              | Période     | Capitanats |
| Jean Ducret      | 1910 - 1914 | 12 fois    |
| Lucien Gamblin   | 1920 - 1923 | 10 fois    |
| Paul Nicolas     | 1925 - 1931 | 18 fois    |
| Edmond Delfour   | 1933 - 1937 | 12 fois    |
| Alexis Thépot    | 1931 - 1935 | 13 fois    |
| Étienne Mattler  | 1934 - 1940 | 14 fois    |
| Jean Baratte     | 1949 - 1952 | 12 fois    |
| Roger Marche     | 1950 - 1959 | 42 fois    |
| André Lerond     | 1961 - 1963 | 10 fois    |
| Marcel Artelesa  | 1965 - 1966 | 9 fois     |
| Bernard Bosquier | 1967 - 1968 | 8 fois     |
| Jean Djorkaeff   | 1969 - 1972 | 24 fois    |
| Claude Quittet   | 1972 - 1973 | 4 fois     |
| Georges Bereta   | 1973 - 1975 | 12 fois    |
| Henri Michel     | 1975 - 1976 | 4 fois     |

| Nom               | Période                 | Capitanats |
| Marius Trésor     | 1977 - 1979             | 21 fois    |
| Michel Platini    | 1979 - 1987             | 50 fois    |
| Luis Fernandez    | 1987 - 1988             | 5 fois     |
| Manuel Amoros     | 1988 - 1992             | 29 fois    |
| Jean-Pierre Papin | 1992 - 1993             | 11 fois    |
| Éric Cantona      | 1993 - 1995             | 9 fois     |
| Didier Deschamps  | 1995 - 2000             | 54 fois    |
| Marcel Desailly   | 2000 - 2004             | 49 fois    |
| Patrick Vieira    | 2004 - 2005 2006 - 2008 | 21 fois    |
| Zinédine Zidane   | 2005 - 2006             | 24 fois    |
| Thierry Henry     | 2008 - 2010             | 21 fois    |
| Patrice Évra      | 2010                    | 5 fois     |
| Hugo Lloris       | 2010 - 2022             | 121 fois   |
| Kylian Mbappé     | 2023 -                  | 21 fois    |

Màj le 8 juin 2025.

## Effectif actuel

### Appelés récemment
Les joueurs suivants ne font pas partie du dernier groupe appelé mais ont été retenus en équipe nationale lors des 12 derniers mois.
Les joueurs qui comportent le signe : «  », sont blessés ou malades au moment de la dernière convocation.
| Pos. | Nom                | Date de naissance | Sél. | Buts | Club (au moment de leur dernière convocation) | Dernier appel                 |
| ---- | ------------------ | ----------------- | ---- | ---- | --------------------------------------------- | ----------------------------- |
| A    | Ousmane Dembélé    | 15 mai 1997       | 56   | 7    | Paris Saint-Germain                           | vs Espagne, 5 juin 2025       |
| D    | Clément Lenglet    | 17 mai 1995       | 16   | 1    | Atlético de Madrid                            | vs Espagne, 5 juin 2025       |
| A    | Bradley Barcola    | 2 septembre 2002  | 14   | 2    | Paris Saint-Germain                           | vs Espagne, 5 juin 2025       |
| D    | Jules Koundé       | 12 novembre 1998  | 42   | 0    | FC Barcelone                                  | vs Croatie, 23 mars 2025      |
| D    | Dayot Upamecano    | 27 octobre 1998   | 30   | 2    | Bayern Munich                                 | vs Croatie, 23 mars 2025      |
| D    | William Saliba     | 24 mars 2001      | 28   | 0    | Arsenal FC                                    | vs Croatie, 23 mars 2025      |
| D    | Eduardo Camavinga  | 10 novembre 2002  | 26   | 2    | Real Madrid                                   | vs Croatie, 23 mars 2025      |
| D    | Jonathan Clauss    | 25 septembre 1992 | 14   | 2    | OGC Nice                                      | vs Croatie, 23 mars 2025      |
| M    | N'Golo Kanté       | 29 mars 1991      | 64   | 2    | Al-Ittihad Club                               | vs Italie, 17 novembre 2024   |
| A    | Kingsley Coman     | 13 juin 1996      | 58   | 8    | Bayern Munich                                 | vs Italie, 17 novembre 2024   |
| A    | Christopher Nkunku | 14 novembre 1997  | 14   | 1    | Chelsea FC                                    | vs Italie, 17 novembre 2024   |
| M    | Youssouf Fofana    | 10 janvier 1999   | 25   | 3    | AC Milan                                      | vs Israël, 14 octobre 2024    |
| G    | Alphonse Areola    | 27 février 1993   | 5    | 0    | West Ham United                               | vs Israël, 14 octobre 2024    |
| D    | Wesley Fofana      | 17 décembre 2000  | 1    | 0    | Chelsea FC                                    | vs Israël, 14 octobre 2024    |
| M    | Antoine Griezmann  | 21 mars 1991      | 137  | 44   | Atlético de Madrid                            | vs Belgique, 9 septembre 2024 |

## Aspects socio-économiques

### Relation avec les médias
Dès son premier match en 1904, la presse suit les performances de l'équipe de France. Pour le deuxième match de son histoire en 1905, le sélectionneur Robert Guérin convoque les joueurs en publiant une annonce dans le journal L'Auto.
Le premier match télévisé de l'équipe de France est RFA-France à Hanovre le 16 octobre 1954, retransmis par la RTF.
En juin 1987, TF1 signe un contrat d'exclusivité pour les droits de retransmissions de l'équipe de France avec la FFF jusqu'en 1992. Ce contrat est depuis renouvelé régulièrement. Vers le tout début des années 2010, M6 diffuse en direct certains matchs des Bleus, mais TF1 retrouve vite le dessus. En 2014, TF1 doit faire face à un combat important pour la diffusion des matchs de l'Équipe de France contre M6.
C'est finalement TF1 qui gagne. Cela montre bien l'énorme enjeu que représentent les matchs de l'équipe de France pour créer une telle bataille entre les chaînes de télévision. De 2018 à 2022, les matchs étaient diffusés en alternance sur TF1 et M6. Le 25 septembre 2022, TF1 retrouve l'exclusivité des matchs des Bleus (hors grands tournois) jusqu'en 2028.
Pour la Coupe du monde 2006, le diffuseur des matchs de l'équipe de France est TF1 qui déboursa 45 millions d'euros pour la retransmission de ces matchs. Pour la demi-finale de la compétition contre le Portugal, Médiamétrie enregistre une audience de 22,2 millions de téléspectateurs soit le record de la télévision depuis la création de Médiamétrie en 1989. La finale réunit en moyenne 22,1 millions de téléspectateurs avec un pic à 25 millions. Les six autres rencontres du Mondial des Bleus retransmises sur TF1 suivent dans le classement des meilleures audiences de 2006 toutes chaînes et émissions confondues.
Pour les Euro 2016, 2020, les matchs de l'équipe de France sont diffusés alternativement entre TF1 et M6. La Coupe du monde 2022 est quant-à-elle diffusé par TF1 et Bein Sports.

### Revenus
Les revenus de l'équipe de France viennent principalement des droits télévisuels. À la fin de l'année 2009, TF1 renouvèle son contrat avec les Bleus pour diffuser les matchs de l'équipe entre 2010 et 2014, cette dernière aura également des droits étendus, notamment sur Internet, et pourra également diffuser des images de l'équipe nationale dans son émission hebdomadaire « Téléfoot ». La chaîne paie 45 millions d'euros annuellement pour pouvoir diffuser les matchs des Bleus sur le territoire français, contre 55 millions entre 2006 et 2010.
Les sponsors de l'équipe de France s'affichent sur les maillots contre rémunérations. Les recettes des matchs à domicile sont une autre source de revenus. La fédération française de football (FFF) a un contrat avec le Consortium Stade de France, principal actionnaire du stade, et doit lui verser une part des recettes.
Enfin, les primes gagnées lors de compétitions internationales et principalement lors des Coupe du monde et des championnats d'Europe. L'ancien équipementier de l'équipe de France, Adidas, payait 10 millions d'euros annuellement pour commercialiser les maillots des Bleus. L'actuel équipementier de l'équipe, Nike, paye 42 millions d'euros par an soit environ quatre fois plus. En 2010, Adidas, TF1, Carrefour, Crédit agricole et Suez sont les principaux sponsors de l'équipe de France et paient chacun 2,5 millions d'euros par an. Coca-Cola, Nutella, RTL, SFR et Citroën sont des sponsors secondaires, leur nom est associé à l'équipe de France. Ces derniers doivent s'acquitter de 800 000 euros chacun par an. Dix autres entreprises sponsorisent les Bleus pour 250 000 euros.
La FFF offre une prime aux joueurs et staff de l'équipe de France pour chaque match disputé.

## Soutien et image

### Symboles

Ancien emblème sur le maillot de l'équipe de France.

En 1994, la FFF imagine une mascotte pour l'équipe de France en vue de la Coupe du monde 1994 : Jules un coq coiffé d'un béret rouge et vêtu du maillot bleu de l'équipe de France. Sa queue est composée d'une plume bleue, suivie d'une plume blanche, qui est elle-même suivie d'une plume rouge. Non qualifiée pour la Coupe du monde 1994, la mascotte est mise en sommeil avant d'être remis en avant lors de la Coupe du monde de football 1998. Cette mascotte est souvent confondue avec Footix, la mascotte de la Coupe du monde 1998.
Après sa victoire lors de la Coupe du monde 1998, la France appose au-dessus du coq gaulois une étoile dorée symbolisant le titre de champion du monde. Cette étoile est portée pour la première fois le 5 septembre 1998 à l'occasion du match Islande-France dans le cadre des éliminatoires de l'Euro 2000. Après la seconde victoire en 2018, une nouvelle étoile est apposée au côté de la première.
Emblèmes

Emblème de 2014 au 15 juillet 2018.
Emblème depuis le 15 juillet 2018.

Écussons

Écusson présent sur les maillots des années 1970 à 1998.
Écusson de 1998 à 2007.
Écusson de 2007 à 2011.
Écusson de 2011 à 2014.
Écusson de 2014 à 2018.
Écusson entre 2018 et 2024.
Écusson depuis 2024.

### Maillots et équipementiers

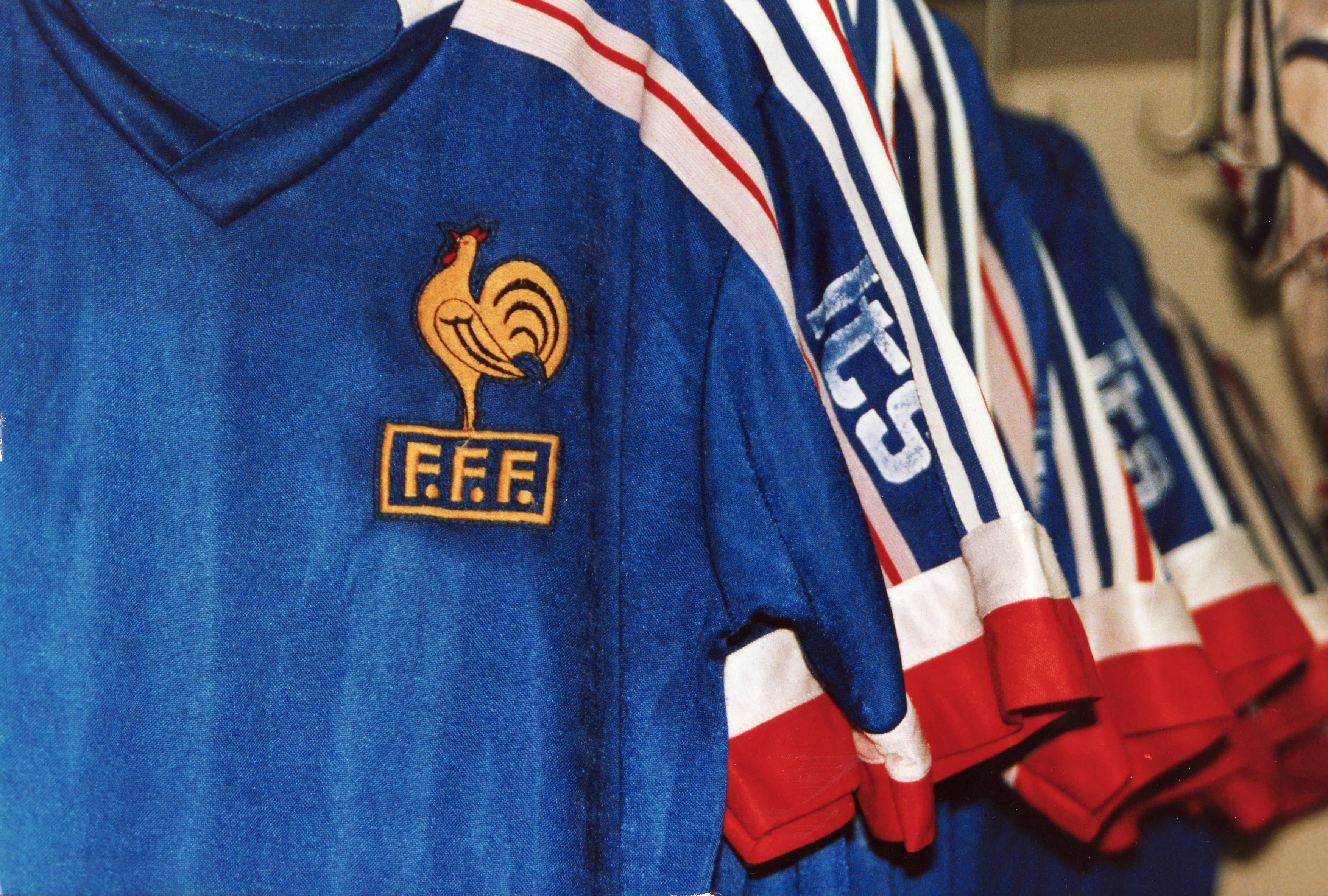
Maillots bleus de l'équipe de France.

L'équipe de France possède deux jeux de maillots : un bleu pour les matchs à domicile et un, classiquement blanc, pour les matchs à l'extérieur. Quelle que soit la couleur du maillot, le short est soit bleu soit blanc, et les chaussettes peuvent être soit rouges, soit blanches, soit bleues. La tenue la plus utilisée dans l'histoire de l'équipe est un maillot bleu avec un short blanc et des chaussettes rouges, reprenant les couleurs du drapeau national.
Les couleurs de la tenue de l'équipe font références à celle du drapeau de la France. C'est d'ailleurs d'après la couleur de leur maillot que les joueurs de l'Équipe de France sont surnommés « les Bleus » ou « les Tricolores ».
| Équipementier  | Période     | Réf |
| -------------- | ----------- | --- |
| Allen Sport    | 1938 – 1966 | ,   |
| Le Coq Sportif | 1966 – 1971 |     |
| Adidas         | 1972 – 2010 |     |
| Nike           | depuis 2011 |     |

Après guerre, dans les années 1950, la firme française Le coq sportif fournit les tenues. Dans les années 60, le logo de l'équipementier français basé dans l'Aube, avec un petit coq dans son triangle, apparaît sur les tenues. La marque équipera l'équipe de France jusqu'en 1971.
De 1972 à 2011, l'équipe de France est en contrat avec l'équipementier allemand Adidas qui lui fournit ses tenues et ses équipements. À la suite d'un appel d'offres qui s'est déroulé début-2008, c'est l'équipementier américain Nike qui est devenu son partenaire pour la période allant du 1er janvier 2011 à 2018. L'équipementier doit, dans ce cadre, verser 320 millions d'euros pendant la durée du contrat, soit une moyenne de 42,66 millions d'euros par saison (un montant quatre fois et demi supérieur à l'ancien contrat), ce qui en fait l'équipe nationale la mieux payée par son équipementier et le plus gros contrat de sponsoring jamais réalisé dans le football.
Le 8 décembre 2016, la Fédération française de football (FFF) prolonge son contrat avec Nike jusqu'en 2026 pour une somme proche de 50 millions d'euros par saison,.
Le 30 avril 2024, la FFF annonce que Nike restera l'équipementier officiel jusqu'en 2034,. La somme versée avoisinera les 100 millions d'euros par saison,.
| Équipementier | Période     | Date d'annonce  | Durée du contrat | Valeur                                                 | Réf |
| ------------- | ----------- | --------------- | ---------------- | ------------------------------------------------------ | --- |
| Nike          | Depuis 2011 | 22 février 2008 | 2011 — 2018      | Total : 340,8 million € (soit : 42,6 million € par an) | ,   |
| Nike          | Depuis 2011 | 8 décembre 2016 | 2018 — 2026      | Total : 450 million € (soit : 50 million € par an)     | ,   |
| Nike          | Depuis 2011 | 30 avril 2024   | 2026 — 2034      | Total : 800 million € (soit : 100 million € par an)    | ,   |

| 1904 | 1909-1914 | 1984 et 1998-1999 | 2000 | 2012 | 2016 | 2018 | 2020 | 2022 |

### Supporteurs
Les supporteurs français entonnent pour la première fois La Marseillaise le 17 mars 1935 lors du match France-Allemagne en riposte aux Allemands qui chantent le Deutschland über alles.
Le Supporters Club de France, basé à Nancy, est la première association de supporters créée et déclarée au Journal Officiel en 1995 pour soutenir les Bleus.
Le 16 décembre 1997, le club officiel des supporteurs est créé à l'initiative de la Fédération française de football pour soutenir les Bleus lors de la Coupe du monde 1998. Le Club des supporteurs de l'Équipe de France (C.S.E.F.) cesse ses activités en 2005 afin de permettre à la FFF de faire des économies alors que ses comptes sont dans le rouge.
Des « sections » du C.S.E.F. ont pris le relais depuis 2005. Il en existe à ce jour une douzaine qui ont pour la plupart une implantation régionale (Dunkerque, Tourcoing, Normandie, Picardie, Nancy, Bretagne, Île-de-France, Antibes, Var, etc.). Seule l'association « Irrésistibles Français » revendique une présence au niveau national, même international, avec plus de 70 départements français représentés et des adhérents de la Nouvelle-Zélande au Venezuela. C'est également le groupe de supporteurs le plus actif dans les tribunes des Bleus.
En 2011, 8 de ces associations se rassemblent au sein de la Fédération des associations nationales de supporteurs des Bleus (F.A.N.S. des Bleus) afin de simplifier les rapports avec la Fédération française de Football. Se rendant compte de l'impact des supporters dans l'image de l’Équipe de France de Football à la suite de l'Euro 2012, la FFF a fait du développement des supporters un objectif prioritaire et souhaite une tribune de supporters actifs au Stade de France.
Les associations de supporteurs de l’équipe de France ne reçoivent aucune aide de la part de la Fédération française de football.
Après la victoire en Coupe du monde 1998, on parle d'un « effet Coupe du monde ». Cet effet n'est pas qu'économique, le moral des Français augmente après la victoire même si cette hausse n'est pas durable. De plus, on observe que les femmes s'intéressent plus au football lors des grands événements de l'équipe de France comme la Coupe du monde.
Les supporteurs français chantent La Marseillaise, l'hymne national de la France, avant chaque rencontre et parfois pendant le match. Le 6 octobre 2001, l'équipe de France joue au stade de France contre l'Algérie. Pourtant à domicile, l'hymne de l'équipe de France est sifflé et le match doit être interrompu après l'envahissement de la pelouse par des dizaines de supporteurs algériens.
Les supporteurs de l'équipe de France sifflent parfois leur équipe quand celle-ci joue à un niveau de qualité très en deçà de leur espérance, jusqu'à encourager l'équipe adverse avec des « Olé » comme lors des matchs amicaux contre l'Argentine et l'Espagne respectivement en 2008 et 2010. À domicile, entre 2000 et 2006 les supporteurs de l'équipe de France déroulent un maillot géant sur la tribune Nord. Depuis 2018, des tifos géants sont réalisés dans les tribunes du Stade de France pour certains matchs.
Depuis septembre 2010, Max est le Speaker de l’équipe de France de football. Il anime son premier match à l'occasion de la rencontre France-Biélorussie comptant pour la qualification à l'Euro 2012. Le soir du 13 novembre 2015, à la suite des attentats aux alentours du stade, il sera chargé de l'évacuation de l'arène.

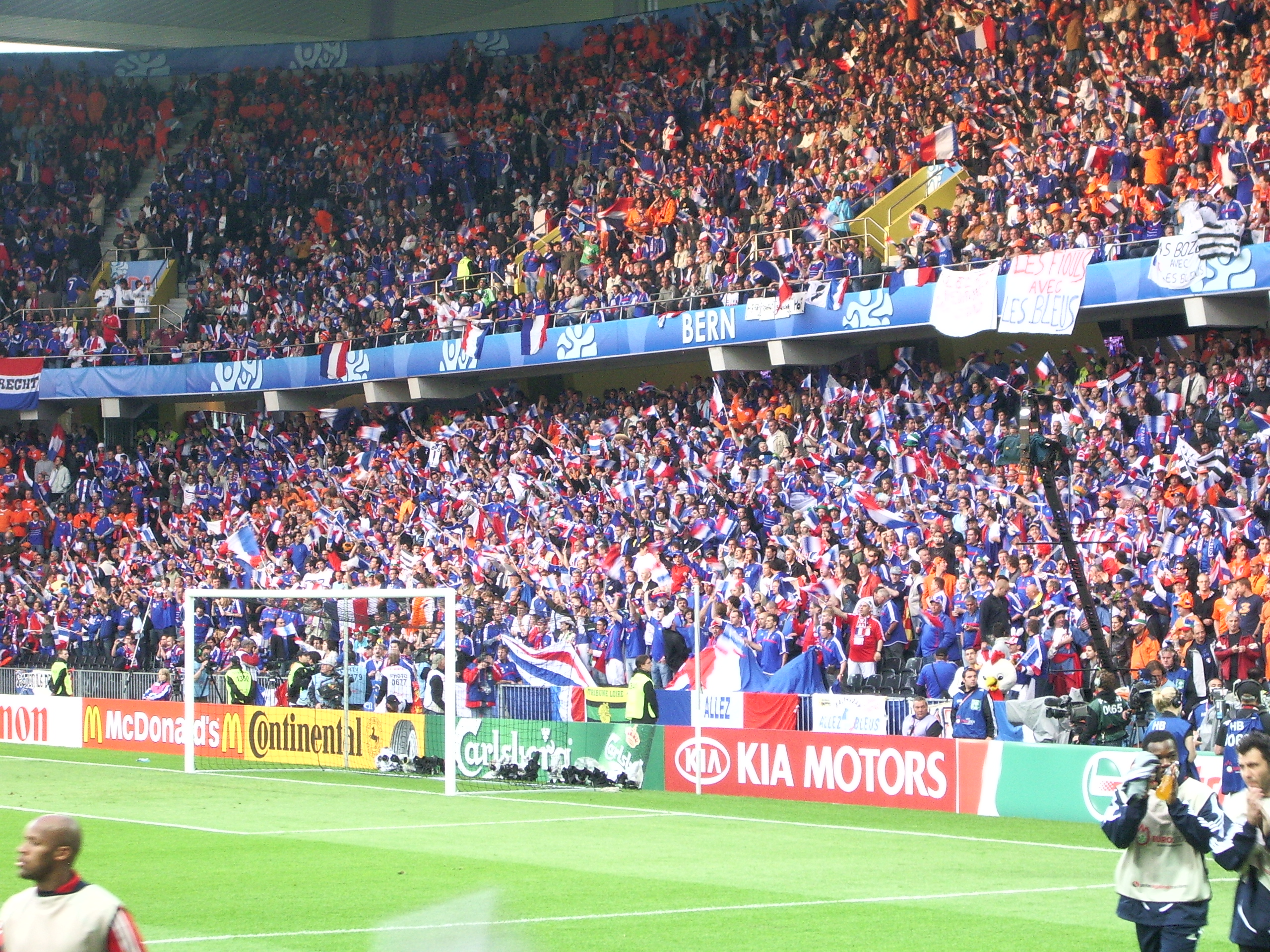
Tribune des supporteurs français à l'Euro 2008.
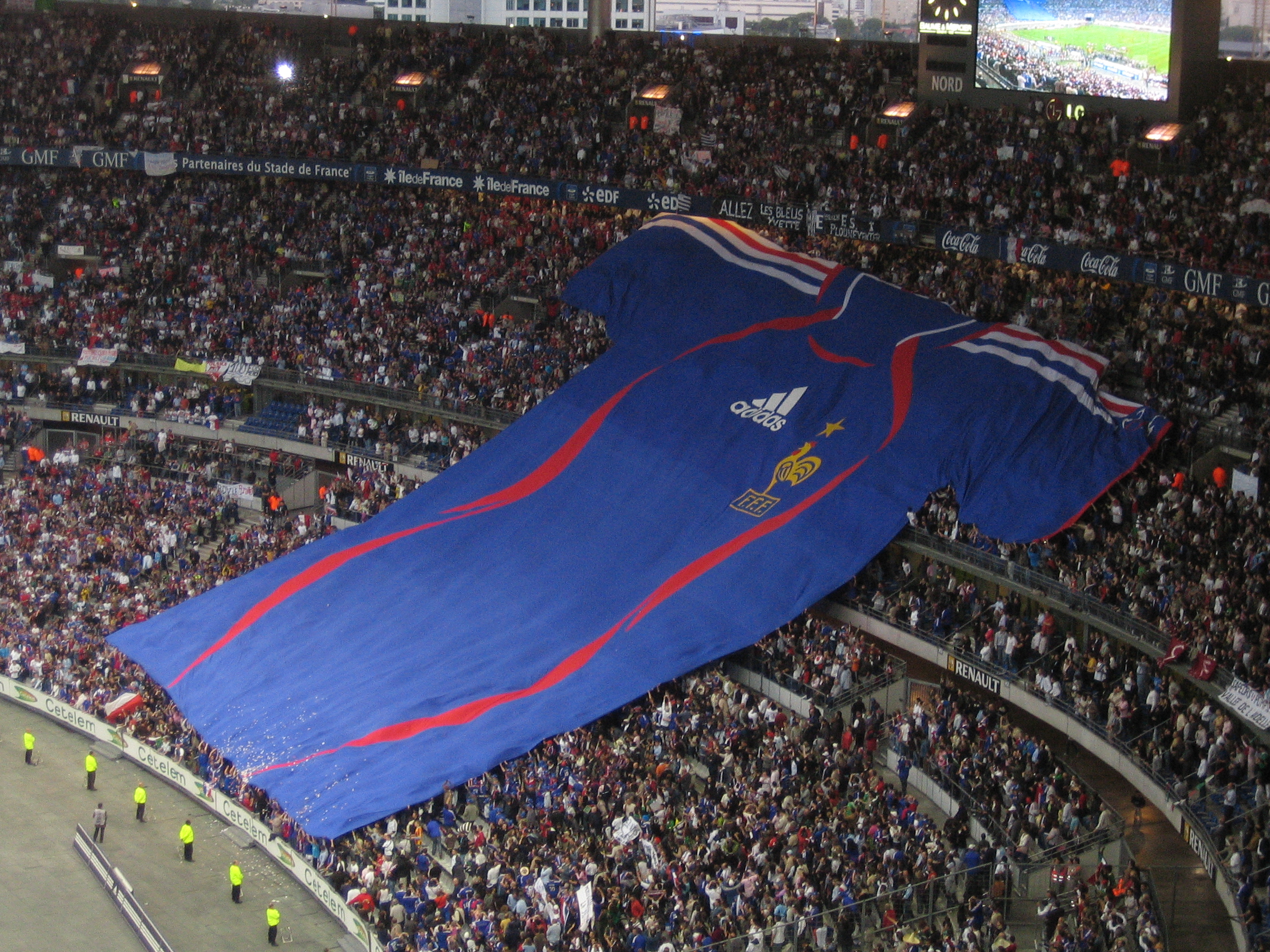
Maillot géant sur la tribune Nord du Stade de France.
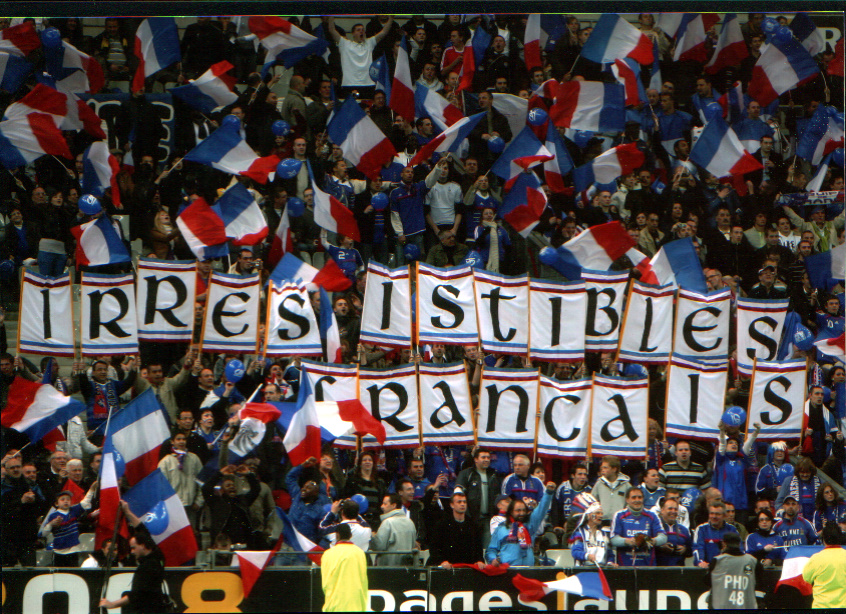
Animation de l'association « Irrésistibles Français ».

### Rivalités

#### Au niveau européen
Les principaux rivaux sont tout d'abord les proches voisins de la France, l'Allemagne, l'Angleterre, la Belgique et l'Italie.
La première victoire contre l'Angleterre le 5 mai 1921 est assimilée à un événement historique, alors qu'elle coïncide avec le centenaire de la mort de Napoléon Bonaparte.
Dans les années 1980, la France entretient une forte rivalité avec la République fédérale d'Allemagne, à la suite de leur duel en demi-finale de la Coupe du monde 1982. Opposition de style de jeu, le match est notamment marqué par l'agression de Harald Schumacher sur Patrick Battiston, évacué inconscient du terrain dix minutes après son entrée en jeu. Alors que les Français mènent trois buts à un en prolongation, ils encaissent deux buts et s'inclinent finalement aux tirs au but. Quatre ans plus tard, les deux équipes se retrouvent au même stade. Alors que les Français sont donnés favoris de la compétition, ils sont éliminés par des Allemands plus physiques et mieux organisés, sans contestation possible (2-0). Ensuite les deux formations manquent de s'affronter à chaque fois parce que l'Allemagne sera éliminée au match précédent la rencontre anticipée (1998, par la Croatie et 2006 par l'Italie). Les deux équipes se rencontrent à nouveau en 2014, en quarts de finale de Coupe du monde, pour une victoire de l'Allemagne 1-0. En 2016, les Français parviennent à éliminer l'Allemagne en phase finale d'une compétition majeure, pour la première fois de leur histoire, en remportant la demi-finale de l'Euro 2016, après 58 ans sans victoire en phase finale. La dernière victoire était le match pour la troisième place de la Coupe du monde 1958 qui n'était pas un match à élimination directe à proprement parler.
La Belgique est l'équipe avec laquelle la France a disputé le plus de rencontres internationales de football dans son histoire avec 75 rencontres. La rencontre la plus importante entre les deux nations remonte à la demi-finale de la Coupe du monde 2018, remporté par les Bleus sur le score de 1-0.
L'Italie domine la France jusqu'aux années 1980, la France a alors battu une seule fois les joueurs italiens en 1920. En 1986, la France bat l'Italie en huitièmes de finale de la Coupe du monde. En 1998, en quarts de finale de la Coupe du monde, les deux équipes s'affrontent de nouveau et les Bleus gagnent la partie après une séance de tirs au but. Deux ans plus tard, les deux équipes se retrouvent en finale de l'Euro. La France, dominée dans le temps réglementaire, égalise à quelques instants de la fin de la rencontre. Les Bleus s'imposent ensuite par un but en or. Les joueurs italiens prennent leur revanche en finale de la Coupe du monde 2006. La France ouvre la marque sur un penalty de Zinédine Zidane avant que la squadra azzurra n'égalise. L'Italie remporte le match aux tirs au but et gagne sa quatrième Coupe du monde.

#### Au niveau mondial
La France et le Brésil ont disputé des duels mémorables. En 1958, pour leur première confrontation officielle, le Brésil élimine la France en demi-finale de coupe du monde sur le score de 5-2, grâce à un triplé du jeune Pelé. Il s'agit du dernier match officiel remporté par la Seleção contre les Bleus. En 1986, les Français éliminent les Brésiliens en quart de finale de la coupe du monde, aux tirs au but, à l'issue d'un match inoubliable. En 1998, les deux équipes se rencontrent en finale à Saint-Denis, que les Français remportent largement (3-0), grâce à un doublé de Zinédine Zidane. En 2006, les Bleus du même Zidane, éliminent les champions du monde brésiliens en quart de finale (1-0), et achèveront la compétition en tant que finaliste pour la deuxième fois de leur histoire.

### L'équipe de France dans la culture populaire

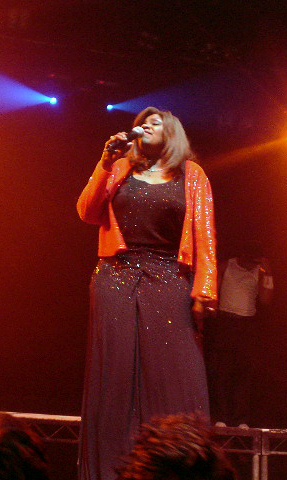
La chanson de Gloria Gaynor, I Will Survive, devient le tube de l'été 1998 à la suite de la reprise du refrain par l'équipe de France.

En 1978, lorsque l'équipe de France retrouve la Coupe du monde, la Fédération française de football demande à Jacques Monty de composer la « chanson officielle de l'équipe de France », elle s'appelle Allez les Bleus et se vend à plus de 180 000 exemplaires.
Par la suite, à chaque participation à la Coupe du monde, des chansons de soutien aux bleus sont enregistrées. En 1982, Dalida chante Allez la France et Denise Fabre Olé la France, chanson qui reçoit l'agrément de la FFF. En 1986, un groupe d'artistes chante Viva les Bleus, chanson vendue à 100 000 exemplaires.
En 1998, l'hymne officiel est chanté par Carlos et s'intitule Allez la France, allez les Bleus, il est complètement éclipsé par la reprise d’I Will Survive par le Hermes House Band, chanson fétiche de l'équipe de France, qui devient la chanson de l'été 1998. Cependant, c'est Gloria Gaynor qui profite de l'occasion pour revenir sur le devant de la scène.
Pour la Coupe du monde de 2002, la Fédération fait appel à Johnny Hallyday, le single Tous ensemble, écrit par Catherine Lara, se vend à 530 000 exemplaires.
Lors de la Coupe du monde de 2006, l'animateur Sébastien Cauet interprète une parodie de la chanson Madan de Martin Solveig, intitulée Zidane y va marquer. La chanson se classe immédiatement en tête des ventes.
À l'occasion de l'Euro 2008, Grand Corps Malade sort un single de soutien à l'équipe de France On vit ensemble, on vibre ensemble. Deux ans plus tard, c'est au tour du duo humoriste Omar et Fred d'apporter son soutien pour l'équipe de France à l'occasion de la Coupe du monde 2010 en enregistrant un clip nommé Bleu, blanc, rouge.
Pendant la Coupe du monde de 1998, un documentaire intitulé Les Yeux dans les Bleus est tourné dans les vestiaires de l'équipe de France. Deux autres documentaires sortent après le succès du premier volet, Les Yeux dans les Bleus 2 en 2001 sur l'équipe de France durant la préparation pour la Coupe du monde 2002 et Les Yeux dans les Bleus 2 une année plus tard sur l'équipe de France durant la Coupe du monde 2002. Deux nouveaux documentaires sont tournés dans l’intimité de l’équipe de France, un en 2016, durant l’Euro à domicile où les Bleus terminent malheureux finalistes. Le second est tourné en 2018, durant le Mondial en Russie où les Bleus sont sacrés champions du monde pour la seconde fois de leur histoire.
En 1999, Sony réalise le jeu vidéo This is football qui sort en France sous le nom de Le Monde des Bleus comme jeu officiel de l'équipe de France. Ce jeu vidéo tire son titre du surnom de l'équipe et est suivi par Le Monde des Bleus 2, Le Monde des Bleus 2002, Le Monde des Bleus 2003, Le Monde des Bleus 2004 et Le Monde des Bleus 2005.
Remplaçant pendant la Coupe du monde 2006, Vikash Dhorasoo réalise un film qui raconte son expérience dans le groupe en tant que remplaçant. Le film se nomme Substitute.

## Autres sélections

### Équipe A'
L'équipe de France A' (originellement dénommée « équipe de France B ») correspond à l'équipe réserve de l'équipe de France. À ce titre, elle rassemble une sélection de joueurs français proches du niveau international, et ne peut pas disputer de compétition internationale officielle. Ce n'est pas une sélection permanente ; elle répond à une demande spécifique du sélectionneur de l'équipe de France.
L'équipe dispute son premier match en 1922 contre le Luxembourg. Jusqu'en 1967, elle affronte régulièrement des sélections nationales A et B. Peu utilisée par la suite, l'équipe est remise en place, sous le nom « équipe de France A' », par le sélectionneur Michel Platini en 1988. Elle dispute vingt-trois rencontres en treize ans, avant d'être remise en sommeil.
En 2007 et 2008, Raymond Domenech convoque de nouveau l'équipe de France A' à trois reprises.

### Équipes de jeunes
L'équipe de France espoirs est créée en 1952, dans le but de rassembler les meilleurs joueurs français de moins de 21 ans. Les Bleuets remportent le championnat d'Europe en 1988. Depuis 1992, ils représentent la France aux jeux olympiques, dont ils atteignent les quarts de finale en 1996.
Le 21 août 2023 Thierry Henry est nommé sélectionneur de l'équipe de France espoirs. Il succède à Sylvain Ripoll, les moins de 20 ans sont entrainés par Philippe Montanier, les moins de 19 par Bernard Diomède, les moins de 18 par Lionel Rouxel, les moins de 17 par Patrick Gonfalone et les moins de 16 par Jean-Claude Giuntini.

### Équipe de France militaire
Elle remporte la Coupe du monde de football militaire en 1948 (notamment avec Joseph Mercier -qui récidive en 1949- et André Schwager), 1949 (notamment avec François Remetter), 1957 (notamment avec Yvon Douis, Jean Wendling, Robert Siatka, Ginès Liron, Marcel Dantheny, Théodore Szkudlapski et Rachid Mekhloufi), 1964 (notamment avec Yvan Roy et Jean-Marie Jouaret) et 1995 (notamment avec Claude Michel, Geoffray Toyes, Xavier Dablemont, Olivier Dacourt, David Sommeil, Cyril Revillet, Frédéric Dindeleux et Frédéric Mendy, entraîneur Roger Lemerre) (deuxième en 1958).

### Équipe féminine
L'équipe de France féminine est créée dans les années 1920. Sa meilleure performance est une 4e place lors de la Coupe du monde 2011 en Allemagne. Appelées les Bleues, les joueuses ont participé aux deux dernières Coupes du monde, pour deux éliminations d'affilée en quarts de finale. Sandrine Soubeyrand détient le record de sélections avec 187 matchs et Eugénie Le Sommer le record de buts marqués avec 88 buts.
Hervé Renard est l'actuel sélectionneur de l'équipe, succédant à Corinne Diacre.

### Equipe de Foot Fauteuil
L'équipe de France Foot Fauteuil est une équipe de joueurs en fauteuil roulant électrique. L'équipe de France est championne du monde en 2017. Elle est composée de 8 joueurs. Bernard Berthouloux est l'actuel sélectionneur de l'équipe. Elle est membre de la FIPFA (Fédération internationale de Powerchair Football).

### Equipe Cécifoot
L'équipe de France de football à 5 est une sélection des meilleurs footballeurs français handisport, constituée sous l'égide de la Fédération française de football (FFF). Les joueurs sont atteints de déficience visuelle. Ils repèrent le ballon à l'aide d'une clochette placé à l'intérieur. L'équipe a gagné les championnats d'Europe en 2009 et en 2011.

### Équipe eFoot
L'équipe de France d'eFoot ou l'eFoot de France est créée en avril 2018 par la Fédération française de football, et devient la première équipe nationale de sport électronique de football à être créée. Elle consiste en une sélection de 4 joueurs, qui représenteront la France dans des matchs d'exhibition sur les jeux vidéo eFootball PES et EA Sports FC face à d'autres nations eSport non officielles pour le moment. Les coachs sélectionnés sont Fabien « Neo » Devide et Brian « Brian » Savary de la Team Vitality.
Lors d'un tournoi à 16 organisé à Clairefontaine sur FIFA 18, la première sélection est annoncée : elle est composée des joueurs Lucas « DaXe » Cuillerier (PSG), Corentin « RocKy » Chevrey (Vitality), Nathan « Herozia » Gil (Millenium) et Corentin « Maestro » Thuillier (Losc). La sélection remporte le premier match de son histoire, le 12 mai 2018 face à la Belgique sur un score de 3-0 sur le mode 85 au siège de la Fédération française, match disputé dans un format proche de celui de la Coupe Davis au tennis avec matchs en simple et un match en double. Les Bleus enchaînent une seconde victoire, encore en amical, face à la sélection néerlandaise d'eFoot en septembre 2018, sur le score de 3-2 sur le mode 85 et également de 3-2 sur le mode FIFA Ultimate Team. Pour le dernier match de l'année 2018, l'équipe de France eFoot s'incline 2-3 sur le mode 85 face à la Norvège et subit sa première défaite.
En février 2019, à l'issue d'un tournoi avec une présélection de 16 joueurs, six joueurs sont sélectionnés pour une nouvelle année en Équipe de France d'eFoot sur FIFA 19 : Corentin « Maestro » Thuillier, Fouad « Rafsou » Fares, Nathan « Herozia » Gil (Vitality), Lucas « DaXe » Cuillerier, Corentin « RocKy » Chevrey (PSG Esports) et Dylan « Dylo » Gozuacik (Epsilon (en)). Le 14 avril 2019, l'équipe de France, avec DaXe et Maestro, devient la première sélection efoot championne du monde en remportant la première FIFA eNations Cup, en battant l'Argentine en finale,. Un mois après le titre, l'eFoot de France dispute sa première rencontre amicale de l'année 2019 face à la Finlande. Les Bleus s'impose alors largement avec une victoire 5-0.
En octobre 2019, l'eFoot de France commence sa saison sur FIFA 20 avec une participation au FPF eSports Portugal Challenge avec l'Allemagne et le Portugal qui accueille la compétition. Lors de ce tournoi amical qui s'est joué en 2v2 sur double confrontation, les trois équipes ont fait matchs nuls entre elles.
En 2020, Walid Rachid Tebane "Usmakabyle" et "Lotfi" Derradji, deux joueurs PES de l'AS Monaco eSport ayant déjà gagné l'eFootball League Pro en 2019 avec leur club, sont sélectionnés pour représenter la France à l'eEuro 2020, la première compétition eSport portant sur l'euro de football qui se déroule sur le jeu de football eFootball Pro Evolution Soccer 2020. Ils échouent en demi-finale face à l'Italie (future vainqueure) en fin de match.

Logos de l'eFoot de France
D'avril 2018 à avril 2019
Depuis avril 2019, avec la première étoile du premier titre de la FIFA eNations Cup